# Lac Baïkal
Pour les articles homonymes, voir Baikal.
Le lac Baïkal (prononcé : /baj.kal/, en russe : Озеро Байкал, Ozero Baïkal, /ˈozʲɪrə bɐjˈkaɫ/, en bouriate : Байгал далай, Baigal dalai), aussi appelé la mer sacrée, est le plus profond lac de rift du monde.  Il se situe dans le sud de la Sibérie orientale, à cheval sur l'oblast d'Irkoutsk et la république de Bouriatie, deux sujets asiatiques de la fédération de Russie.
C'est le lac de loin le plus profond du monde (1,7 km de profondeur), et son volume important (quasiment égal à celui de la mer Baltique) en fait la plus grande réserve d'eau douce liquide à la surface de la Terre. Il est aussi, par sa surface de 31 722 km² (comparable à celle de la Belgique), le deuxième plus grand lac d'Eurasie après la mer Caspienne. Il est également le plus ancien du monde : 25 millions d'années. Son volume représente environ 20 % de toute l'eau douce de surface de la planète, soit plus que tous les Grands Lacs d'Amérique du Nord réunis. Écrin naturel, parfois surnommé la « Perle de Sibérie », il abrite une biodiversité endémique importante. Le phoque de Sibérie, un des rares phoques d'eau douce du monde, le coméphore et l'omoul font partie des espèces endémiques de ses eaux. La transparence de ses eaux permet une visibilité parfaite jusqu'à 40 m de profondeur.
Il est peuplé depuis le Paléolithique, et ses rives ont vu se succéder différents peuples préhistoriques, avant qu'il devienne la frontière nord du territoire des Xiongnu à la fin du Ier millénaire av. J.-C.. Par la suite s'établissent les peuples de la culture des tombes d'Elguine, suivis par les Kourikanes au VIe siècle. Ces derniers fuient en partie le territoire aux Xe et XIe siècles à cause des arrivées de peuples mongols. Ceux qui restent se mêlent avec les nouvelles populations, donnant naissance aux Bouriates. Kourbat Ivanov est le premier Russe à atteindre le lac en 1643, marquant le début de la colonisation russe de la région. Plusieurs forts et villes sont fondés au cours de ce siècle, et au siècle suivant commencent les premières expéditions scientifiques. Au XIXe siècle, la région se développe, et le chemin de fer circumbaïkal, partie du Transsibérien, longe son littoral dès la fin du siècle. Il est le théâtre de la Grande marche de glace qui voit la retraite des Armées de Koltchak pendant la guerre civile russe. Les Soviétiques industrialisent alors la région. L'impact des activités humaines s'intensifie, par la pêche, les industries, la déforestation, l'agriculture et l'urbanisation.
Après l'effondrement de l'URSS, le lac est inscrit en 1996 au patrimoine mondial de l'UNESCO. Depuis, le tourisme est devenu un secteur-clé de l'économie locale, impulsant la croissance des villages autour du lac. Protégé par la loi Baïkal de 1994, le territoire naturel du Baïkal concentre un nombre d'aires protégées, partagées entre des zapovedniks telles que la réserve naturelle de la Bargouzine, des parcs nationaux comme celui du Baïkal ou nombre de monuments naturels. Pour ses premiers habitants, les différents peuples turcs et mongols, le lac était une mer sacrée, le mot Baïkal provenant du mongol Baïgal (« la nature »).

## Géographie

### Situation

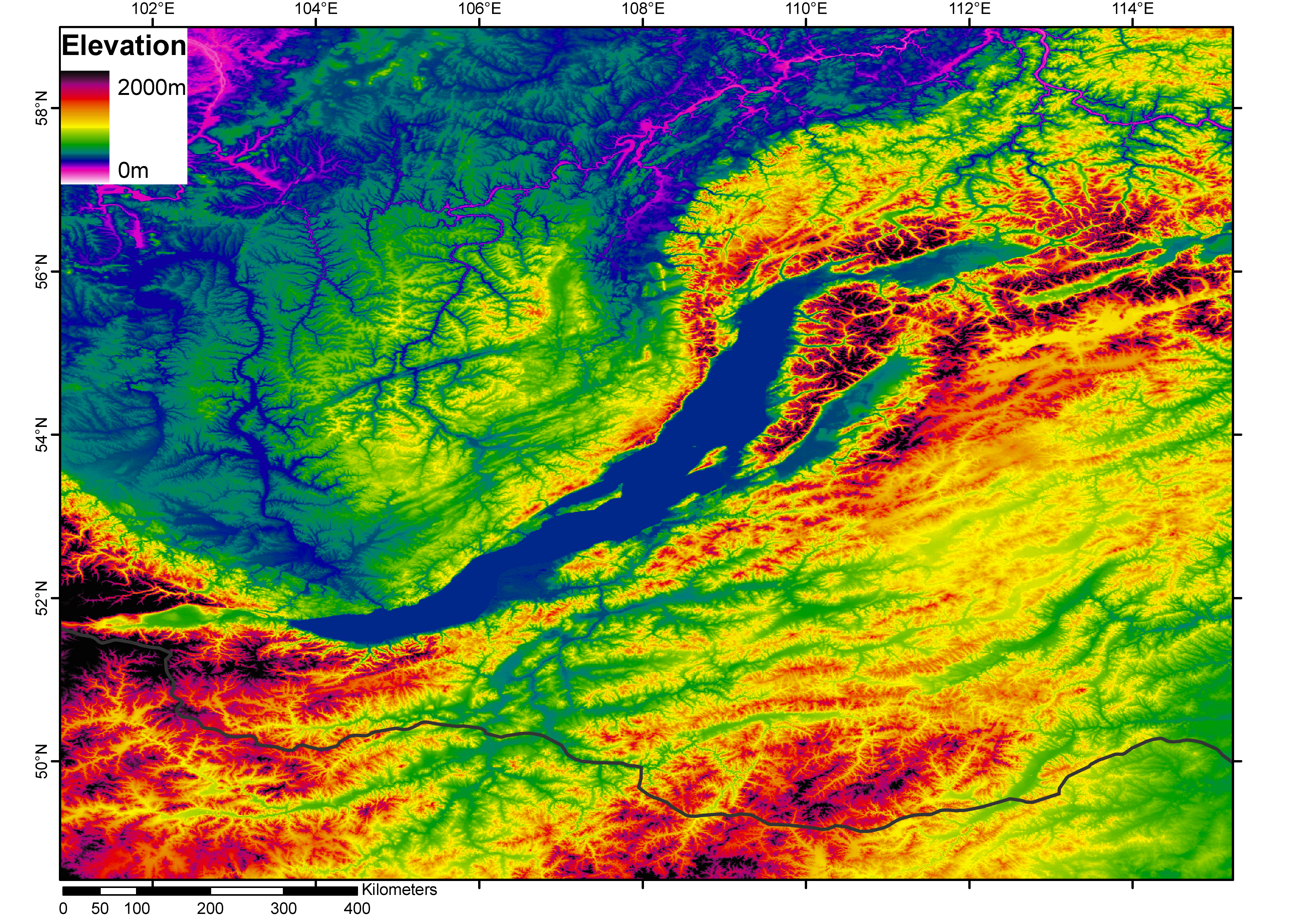
Modèle numérique de terrain (MNT) du lac Baïkal (zone bleue au centre de l'image) et des régions avoisinantes. La ligne noire est-ouest est la frontière entre la Mongolie et la Russie.

Le lac Baïkal se trouve en Asie centrale, dans la partie méridionale de la Sibérie orientale, en Russie. D'un point de vue administratif, il se situe à la frontière de l'oblast d'Irkoutsk à l'ouest et de la république de Bouriatie à l'est. Du nord au sud, les raïons de l'oblast d'Irkoutsk bordant le Baïkal sont le raïon d'Olkhon, le raïon d'Irkoutsk et celui de Slioudianka. Sur le littoral bouriate se trouvent du sud au nord le raïon de Kabansk, celui Baïkalien, le raïon de Bargouzine et celui du Nord-Baïkal. Le lac est orienté sur un axe sud-ouest nord-est, et s'étend sur une longueur de 636 km avec une largeur variant de 25 km au niveau du delta de la Selenga à 79 km entre les villages d'Ongouren et d'Oust-Bargouzine. Il s'étire du 51e au 55e parallèle nord et du 103e au 109e méridien est.

Grand comme la Belgique, il couvre une superficie de 31 722 km2, ce qui en fait le 7e lac le plus étendu au monde. La création du barrage d'Irkoutsk sur l'Angara a fait augmenter sa superficie de 500 km2 lorsqu'il fut construit pendant la période soviétique. Reposant par endroits sur plus de 6 000 mètres de sédiments, il est également le lac le plus profond, sa colonne d'eau atteignant jusqu'à 1 642 m,.

Vues satellites du Baïkal.
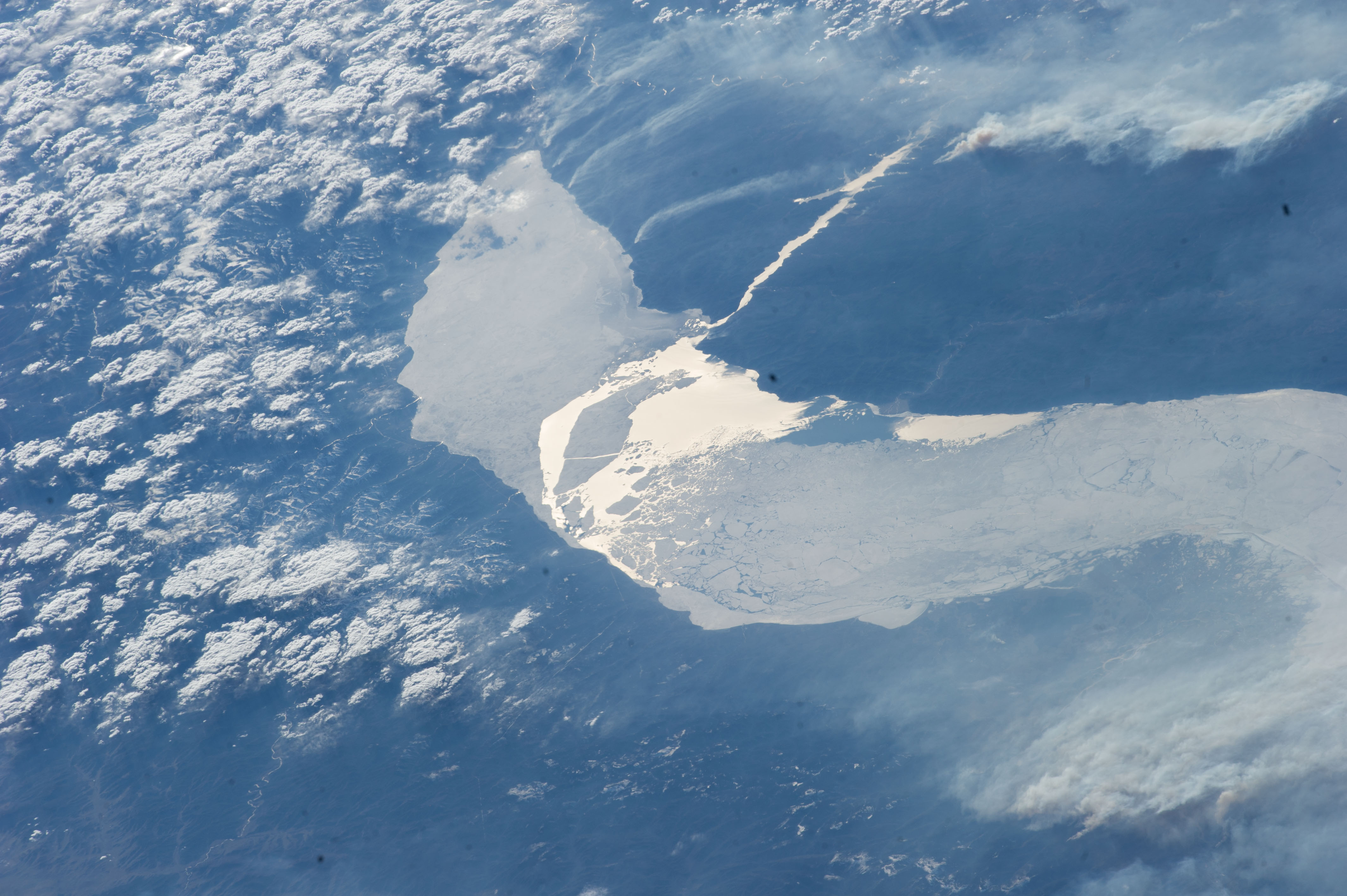
Bassin sud du Baïkal.
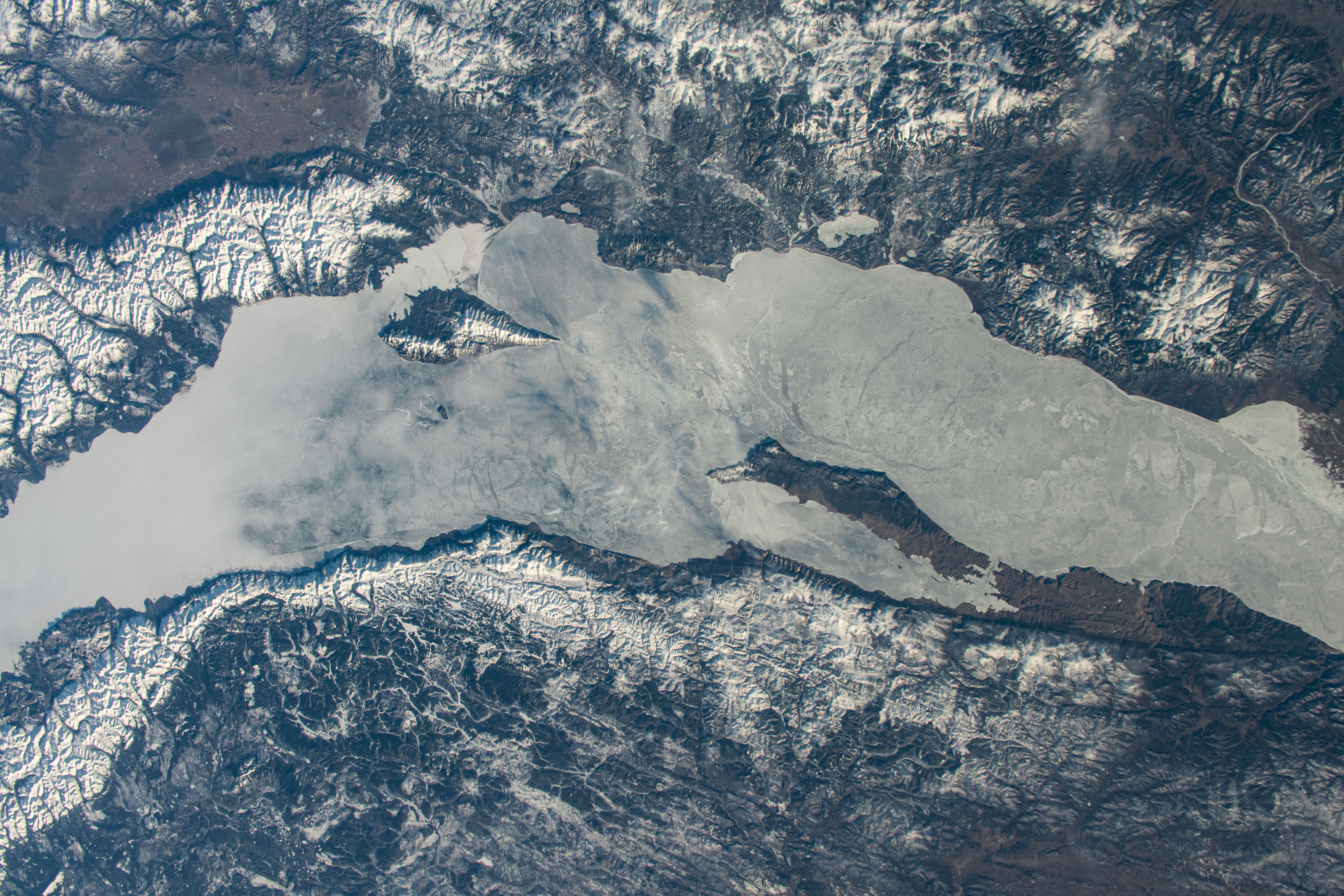
Bassin central.
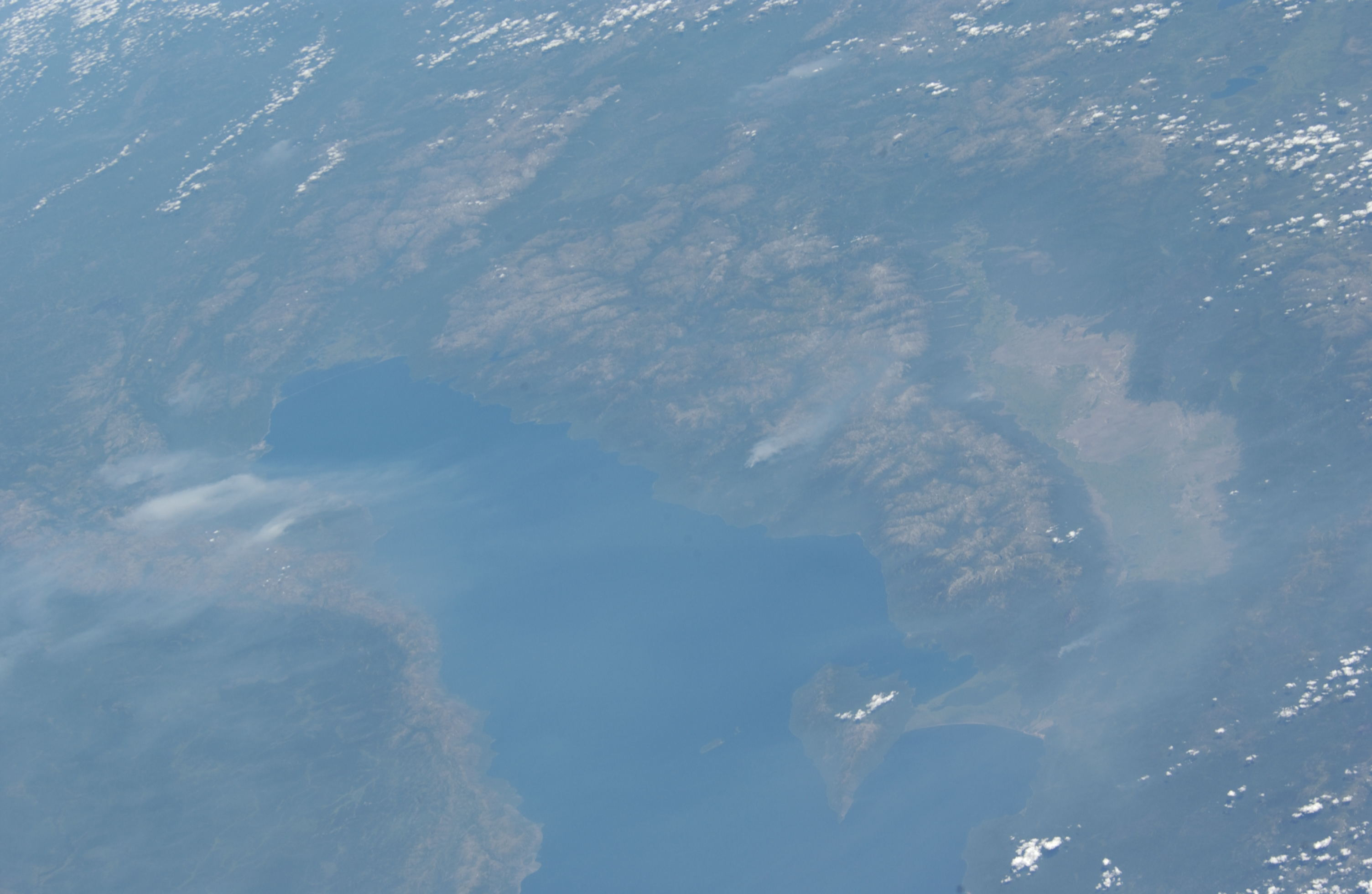
Bassin nord du Baïkal.
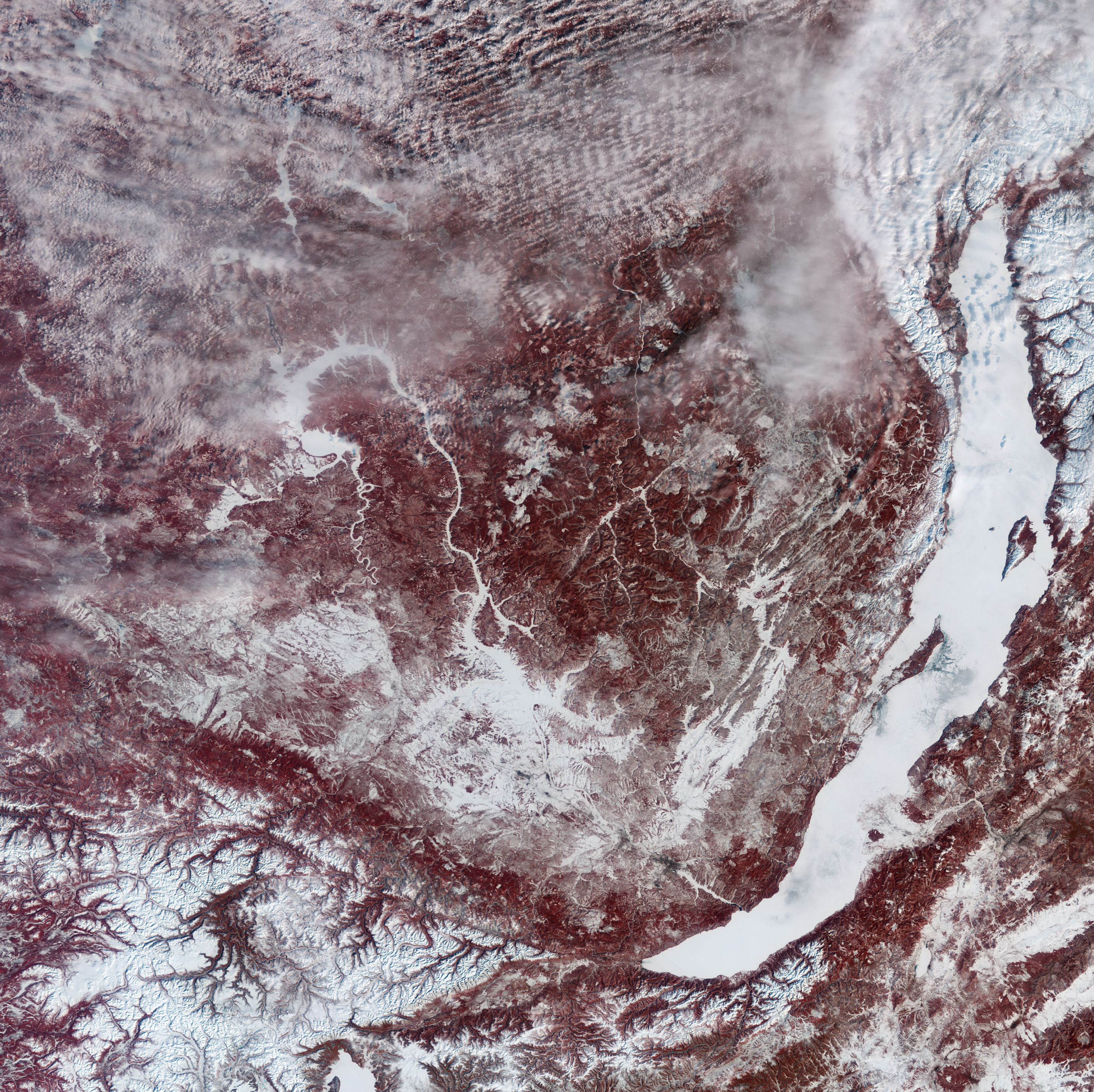
Vue d'ensemble.

### Topographie

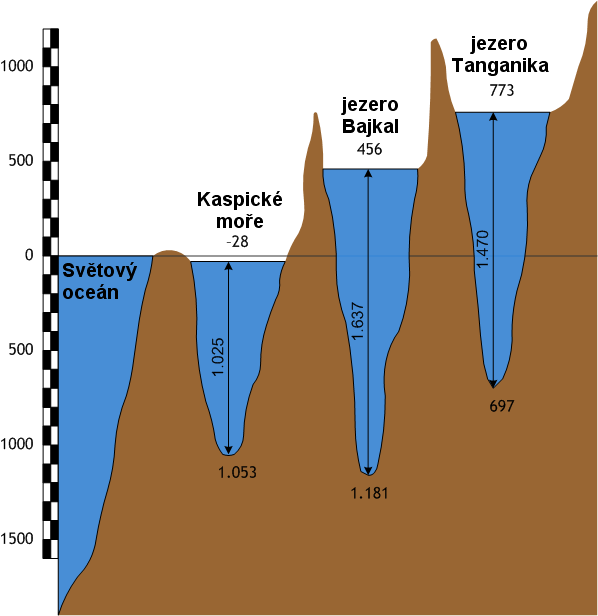
La profondeur du Baïkal par rapport aux profondeurs de la mer Caspienne et du lac Tanganyika.

Le lac est enserré par les monts Baïkal à l'ouest, les monts Stanovoï au nord et les monts Iablonovy à l'est. Les monts Bargouzine longent également le lac au nord-est. Près de son extrémité sud-ouest se trouve la principale ville de la région, Irkoutsk, tandis qu'Oulan-Oudé est la capitale de la république de Bouriatie. Il possède une grande île de 730 km2, l'île d'Olkhon, et une presqu'île, Sviatoï Nos, littéralement le « Saint-Nez » (sur la rive est, réserve et parc naturel). La surface des eaux du lac se trouve à une altitude de 455,5 mètres, tandis que plusieurs sommets montagneux environnants atteignent 2 500 m,. Considérant que la profondeur maximale est de 1 642 m, le point le plus profond du lac se situe à 1 186,5 m sous le niveau de la mer.
Le lac Baïkal se divise en trois bassins principaux. Le bassin du sud s'étend jusqu'au delta de la Selenga, avec une superficie de 7 381 km2 et un volume d'eau de 6 228 km3. La profondeur moyenne est de 843 m et la maximale de 1 461 m. Le bassin central s'étend sur 10 469 km2 et a un volume de 8 943 km3. Sa profondeur moyenne est de 854 m et sa maximale de 1 462 m. Quant au bassin nord, au-delà du Sviatoï Nos, il a une superficie de 13 690 km2 et un volume d'eau de 7 844 km3. Sa profondeur moyenne est de 576 m et sa maximale de 904 m. Environ quarante-cinq îles et îlots se trouvent au milieu du lac, parmi lesquels les îles Olkhon et Ouchkani.

Paysages des rives du lac :
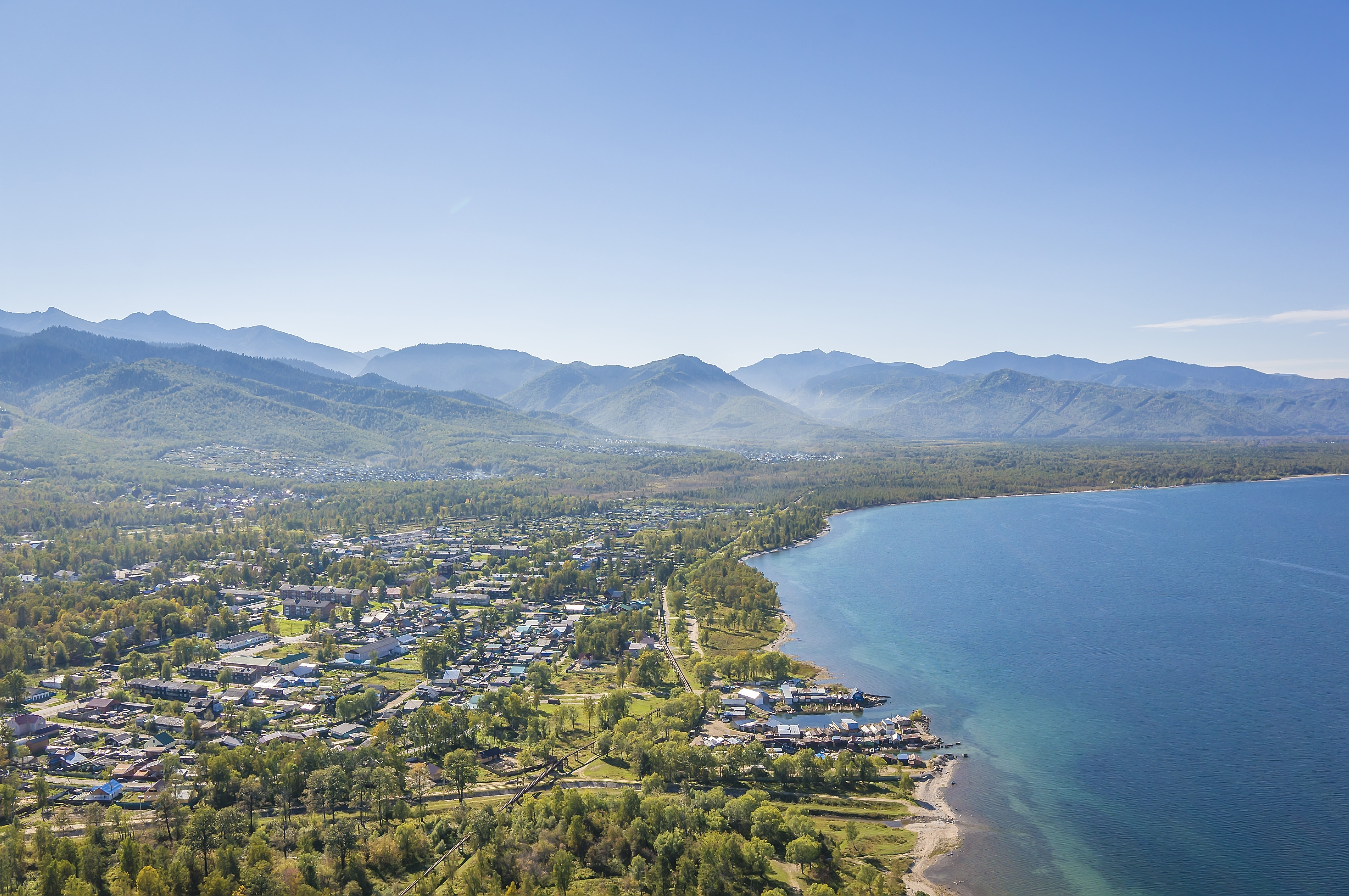
Baïkalsk et les Khamar-Daban.
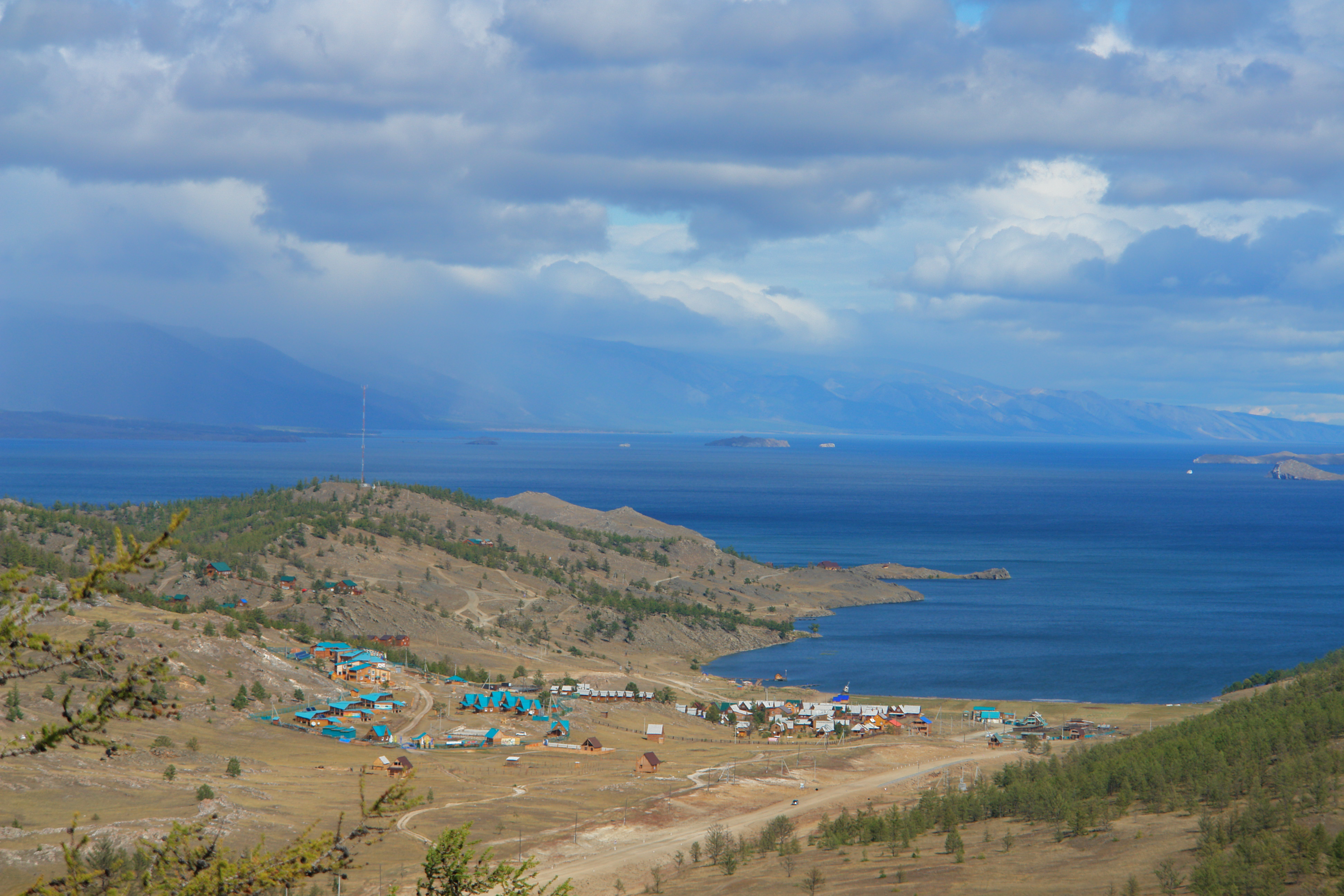
La Petite mer.
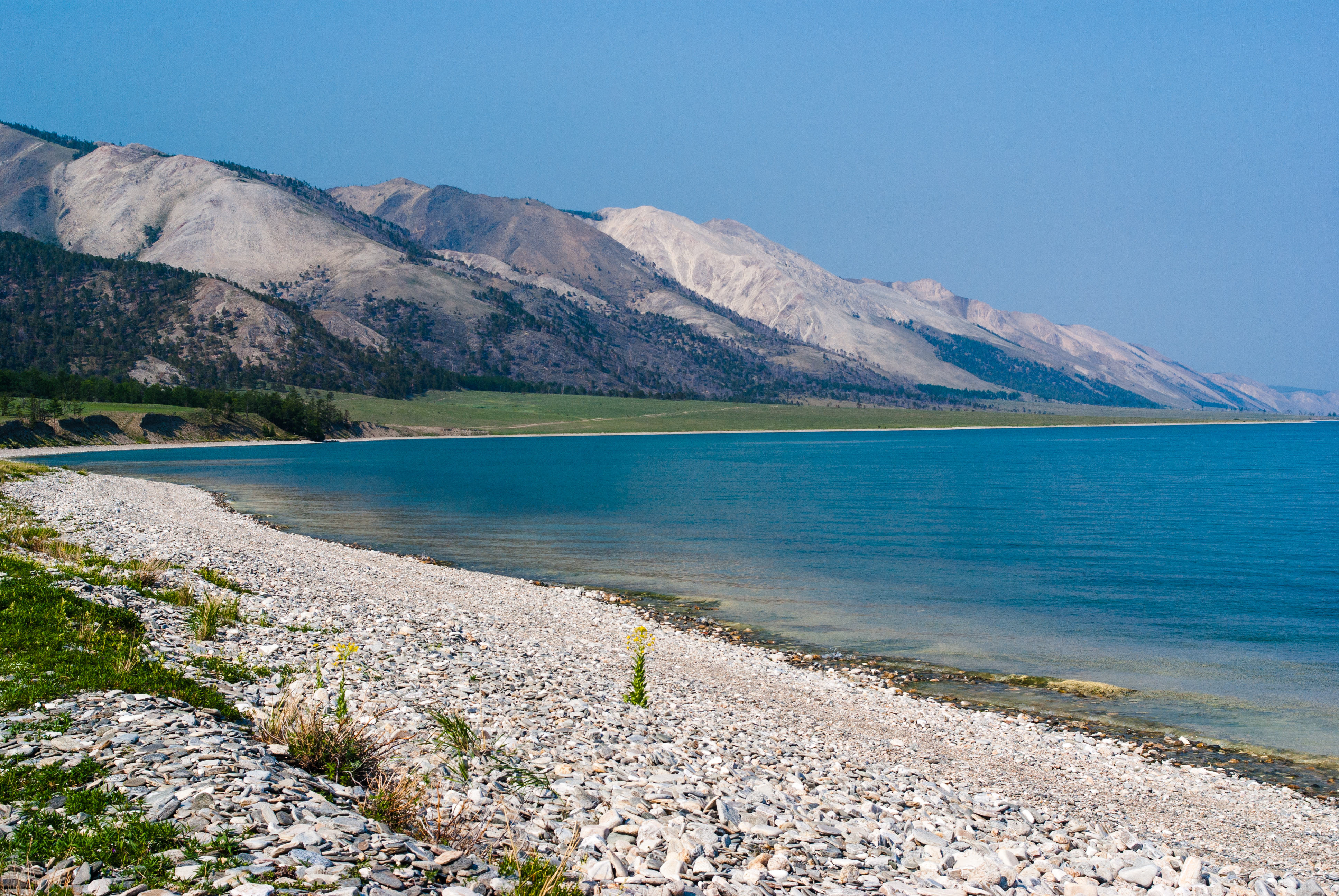
Côte nord-ouest du lac.
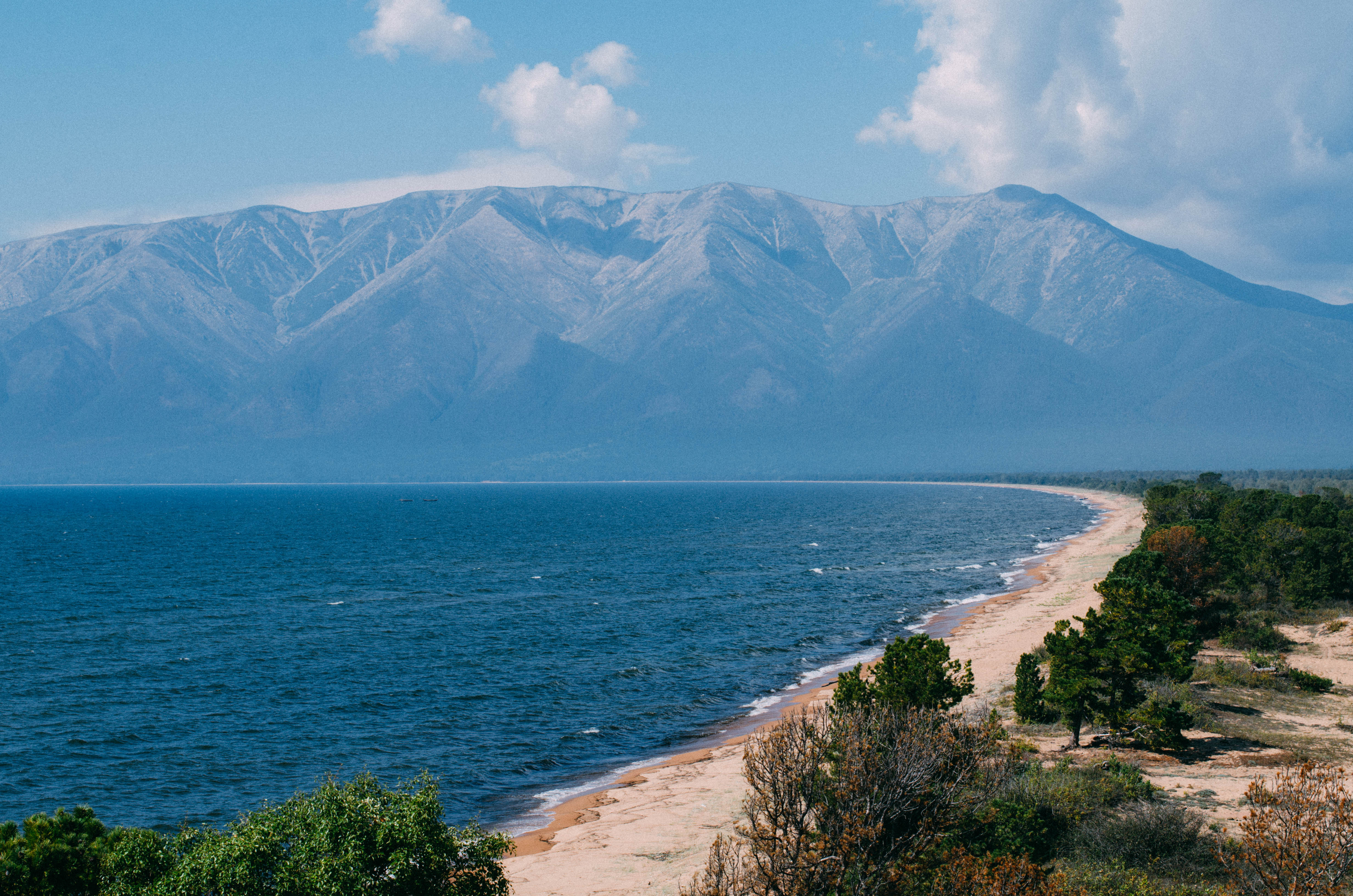
Golfe de Bargouzine et presqu’île Sviatoï Nos.

### Hydrographie

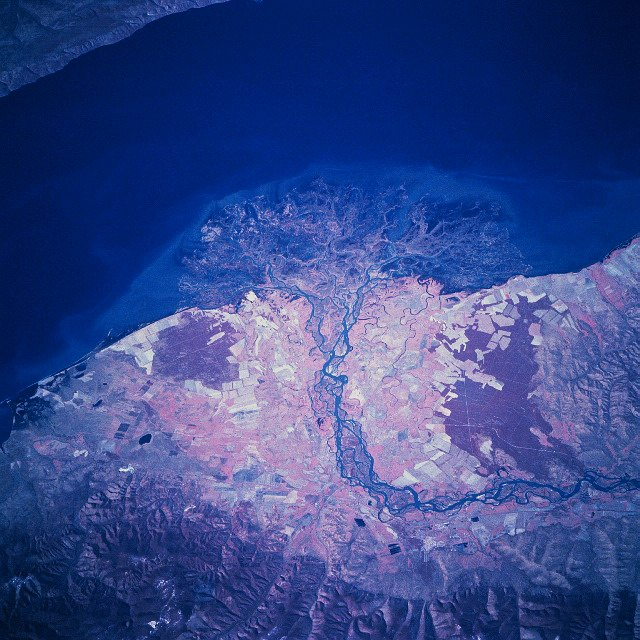
Delta de la Selenga, plus grand affluent du lac.

Son volume d'eau (23 600 km3) représente environ 20 % de l'eau douce retenue dans les lacs et les rivières, de la planète, ainsi que 80 % des réserves d'eau douce de surface de Russie. Son volume est seulement dépassé par la mer Caspienne. Cela correspond au volume de la mer Baltique, ou bien à 260 fois le volume du lac Léman, ou encore au volume combiné des cinq grands lacs nord-américains (lac Supérieur, lac Michigan, lac Huron, lac Érié, lac Ontario). Si le lac était vidé, une année entière ne suffirait pas à remplir son bassin en détournant l'ensemble des fleuves du monde. Son eau est par ailleurs réputée comme l'une des plus transparentes au monde. Le lac est considéré comme ultra-oligotrophe, à savoir riche en oxygène, avec une eau de très haute qualité. La durée de résidence de l'eau du lac s'élève à 400 ans.
Drainant un espace grand comme la France s'étendant sur la Russie et la Mongolie, le lac reçoit l'apport de 336 rivières et ruisseaux permanents,. Son principal affluent est la Selenga (alimentée par la Bargouzine, le Tchikoï et l'Ouda), apportant plus de la moitié de l'approvisionnement en eau du lac, tandis que son seul émissaire est l'Angara, dont les eaux rejoignent l'Ienisseï. Les plus importantes baies et golfes du Baïkal sont par ordre décroissant la Petite Mer (1 019 km2), le golfe de Bargouzine (791 km2), le golfe de Tchivyrkouï (268 km2) et le golfe de Proval (191 km2). Les dimensions du lac font qu'il est soumis à un système de vagues parfois importantes (jusqu'à 6 m) et qu'il est parcouru par des courants réguliers,.

### Climat

#### Tendances générales
Le climat du centre de la Sibérie correspond à un fort climat continental, avec de fortes variations de températures entre l'été et l'hiver. Mais en raison de la présence de la masse d'eau, il présente certaines caractéristiques d'un climat maritime, avec des variations adoucies, les hivers étant relativement doux et les étés frais. L'inertie thermique des immenses quantités d'eau contenues dans le lac tempère le climat de cette région de la Sibérie, avec d'importantes anomalies,. La température moyenne hivernale est de −15 °C en janvier au lieu de −26 °C dans les terres, et la température moyenne estivale de +13 °C en juillet au lieu de +19 °C dans les terres,. En mai-juin et en octobre-novembre, lorsque la température des eaux du lac avoisine +4 °C (température à laquelle la densité de l'eau est maximale), de grands mouvements de brassage naturel de l'eau par convection se mettent en place, permettant une oxygénation des eaux jusqu'à 200 ou 300 m de profondeur, favorable à la faune et la flore du lac.
Le lac reçoit en moyenne 450 à 500 mm de précipitations chaque année. Néanmoins, alors que le centre et le nord du lac ne reçoivent que 200 à 350 mm par an, le sud reçoit annuellement 500 à 900 mm de précipitations. Les principales ont lieu sur les trois mois d'été, tandis que l'hiver est sec. En effet, chaque année, la région connaît les effets de l'anticyclone de Sibérie, le plus important de l'hémisphère Nord pendant l'hiver. Son centre se situe généralement près du lac à la surface duquel, de novembre à mars, la pression est le plus souvent au-dessus de 1 030 hPa.
| Températures moyennes minimales | −2,69 °C   | −2,7 °C    | −5,28 °C   |
| Températures moyennes           | 0,71 °C    | 0 °C       | −1,54 °C   |
| Températures moyennes maximales | 3,94 °C    | 2,4 °C     | 2,39 °C    |
| Précipitations moyennes         | 859 mm     | 337 mm     | 732 mm     |
| Ensoleillement moyen            | 2 934,81 h | 3 202,38 h | 2 719,76 h |
| Source : climatebase.ru,        |            |            |            |

#### Glaces du Baïkal

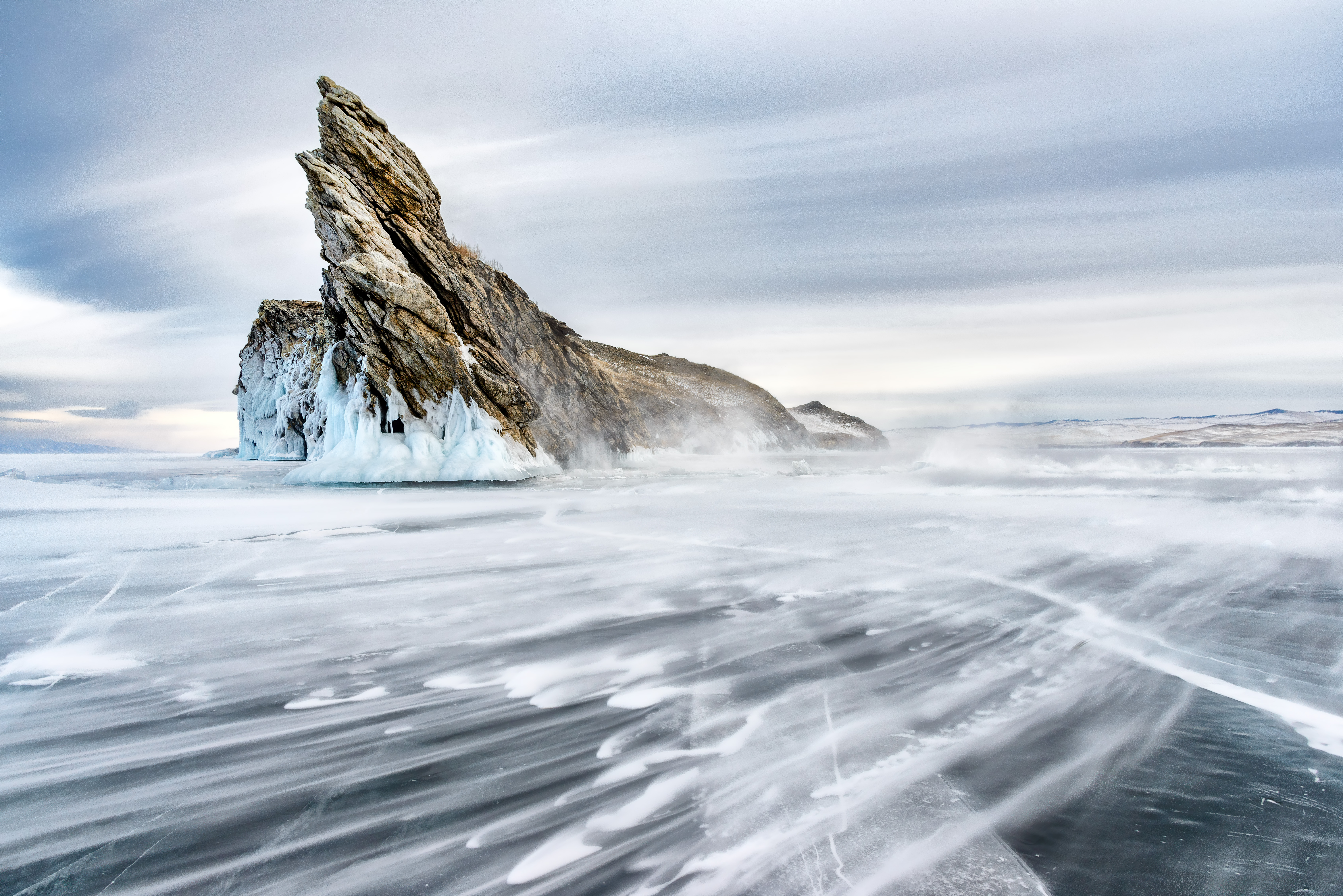
Île d'Ogoï avec le lac gelé.

Grâce à la chaleur contenue dans l'eau, le lac ne gèle qu'au début de janvier, même si la température de l'air est inférieure à 0 °C dès novembre. Cependant, la couche de glace reste en place jusqu'en mai, ce qui est inhabituel pour un lac à cette altitude. L'épaisseur de la couche de glace est généralement comprise entre 0,5 et 2 m, mais des épaisseurs de 7 m ont déjà été relevées dans la Petite Mer. À la fin de l'hiver, l'épaisseur de la glace sur le lac Baïkal atteint 1 m et dans les baies de 1,5 m à 2 m. En cas de gel intense, des fissures, appelées localement « fissures de Stanova », déchirent la glace en champs de glace séparés. Ces fissures peuvent être longues de 10 à 30 km et larges de 2 à 3 m. Elles se produisent chaque année, dans les mêmes zones du lac, et sont accompagnées d'un grand fracas, rappelant le tonnerre ou les coups de canon. Grâce aux fissures de la glace, les poissons du lac ne meurent pas par manque d'oxygène. De plus, la glace du Baïkal est très transparente et les rayons du soleil la traversent, faisant que les algues planctoniques qui produisent de l'oxygène se développent rapidement dans l'eau. Le long des rives du lac Baïkal, des grottes de glace peuvent être aperçues.
La glace du Baïkal présente depuis longtemps de nombreux mystères aux scientifiques. Ainsi, dans les années 1940, des spécialistes de la Station limnologique du Baïkal ont découvert des formes inhabituelles de couverture de glace, caractéristiques du seul lac Baïkal. Par exemple, les « collines » (sopki) sont des collines de glace en forme de cône atteignant 6 m de haut, et creuses. En apparence, elles ressemblent à des tentes de glace, ouvertes dans la direction opposée au rivage. Elles peuvent être situées séparément et former parfois des chaînes de montagnes miniatures. Il existe également plusieurs autres types de glace sur le lac Baïkal : « sokouï », une fine lisière de glace, les bulles à glace, les éclaboussures, à savoir des sortes de jaillissement de glaces jusqu'à 3 m de haut, etc. En tout, les scientifiques ont décrit environ 50 types de glaces de caractéristiques différentes,,.

Au printemps 2009, deux anneaux de glace ont été photographiés depuis l'ISS. Sur les images satellite, des anneaux sombres étaient clairement visibles dans différentes parties du lac Baïkal. Selon les scientifiques, ces anneaux sont dus à la montée des eaux profondes et à une augmentation de la température de la couche d'eau superficielle dans la partie centrale de la structure annulaire. À la suite de ce processus, un courant anticyclonique (dans le sens des aiguilles d’une montre) se forme dans l'eau. Dans la zone où le courant atteint des vitesses maximales, les échanges d'eau verticaux augmentent, ce qui entraîne une destruction accélérée de la couverture de glace,.

Glaces du lac Baïkal :
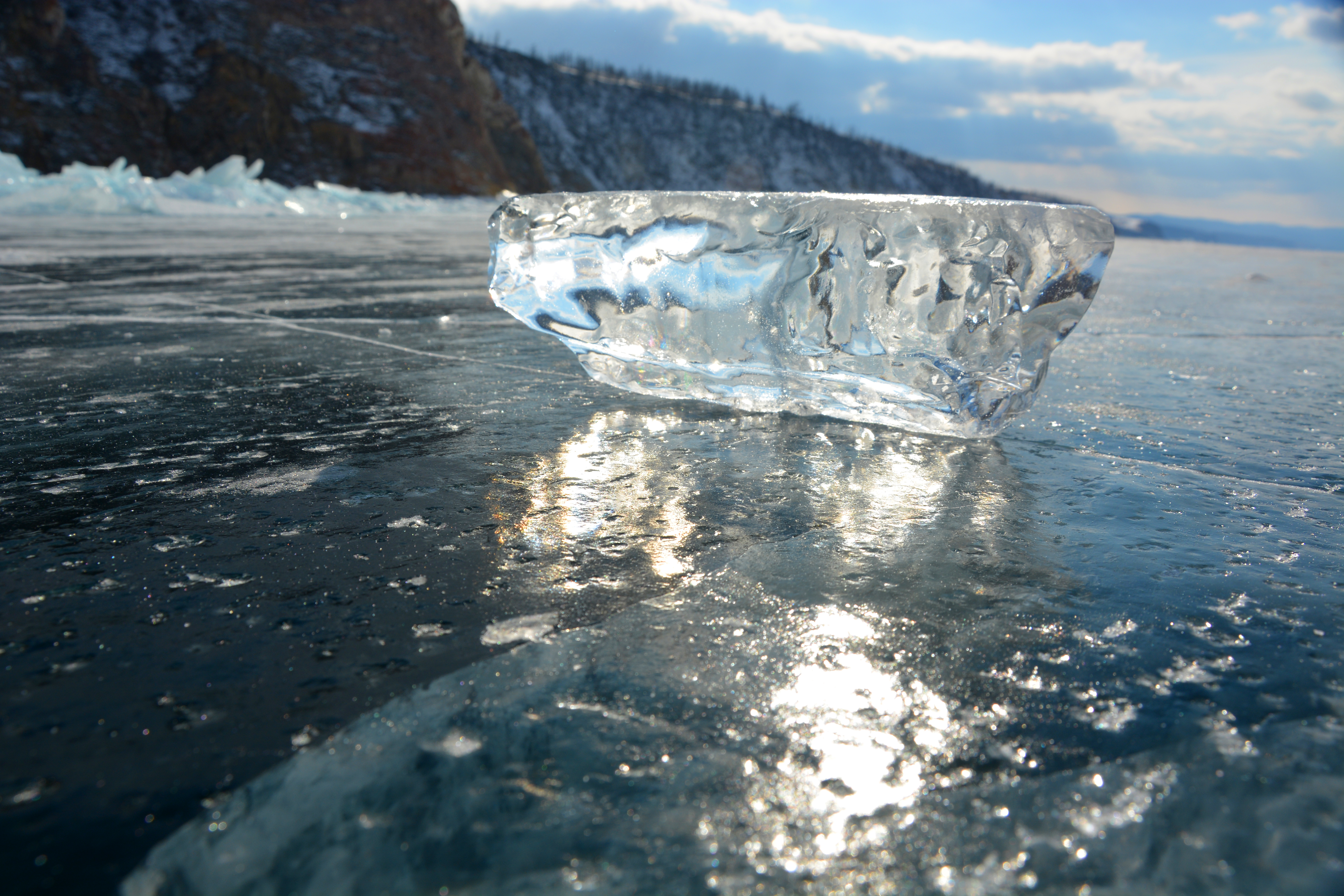
Une glace illustrant un type de glace nommée Diamant du Baïkal.
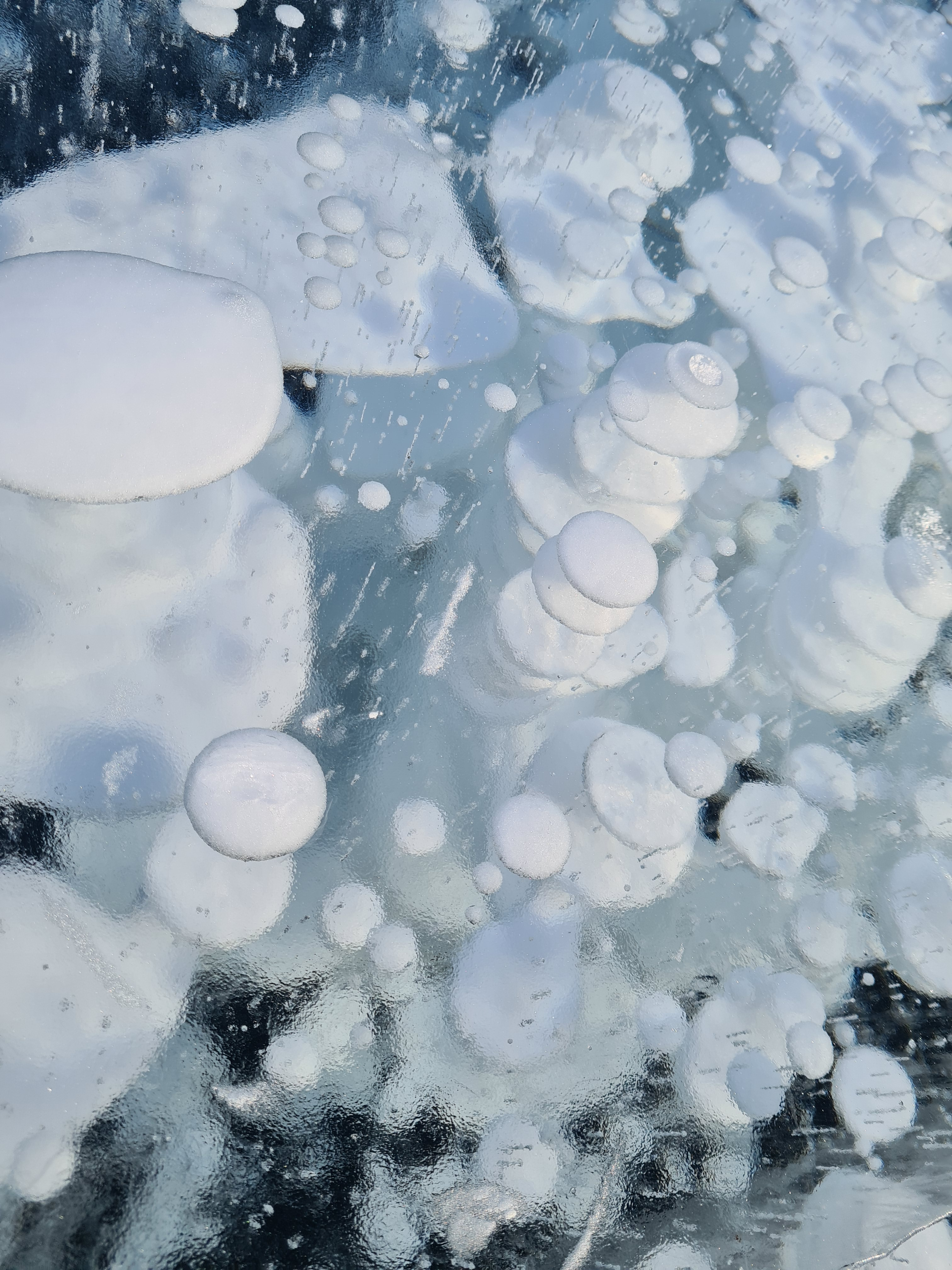
Glace à bulles.
Surface cassée de la glace.
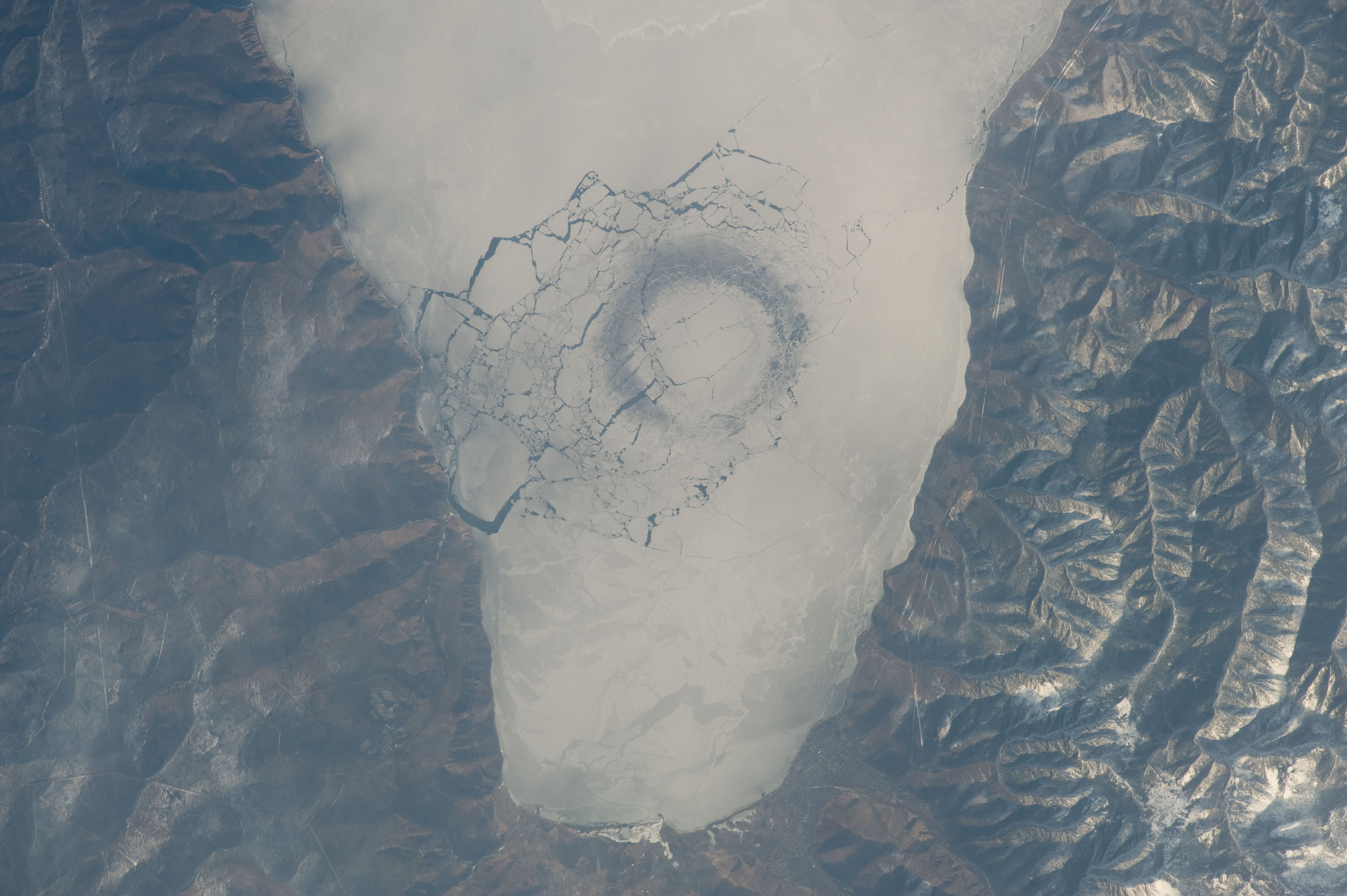
Vue depuis l'ISS d'un anneau de glace le 23 avril 2009.

#### Changement climatique

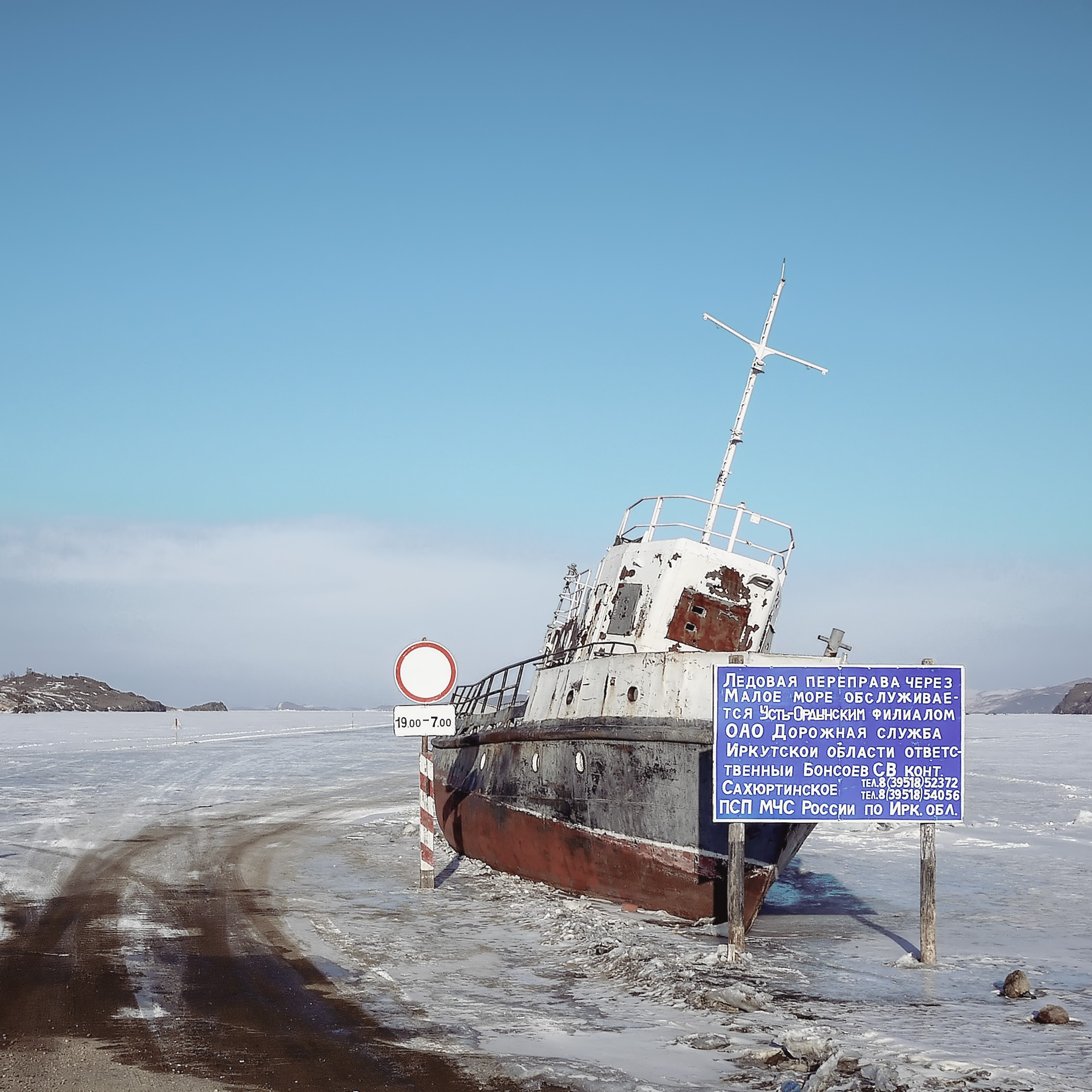
Route de glace sur le lac. Le changement climatique entraîne la réduction du nombre de jours de glace.

Le lac Baïkal subit le dérèglement climatique, qui met en danger la faune et la flore baïkalienne. En raison du changement climatique, la température de la surface de l'eau a augmenté de plus de 2 °C de 1970 à 2003. Les températures de l'eau ont augmenté rapidement jusqu'à 25 m de profondeur au cours des 60 dernières années. Entre 1869 et 2000, la période sans glace s'est allongée de 18 jours tandis que l'épaisseur de celle-ci s'est réduite de 12 cm entre 1949 et 2000 dans le bassin sud. En 2100, la température de la surface de l'eau en été et en automne pourrait dépasser de 4,5 °C la valeur de 2009.

#### Vents
Pendant toute l'année, le lac est traversé par de nombreux vents, qui possèdent leur propre nom. Des cellules cycloniques majeures se situent pour une dans le bassin nord, pour une dans le bassin central, et pour deux dans le bassin sud. Une cellule mineure affecte le golfe de la Bargouzine tandis qu'une cellule anticyclonique se trouve dans le golfe de Listvianka. Les vents sont plus faibles en hiver pendant la saison de gel, et sont à leur maximum au printemps.
Deux vents dominants et réguliers traversent le lac. D'une part, le Koultouk, qui signifie vent de l'impasse, est de direction sud-ouest et est plus fort en automne. Le Verkhovik, ce qui signifie le vent du Haut, est de direction nord et nord-est, et apparaît lors de périodes anticycloniques. Ces deux vents forts peuvent produire de dangereuses vagues, d'une hauteur allant jusqu'à 6 m dans le bassin septentrional. Les vents transversaux sont bien moins communs, et sont seulement locaux et de courte distance, pouvant toutefois avoir des vitesses plus élevées. En automne s'observe le Sarma, vent de nord-ouest soufflant du golfe de la Bargouzine au détroit séparant Olkhon du continent. Le Bargouzine est lui un vent transversal du nord-est, qui peut par sa force briser la glace du bassin central.

### Faune et flore
L'isolement du lac ainsi et sa taille importanteont permis le développement d'une faune et flore riches. Il est peuplé de 2 491 espèces animales et 1 085 espèces végétales (dont 679 diatomées), auxquelles il faut ajouter les quelques centaines d'espèces peuplant son littoral, en majorité non endémiques,.
Près de la moitié des espèces du lac sont endémiques, et 87 genres et 11 familles sont endémiques à ses eaux. L'endémisme de sa biodiversité est soit le résultat des périodes successives où le lac communiquait avec d'autres régions, notamment l'océan Arctique, soit de l'évolution au sein du lac même. Le Baïkal est exoréique, permettant via l'Angara et l'Ienisseï de communiquer avec la mer de Kara, même si le courant fort a pu rendre difficile la colonisation par des organismes du lac.

#### Faune

##### Mammifères

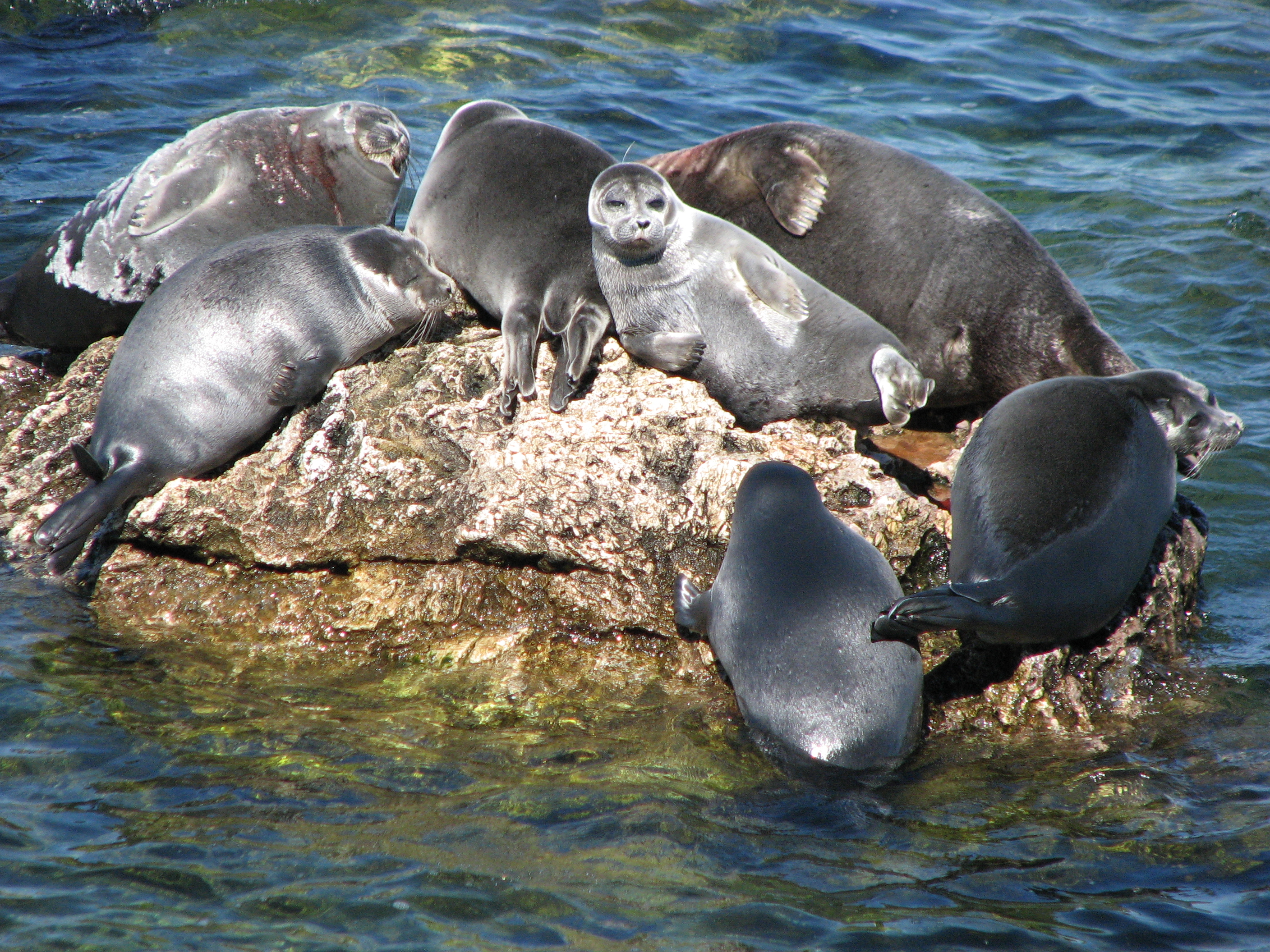
Groupe de phoques du Baïkal sur l'île Ouchkany de la réserve naturelle de la Bargouzine.

Une large variété de mammifères terrestres vivent dans les habitats autour du lac, comme le cerf porte-musc de Sibérie (Moschus moschiferus), le chevreuil de Sibérie (Capreolus pygargus), l'écureuil roux (Sciurus vulgaris), l’élan (Alces alces), l’hermine (Mustela erminea), le léopard des neiges (Panthera uncia), les lemmings (Lemmus sp.), le lièvre variable (Lepus timidus), le loup eurasien (Canis lupus lupus), la loutre d'Europe (Lutra lutra), les marmottes (Marmota sp.), l’ours brun (Ursus arctos), le renard roux (Vulpes vulpes), le renne (Rangifer tarandus), le sanglier (Sus scrofa), la zibeline (Martes zibellina) et le wapiti (Cervus canadensis). Autrefois, et jusqu'au début du Moyen Âge, des populations de bisons d'Europe vivaient à proximité du lac, faisant de celui-ci la zone la plus orientale ayant été peuplée par l'espèce.
Seul mammifère aquatique du lac, le phoque de Sibérie, nommé nerpa par les Sibériens, vit dans les eaux du lac, ce qui fait de lui l'une des trois espèces de phoque d'eau douce du monde. Il aurait émigré de l'Arctique il y a 3 millions d'années, au milieu du Pliocène, en empruntant l'Ienisseï et l'Angara, comme le montrent certaines analogies entre des parasites du phoque et ceux du phoque annelé. Une autre hypothèse veut qu'il aurait emprunté la Léna, qui puisait autrefois ses sources dans le lac. Sa population a fortement diminué à la fin du XIXe siècle à cause d'une épidémie. Mais depuis, elle s'est rétablie et, selon des estimations de 2023, elle serait comprise entre 82 500 et 115 000 individus,.

#### Invertébrés
Le lac abrite une riche faune endémique d'invertébrés. Le copépode Epischura baikalensis est endémique du lac Baïkal et de l'espèce dominante de zooplancton, représentant 80 à 90 % de la biomasse totale. Il est estimé qu'il filtre jusqu'à 1 000 km3 d'eau par an, soit la totalité du volume du lac tous les vingt-trois ans.

#### Oiseaux

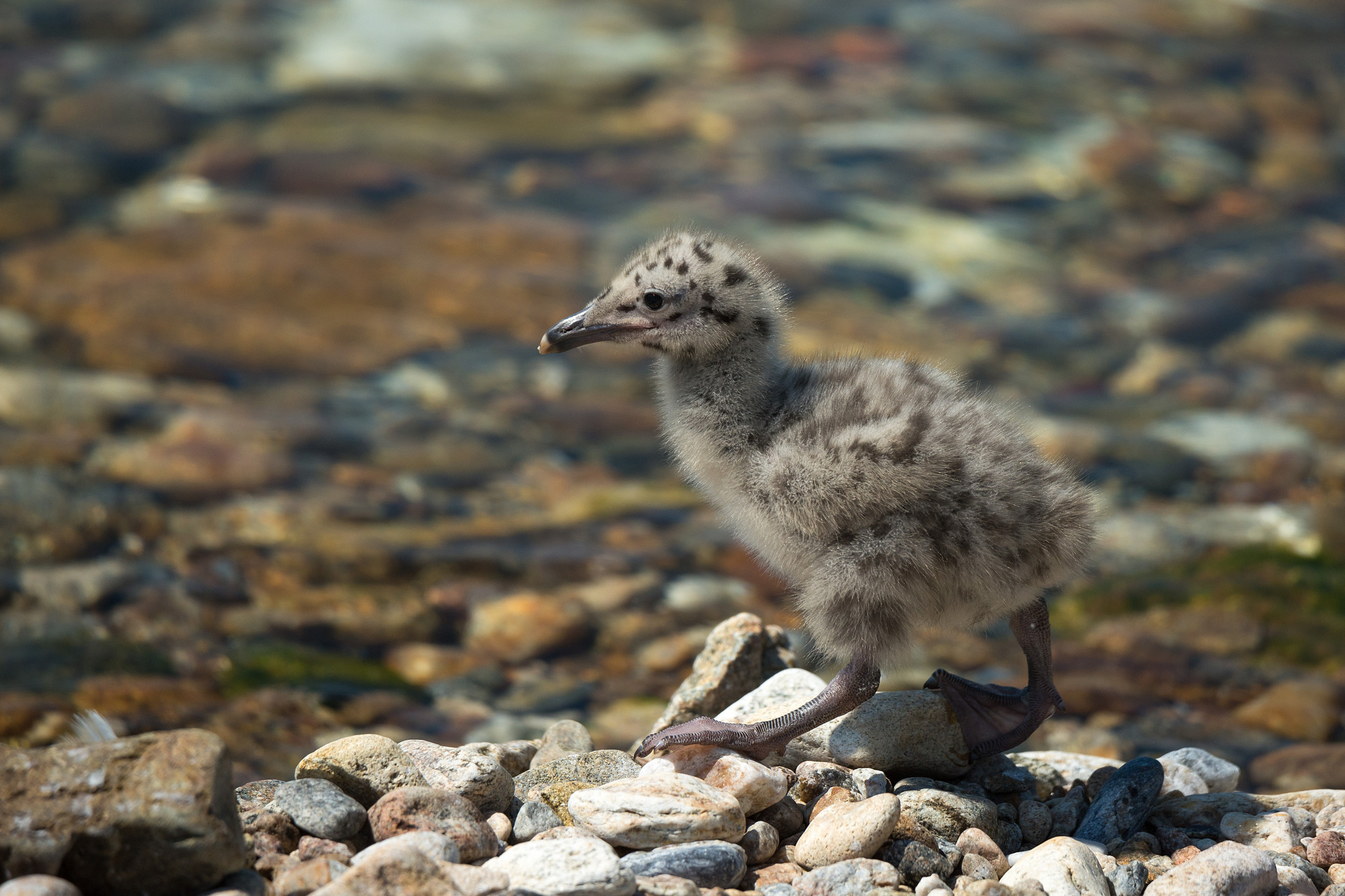
Un petit laridé, parc national Transbaïkal.

Des nombreux oiseaux vivent autour du lac, 137 espèces d'oiseaux aquatiques ont été enregistrées, dont cinquante qui se reproduisent au lac. Au total, plus de 440 espèces d'oiseaux terrestres ou aquatiques sont recensées dans la région du lac, dont plus de 300 peuvent être rencontrées au lac Baïkal directement. Des zones comme le delta de la Selenga ou le golfe de Tchivyrkouï figurent comme de grandes zones de passage de migration et de nidification pour de nombreuses espèces. Les oiseaux prédominants sont les mouettes et les canards, et il n'est pas rare d'en observer de grandes volées. Les deltas, baies et les terres à basses eaux hébergent de grandes quantités d'oiseaux, avec des espèces plus ou moins grandes. Les principales espèces de ces espaces sont les oies, les cygnes, les grèbes, les bécassines et les hérons cendrés.
Se retrouvent aussi le canard colvert (Anas platyrhynchos), le garrot à œil d'or (Bucephala clangula), le grand harle (Mergus merganser), la sarcelle d'hiver (Anas crecca), la macreuse à ailes blanche (Melanitta deglandi). Ces espaces attirent pour la nidification, particulièrement pour la bécasse des bois (Scolopax rusticola), la bécassine des marais (Gallinago gallinago), le petit gravelot (Charadrius dubius), etc. Le goéland argenté (Larus argentatus) et la sterne pierregarin (Sterna hirundo) vivent eux de manières permanentes sur les côtes du lac. Le balbuzard pêcheur (Pandion haliaetus), le butor (Botaurus stellaris), la caille japonaise (Coturnix japonica), le courlis cendré (Numenius arquata) et le pygargue à queue blanche (Haliaeetus albicilla) figurent eux parmi les oiseaux rares nichant dans le Transbaïkal.
Les espèces de la taïga sont diverses, avec plusieurs animaux iconiques, tels que l'aigle, vénéré par les Bouriates. Même si le nombre d'individus a diminué, la Baïkalie compte sept espèces d'aigles, la plus grande diversité de toute l'Asie du Nord. L'aigle impérial (Aquila heliaca), avec une envergure qui atteint deux mètres et qui vit jusqu'à cent ans, vit uniquement sur Olkhon et la région de Priolkhonié (le raïon d'Olkhon). En hiver, les aigles migrent vers le Sud et ne reviennent qu'au printemps. Les grands et petits tétras sont eux le gibier de prédilection de la région, et l'on y observe également canards, gélinottes, hiboux, perdrix et oies. La faune aviaire typique de la taïga de Sibérie orientale est représentée par la chouette épervière (Surnia ulula), le tétras à bec noir (Tetrao urogalloides) et le roselin de Pallas (Carpodacus roseus). La faune arctique s'illustre par la présence du lagopède des saules (Lagopus lagopus) et du lagopède alpin (Lagopus muta).

##### Ichtyofaune

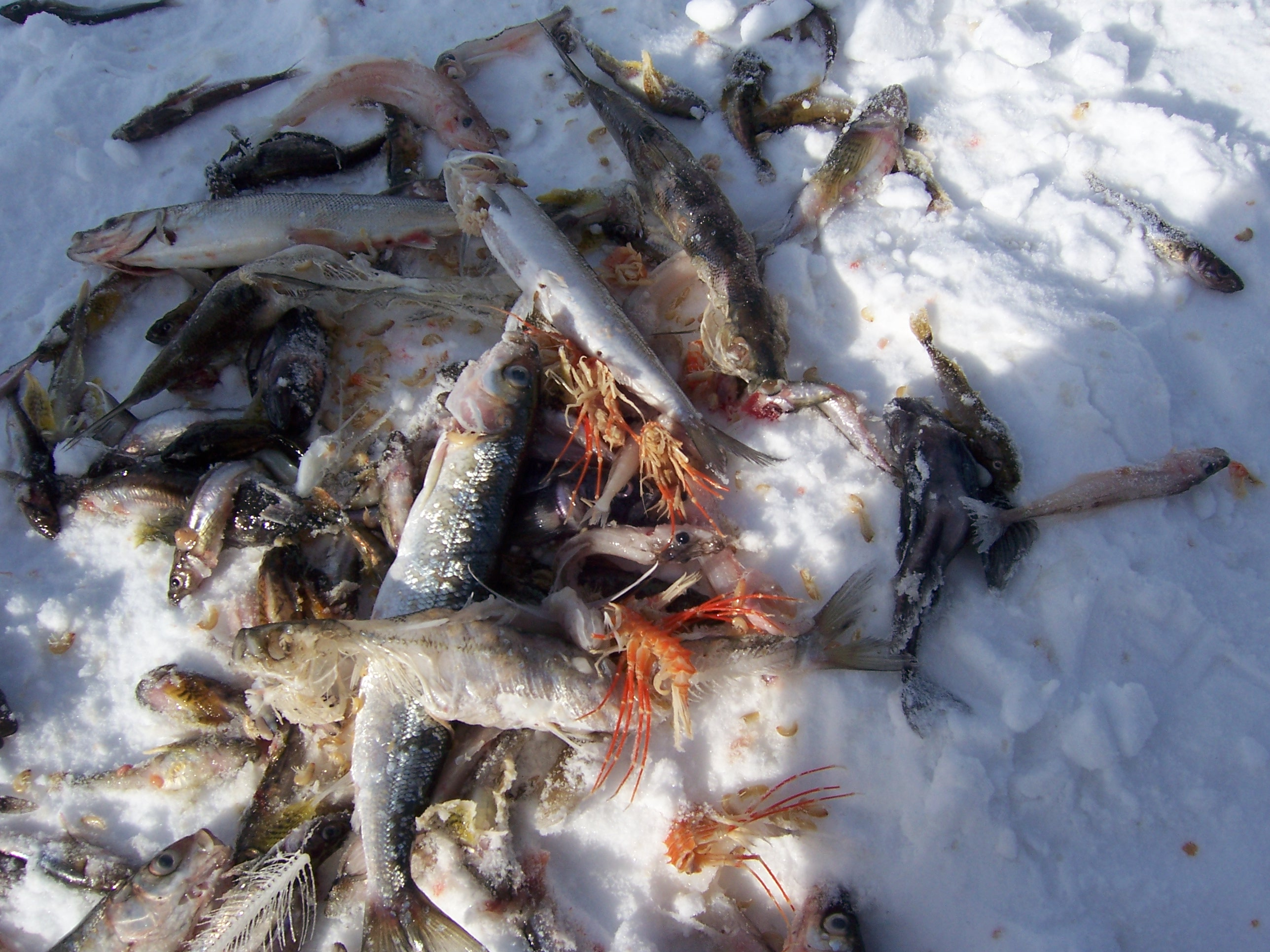
Résultats de la pêche sur glace. Les cinq plus gros sur la photo sont des Corégones, le golomianka est le poisson rosâtre en haut à gauche et le thon jaune du Baïkal est le poisson à nageoire pectorale jaunâtre en haut à droite et au centre-gauche. Les amphipodes rouges sont Acanthogammarus reicherti.

Près de 65 espèces de poissons indigènes sont présentes dans le bassin du lac, et plus de la moitié d'entre elles sont endémiques. Les familles Abyssocottidae (chabots d'eau profonde), Comephoridae (golomyankas ou poissons-huile du Baïkal) et Cottocomephoridae (chabots du Baïkal) sont entièrement limitées au bassin du lac. Toutes font partie des Cottoidea et mesurent généralement moins de 20 cm de long. Les deux espèces de golomiankas (Comephorus baicalensis et C. dybowskii) sont dignes d'intérêt en raison de leurs caractéristiques particulières. Translucides et riches en graisse, ils vivent dans les profondeurs, entre 100 à 500 m, mais fondent lorsqu'ils sont exposés à la lumière du soleil. Avec certains chabots abyssocottidés, ce sont les espèces de poissons d'eau douce vivant le plus profondément dans le monde ; elles se trouvant près du fond du lac Baïkal. Les golomiankas sont la principale source d'alimentation du phoque du Baïkal et représentent la plus grande biomasse de poissons du lac.
L'espèce locale la plus importante pour la pêche est l'omoul (Coregonus migratorius), un corégone endémique. Pêché puis fumé, il se vend sur les étals des marchés autour du lac, et il est prisé pour son goût,. Un deuxième corégone endémique vit également dans le lac, C. baicalensis. Par ailleurs, l'ombre noir du Baïkal (Thymallus baicalensis), l'ombre blanc du Baïkal (T. brevipinnis) et l'esturgeon du Baïkal (Acipenser baerii baicalensis) sont toutes d'autres espèces, endémiques au bassin du lac, prisées par la pêche,,.
On a trouvé plus de 250 espèces de crevettes d'eau douce dans le lac Baïkal, ce qui représente le tiers de toutes les espèces de crevettes connues.

##### Crustacés amphipodes, isopodes, cladocères et ostracodes

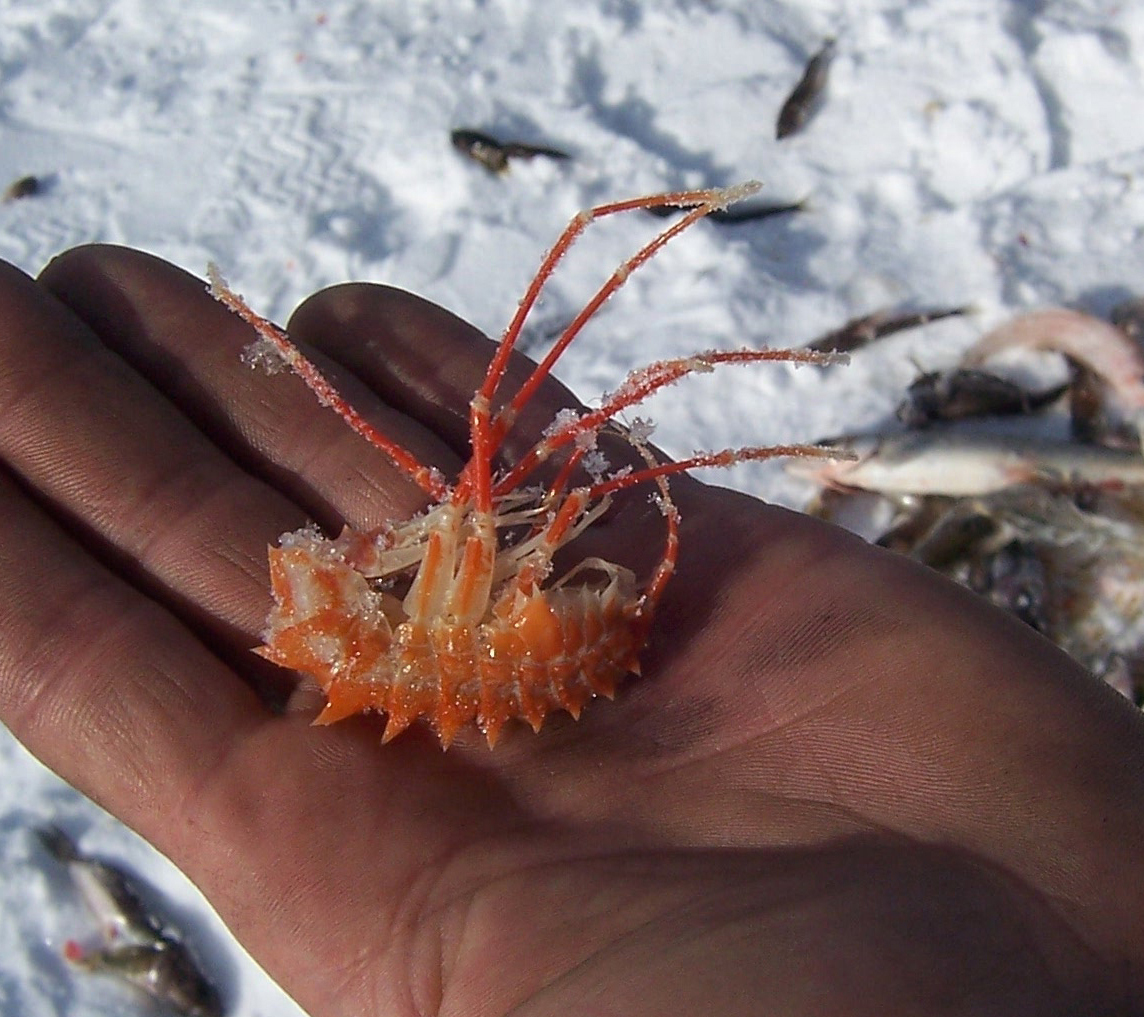
Un amphipode « géant » de Brachyuropus reicherti (Acanthogammaridae) capturé lors d'une pêche sur glace dans le lac. Le rouge-orange est sa coloration naturelle et vivante

Le Baïkal abrite plus de 350 espèces et sous-espèces d'amphipodes endémiques au lac. Exceptionnellement diversifiées en termes d'écologie et d'apparence, elles vont du Macrohectopus pélagique aux relativement grands Abyssogammarus et Garjajewia des eaux profondes, au minuscule herbivore Micruropus et au parasite Pachyschesis (parasite d'autres amphipodes). Le « gigantisme » de certains amphipodes du Baïkal, qui a eu l'occasion d'être comparé à celui observé chez les amphipodes de l'Antarctique, est lié au niveau élevé d'oxygène dissous dans les eaux du lac. Au sein de ces « géants » sont recensés plusieurs espèces d'Acanthogammarus et de Brachyuropus épineux (Acanthogammaridae) qui s'observent à la fois en eaux peu profondes et profondes. Ces amphipodes visibles et communs sont essentiellement carnivores, même s'ils mangent également des détritus, et peuvent atteindre une longueur allant jusqu'à 7 cm,.
Le nombre d'isopodes ayant élu domicile dans le lac est faible ; ils appartiennent à la famille des Asellidae. Quatre espèces du genre Baicalasellus et deux espèces, Mesoasellus dybowskii et Limnoasellus poberezhnii, représentent la famille,. Ces six espèces endémiques se trouvent sur des substrats rocheux à des profondeurs variant de 3 à 10 mètres, tels que Baicalasellus angarensis, ou à plus de cent mètres, avec Mesoasellus dybowskii.
Environ 60 espèces connues de cladocères (puces d'eau) vivent dans ses eaux, dont plusieurs sont endémiques.
À l'instar d'un autre lac ancien, le lac Tanganyika, le Baïkal abrite une riche diversité d'ostracodes. Environ 90 % des ostracodes du lac sont endémiques, soit environ 200 espèces endémiques. Cela en fait le deuxième groupe de crustacés le plus diversifié du lac, après les amphipodes. La grande majorité des ostracodes appartiennent aux familles Candonidae, avec plus de 100 espèces décrites, et Cytherideidae, avec environ 50 espèces observées. Toutefois, des études génétiques indiquent que la véritable diversité, au moins dans cette dernière famille, a été largement sous-estimée. La morphologie des ostracodes du lac Baïkal est très diversifiée.

##### Escargots et bivalves
Près de 150 escargots d'eau douce avaient été recensés en 2006 dans le lac Baïkal, dont 117 espèces endémiques des sous-familles Baicaliinae (appartenant aux Amnicolidae) et Benedictiinae (appartenant aux Lithoglyphidae), et des familles Planorbidae et Valvatidae. Toutes les espèces endémiques ont été recensées entre 20 m et 30 m, néanmoins la majorité des individus vit principalement à des profondeurs moins importantes. Environ 30 espèces d'escargots d'eau douce peuvent être observées à plus de 100 m de profondeur, ce qui représente la limite approximative de la zone d'ensoleillement, mais seulement dix sont réellement des espèces d'eau profonde. En général, les escargots du Baïkal ont une coquille mince et sont petits. Deux des espèces les plus courantes sont Benedictia baicalensis et Megalovalvata baicalensis. La diversité des bivalves est plus faible, avec plus de 30 espèces et environ la moitié d'entre elles sont endémiques, toutes appartenant aux familles Euglenidae, Pisidiidae et Sphaeriidae. La seule autre famille du lac est celle des Unionidae, avec une seule espèce non endémique,. Les bivalves endémiques peuvent s'observer principalement dans les eaux peu profondes, avec peu d'espèces en eaux profondes.

##### Éponges

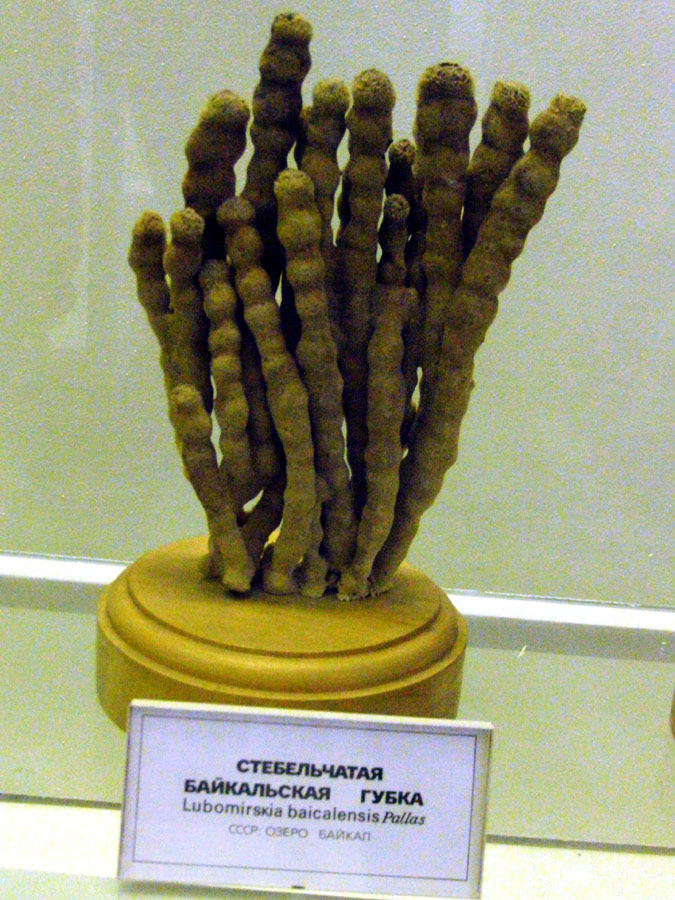
Spécimen de musée de l'éponge ramifiée Lubomirskia baicalensis (les vivantes sont d'un vert plus clair).

Le lac Baïkal abrite au moins 18 espèces d'éponges, dont environ 15 espèces de la famille endémique des Lubomirskiidae, les autres appartenant à la famille non-endémique des Spongillidae. La famille endémique a colonisé le lac il y a environ 3,4 millions d'années,. Les éponges du lac représentent environ 44 % de la biomasse animale benthique. Lubomirskia baicalensis, Baikalospongia bacillifera et B. intermedia sont inhabituellement grandes pour des éponges d'eau douce et peuvent atteindre 1 m, voire plus. Ces trois espèces sont également les éponges les plus courantes dans le lac. Alors que les espèces de Baikalospongia ont généralement des structures encroûtantes ou en forme de tapis, L. baikalensis a souvent des structures ramifiées et, dans les zones où elles sont communes, elles peuvent former des « forêts » sous-marines. La plupart des éponges du lac sont généralement vertes lorsqu'elles sont vivantes en raison des chlorophytes symbiotiques (zoochlorella), mais peuvent également être brunâtres ou jaunâtres.

##### Vers aquatiques
Au travers de près de 200 espèces décrites, qui comprennent plus de 160 espèces endémiques, le lieu de diversité le plus important des oligochètes aquatiques d'eau douce est le lac Baïkal. Un nombre plus restreint d'autres annélides d'eau douce est connu : 30 espèces de sangsues (Hirudinea) et 4 polychètes. Plusieurs centaines d'espèces de nématodes sont connues du lac, mais un grand pourcentage d'entre elles n'a pas été décrit.
Plus de 140 espèces de vers plats (Plathelminthes) endémiques vivent dans le lac Baïkal, où ils sont présents sur une grande variété de types de fonds. La plupart des vers plats sont prédateurs et certains sont relativement bien marqués. Ils sont souvent abondants dans les eaux peu profondes, où ils mesurent généralement moins de 2 cm de long, mais dans les parties plus profondes du lac, le plus grand, Baikaloplana valida, peut atteindre jusqu'à 30 cm lorsqu'il est étiré.

#### Flore

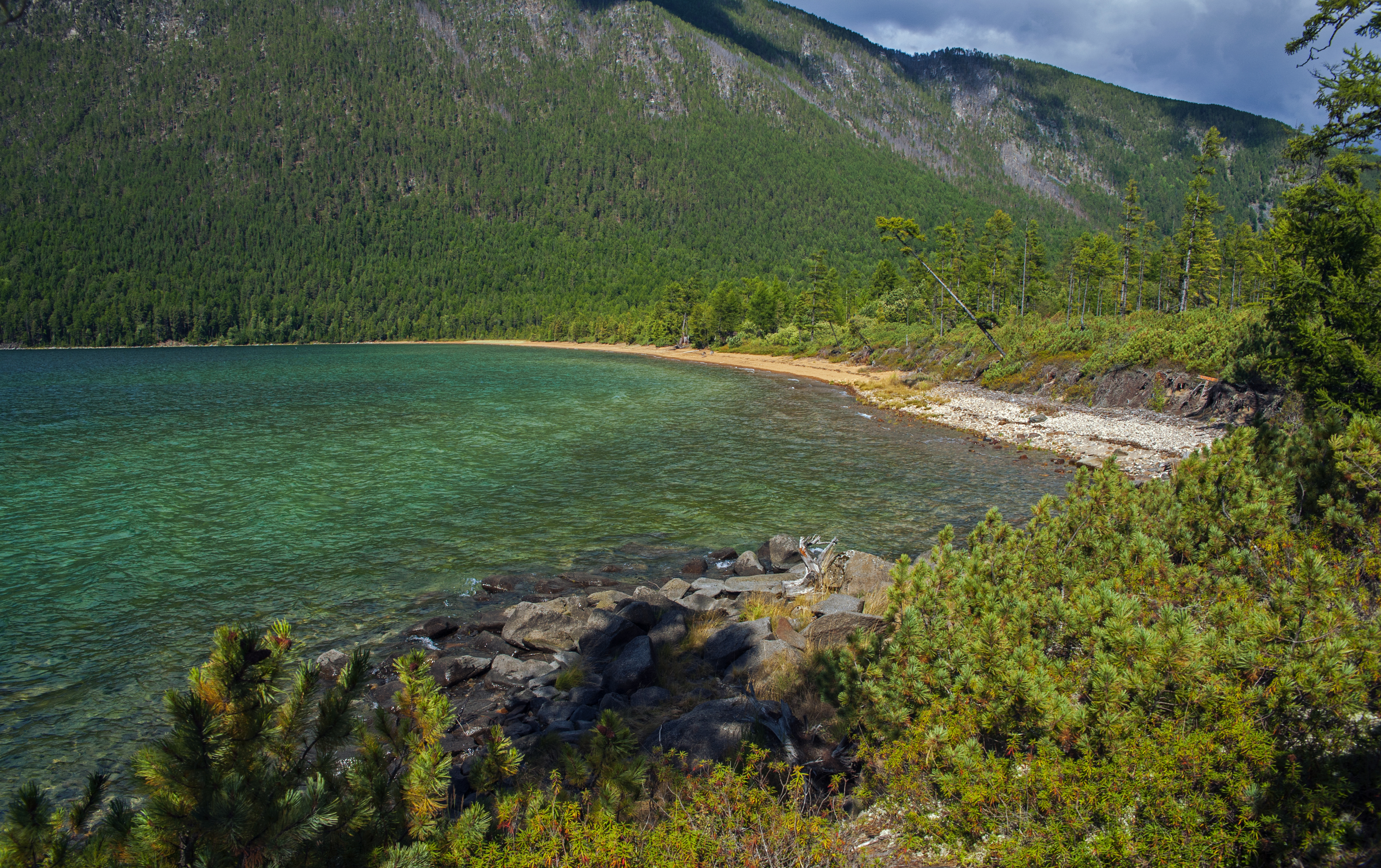
Baie Aïaïa entourée de taïga.

Trois types de paysages naturels se distinguent selon l'altitude autour du lac. Les zones les plus élevées sont dominées par de la toundra alpine autour de 1 600–2 000 mètres, avec parfois quelques cèdres. Les paysages des zones moyennement élevées, entre 1 200 et 1 800 mètres, et parfois jusqu'à 800 m, sont riches en forêts de conifères sombres, riches en sapins et en cèdres. Cet écosystème, qui fait partie de la taïga, est particulièrement développé sur les rivages nord du lac. Les zones les plus basses sont généralement couvertes de steppes, comme sur l'île d'Olkhon, et parfois par des forêts de pins.
Plus de 800 plantes vasculaires ont été enregistrées sur les pourtours du lac. Les rivages nord sont couverts de forêts de mélèzes de Dahurie (Larix gmelinii), qui se transforment progressivement en forêts mixtes riches en sapins de Corée (Abies koreana) et en pins de Corée (Pinus koraiensis). En direction du sud s'observent aussi de la taïga riche en mélèzes de Sibérie (Larix sibirica), en pins de Sibérie (Pinus sibirica), à laquelle s'ajoutent des épicéas tels que l'épicéa de Sibérie (Picea obovata) et des chosenias (Chosenia macrolepis). Le sous-étage abrite du chèvrefeuille des bois (Lonicera periclymenum), du groseillier à grappes (Ribes rubrum) et du sorbier des oiseleurs (Sorbus aucuparia). Les rives méridionales, comme dans la réserve naturelle du Baïkal, présentent dans les zones basses des forêts de peupliers, de saules, avec des tourbières à sphaignes. Les vallées fluviales abritent des amaruviers (Prunus padus), des aulnes noirs (Alnus glutinosa) et des sorbiers des oiseleurs. Les versants nord des montagnes sont dominés par des sapins de Sibérie (Abies sibirica), avec la présence d'épicéas de Sibérie, de pins de Corée et de pins de Sibérie.

### Formation et géologie

#### Formation du rift et du lac

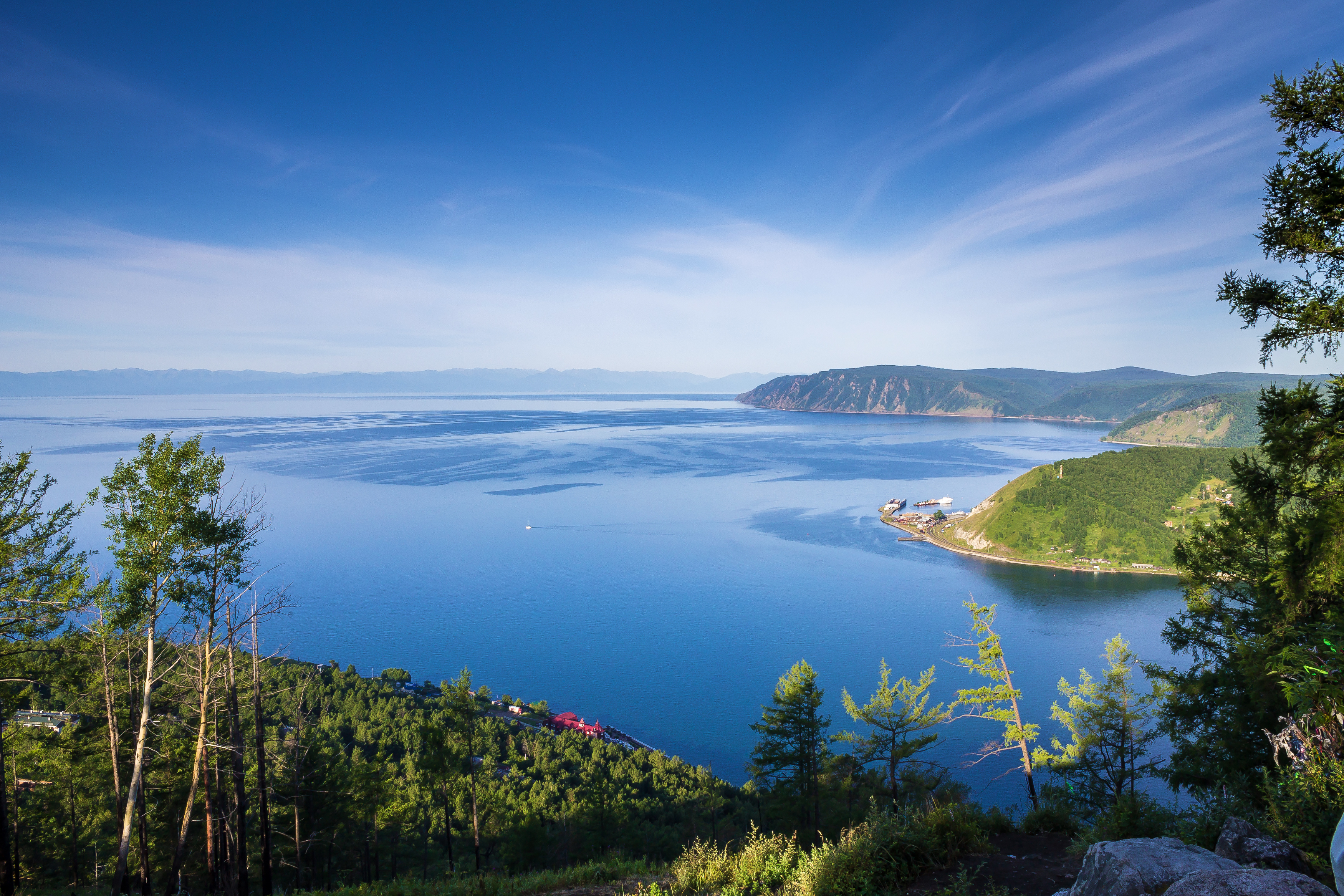
Source de l'Angara en bas à droite depuis Listvianka avec Port Baïkal en face.

La cuvette du lac Baïkal est d'origine tectonique ; ce lac d'effondrement est en subsidence. Le socle ancien sur lequel le lac repose, en contact d'une part avec la plateforme sibérienne, d'autre part avec les monts de l'Asie centrale, présente un réseau de failles de direction générale NNE-SSO. Ces failles ont été actives dès le tertiaire, ce qui fait du lac Baïkal le plus ancien lac existant (vingt-cinq millions d'années, pendant le Paléogène). La formation du relief du rift Baïkal se divise en trois étapes. Le rift se serait ouvert en raison de la collision de l'Inde avec l'Eurasie, à des plusieurs milliers de kilomètres.
Une première étape pré-rift commence de l'Archéen au Crétacé, où une activité sismique importante se produisit. Lors de deuxième étape, de la fin du Crétacé à l'Éocène (de 70 à 35 millions d'années), une surface d'aplanissement s'est produite. Les premiers épanchements basaltiques datent notamment de cette période. La formation en tant que telle a eu lieu de l'Oligocène à aujourd'hui, dernière étape qui se divise en deux sous-étapes. Une première sous-étape, de l'Oligocène au Pliocène inférieur, nommée étape éo-orogénique, se déroula de 35 à 3,5 millions années, avec des mouvements tectoniques peu violents et une subsidence lente du fond du fossé. Selon les sédiments retrouvés, si la majorité du lac était alors peu profond, certains sédiments découverts dans les années 1990 montrent que des dépôts dans une eau profonde de plusieurs centaines de mètres étaient déjà présents. La seconde sous-étape, l'étape orogénique, se produit depuis 3,5 millions d'années (Pliocène moyen) et continue aujourd'hui. Dès le Pliocène, de violents séismes se sont produits, et le fossé tectonique a pris sa forme telle que connue actuellement.
Ces failles depuis le quaternaire jusqu'à nos jours (plus de trente séismes suffisamment puissants pour être ressentis par les populations ont été enregistrés au XXe siècle), ont provoqué des mouvements tectoniques qui ont conduit à un enfoncement du fond du lac, sur lequel s'est accumulée une grande épaisseur de sédiments, et un léger sur-élèvement des bordures montagneuses à plusieurs reprises (ce qui est visible au nord-est du lac, où des terrasses lacustres anciennes, témoins du niveau de l'eau dans le passé, s'élèvent jusqu'à 300 m d'altitude). Ainsi, ce lac de rift peut être comparé au lac Tanganyika dans la vallée du Grand Rift. De par sa situation, le lac est souvent secoué par d'importants séismes, de plus de 7 points sur l'échelle de Richter. Avec les mouvements géologiques, le lac s'agrandit d'environ 2 cm par an.

#### Failles et sismicité
Le réseau de failles tectoniques délimite trois bassins plus ou moins effondrés le long du lac,. Les zones nord et centrale sont séparées par une chaîne subaquatique, et la délimitation des zones centrale et sud se situe au niveau de l'embouchure de la Selenga. Le bassin nord est le moins profond (inférieur à environ 900 m). Sa zone la plus profonde se situe entre les caps Elokhine et Pokoïniki à 890 m sous le niveau de l'eau,. Le bassin central est le plus creux, avec une profondeur majoritairement supérieure à 1 000 m. Il est le plus profond des trois, la zone située à l'est de l'île d'Olkhon (entre les caps Ijimeï et Khara-Khouchoune) atteignant une profondeur de 1 642 m,. Le bassin sud est légèrement moins profond que le précédent, sa profondeur maximale étant de 1 432 m dans une zone située entre les zones d'affluence des rivières Pereïemnaïa et Michikha.

#### Volcanisme
Des volcans de boue sont présents dans les profondeurs du lac, comme ceux découverts à l'été 2024 sur la rive nord-ouest du lac, dans la baie de Malaïa Kossa et dans la baie de Goriatchinsk. Ils se trouvent sur la faille de Severobaïkalsk, une faille sismique traversant le lac. Ces deux volcans de boue récemment découverts pourraient annoncer une activité sismique imminente dans la région.

## Toponymie
La thèse la plus acceptée sur l'origine des noms du lac explique que pendant longtemps, quand les populations arrivaient pour la première fois sur les rives du Baïkal, elles pensaient que la terre était finie. C'est pourquoi les noms du lac depuis les populations s'étant installés au Ve siècle signifient « mer » ou « océan ». Les Evenks, un des plus anciens peuples de Sibérie, utilisent le terme « Lamu », qui signifie« mer », pour le désigner. L'ancien nom chinois, « Beihai », signifie quant à lui la « mer septentrionale » ou la « mer du Nord ». Les Mongols, peuple qui a donné presque tous les toponymes de Mongolie et du sud de la Sibérie, appelaient autrefois le lac « Tengis-dalai », ce qui veut dire la « mer intérieure ». Chez les Iakoutes, les mots bai et kyol/kel signifient respectivement riche et lac, ce qui voudrait dire le lac Baïkal.
La première mention du terme « Baigal » comme nom du lac apparaît dans la chronique mongole de la première moitié du XVIIe siècle Shara tudzhi. Le nom découle du mot mongol Baïgal (« la nature »). Dans la chronique Altan Tobchi, écrite par Güüsh Luvsandanzan, il est appelé « Baigal-muren ». Le mot « Baigal » est arrivé dans la langue bouriate, et il a été transformé en « Baïkal » lorsqu'il a été adopté par les Russes. Chez les Bouriates, le lac est appelé Baigaaal-dalai, ce qui veut dire « eau aussi grande que la mer ».

## Histoire humaine

### Préhistoire

#### Mésolithique et Paléolithique
Les plus anciens établissements des hommes préhistoriques se trouvent dans la région du lac Baïkal, datant d'environ 40 000 AP, tels que les sites de Malta et Bouret. Sur les rives du lac, néanmoins, aucune implantation n'a été excavée, mais seulement des découvertes isolées. L'être humain serait apparu dans la région au plus tard au Mésolithique, tels en démontrent les sites autour de baie de Kourli sur la rive septentrionale, fouillés lors de la construction du BAM.
Une étude publiée en 2020 portant sur des génomes nouvellement séquencés de chasseurs-cueilleurs préhistoriques dans la région du lac Baïkal révèle des liens avec les premiers Américains. L'étude éclaire l'histoire de la population de la région, montrant des liens profonds avec les premiers peuples des Amériques, remontant aussi loin que la période du Paléolithique supérieur. Des études antérieures avaient indiqué un lien entre les populations sibérienne et américaine, mais un individu datant de 14 000 ans analysé dans cette étude est le plus âgé à porter l'ascendance mixte présente chez les Amérindiens,. Cet individu du sud de la Sibérie, avec un jeune mésolithique du nord-est de la Sibérie, partage le même mélange génétique d'ascendance nord-eurasienne (ANE) et asiatique du nord-est (NEA) que l'on trouve chez les Amérindiens.

#### Néolithique
Au Néolithique, l'être humain vivait autour du lac, comme en témoignent les nombreuses implantations sur toutes les rives, de Nijneangarsk au nord au cap Chamanka au sud (à Listvianka). Les plus importants lieux de populations du Néolithique étaient dans les zones de chasse et de pêche les plus importantes autour du lac, comme Olkhon, le golfe de Tchivyrkouïski, les vallées de la Bargouzine et de l'Irkout et près des embouchures des rivières se jetant dans le lac, en particulier la Selenga et son delta.
L'arrivée de populations importantes au Néolithique est liée aux changements environnementaux, à une époque où les grands animaux comme le mammouth et le rhinocéros laineux disparaissent. L'être humain a été contraint de trouver d'autres sources de nourriture tout en créant de nouveaux outils. Notamment, la pêche s'est intensifié autour du lac, l'homme de la région maîtrisant entièrement l'activité. Des appâts en pierre, des hameçons en bois et en os et des arêtes et des écailles de poisson ont été trouvés dans les sites de l'époque. Les populations ont été confrontées pendant le Néolithique à de nombreuses catastrophes naturelles dont la géologie témoigne, telles que les éruptions volcaniques, glissements de terrain et séismes.

#### De l'Âge du bronze aux premières civilisations

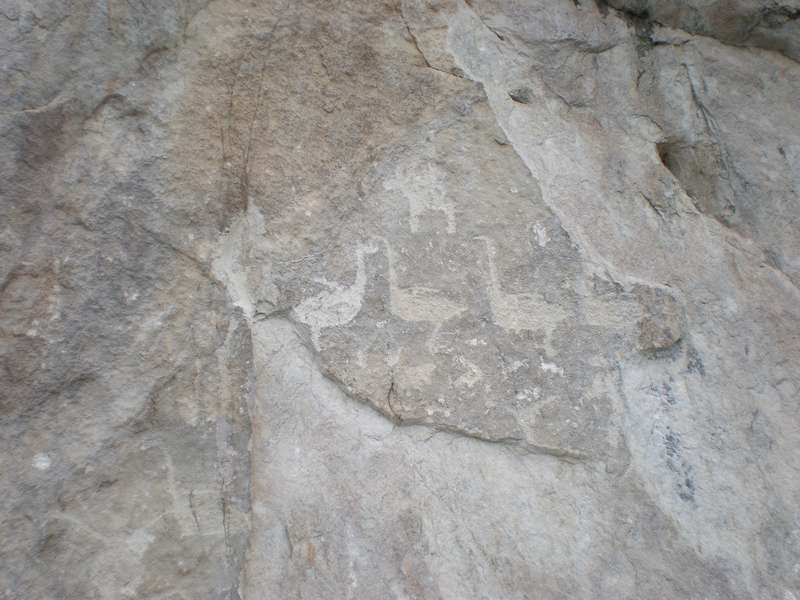
Pétroglyphes de la falaise de Sagan-Zaba.

L'Âge du bronze est marqué, à partir du Ier millénaire av. J.-C., par la culture des tombes sur dalle, s'étalant de la Mandchourie à l'Asie centrale en passant par le Baïkal et la Mongolie. Éleveurs de bétails, les populations de la culture maîtrisaient parfaitement la métallurgie du bronze. À l'est du lac se trouvaient d'importants gisements facilement accessibles, avec de l'argent, du cuivre, de l'étain et du plomb. Aucune trace métallurgique n'a été trouvée sur les rives, mais de nombreuses productions en bronze et autres métaux ont été trouvées. La population a aussi laissé ses traces par les pétroglyphes présents autour du lac, comme ceux de la falaise de Sagan-Zaba sur le mont Sakhiourté (village de Ielantsy, raïon d'Olkhon), avec des représentations d'animaux poursuivis par des chasseurs.
La première grande union tribale, les Xiongnu, se forme à la fin du IIIe siècle av. J.-C. dans les steppes d'Asie centrale, et ils ont leur frontière nord près du lac. La culture des tombes d'Elguine s'étale par la suite de la fin du Ier millénaire av. J.-C. au début du Ier millénaire sur la rive occidentale du lac. La population de cette culture pratiquait l'élevage, la chasse et la pêche. La plus grande de leur trace est un site près de Tchernoroud (raïon d'Olkhon).

### Moyen Âge
Au VIe siècle, les Kourikanes, un peuple turc, s'installèrent sur la rive occidentale du Baïkal, comme en témoigne l'apparition soudaine de leur tradition funéraire dans les restes archéologiques. Ils auraient pris refuge depuis une région lointaine, et auraient amené dans la région baïkalienne leur langage et leur patrimoine génétique entre autres. Au VIIe siècle, ils sont listés comme les ennemis d'Elterich, le Khagan et fondateur du second empire Turc, qui fit campagne 47 fois contre les Kourikanes. Les Kourikanes formèrent une union tribale, et selon les anciennes chroniques chinoises, ils pratiquaient l'agriculture, l'élevage, la pêche, la chasse et se distinguaient par leur maîtrise de la métallurgie du fer. Ils produisaient ainsi des armes et des armures, entre autres à mailles . Entre 647 et 784 la région fut placée sous le protectorat général pour pacifier le Nord, gouvernement militaire chinois établi par la dynastie Tang pour essayer de contrôler un territoire du lac Baïkal au désert de Gobi et de l'Altaï au Khingan.

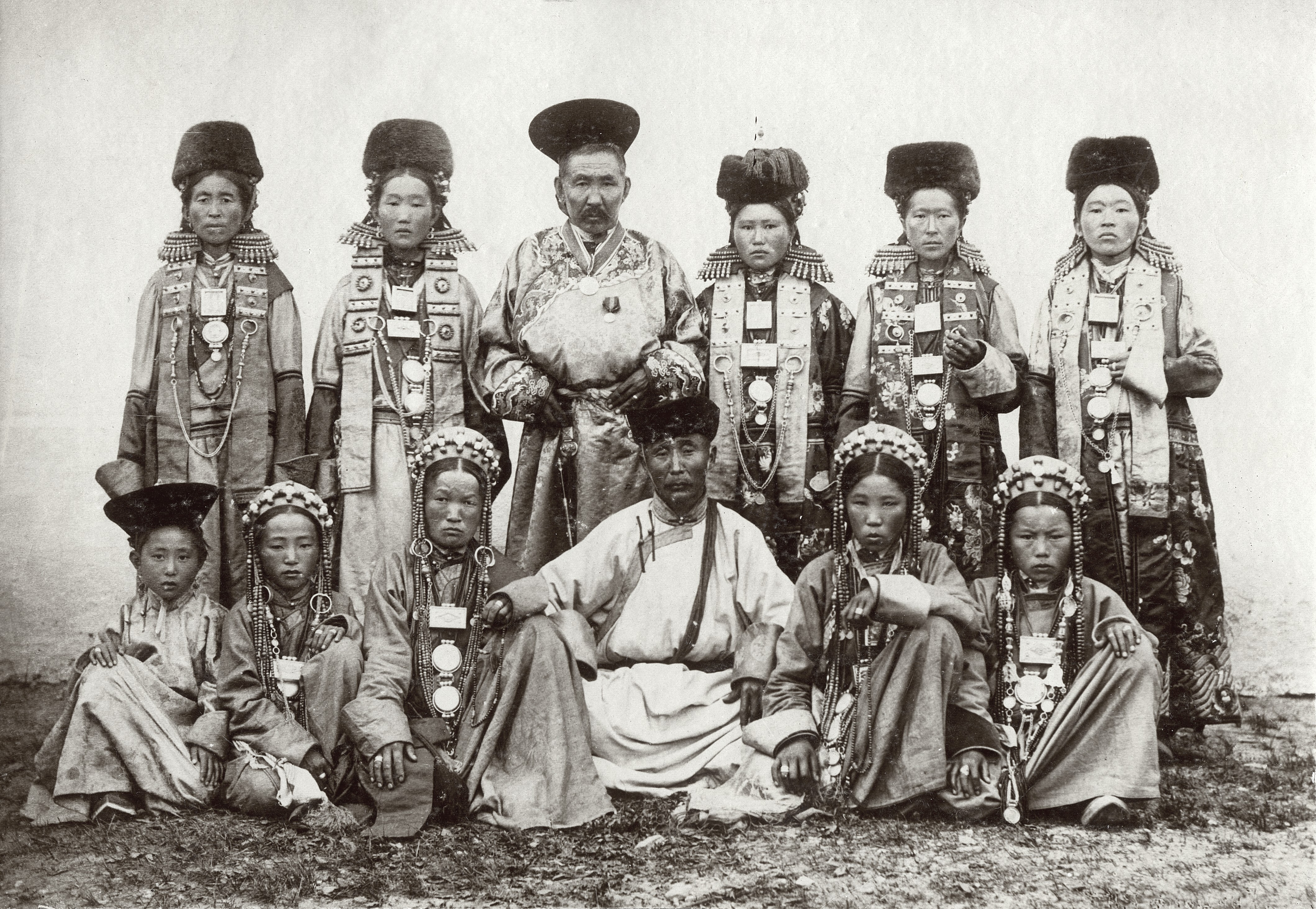
La population autochtone était autrefois notamment constituée de Bouriates plus ou moins nomades.

Aux Xe et XIe siècles, sous la pression des tribus nomades mongoles, une partie des Kourikanes a migré vers le nord tandis que ceux restants se sont mêlés à ces nouvelles populations venant du sud. Les Bouriates sont ainsi apparus autour du lac, s'installant de manière assez dense sur presque toutes les rives, évinçant tour à tour les autres peuples. Seuls de petites tribus évenks, vivant sur le rivage nord du Baïkal, continuèrent à y vivre. Les toponymes bouriates s'imposèrent dans la région. Depuis toujours, les lacs ont été des espaces naturels ayant une forte signification spirituelle pour les peuples turcs et mongols. Grandes étendues d'eau, les lacs représentent à la fois le reflet du ciel sur terre (Tengri le Dieu Ciel étant la divinité suprême du tengrisme), et à la fois l'accumulation de l'eau en un point. L'accumulation était par définition la puissance pour les Turcs et les Mongols, de même que les forêts, accumulation d'arbres, sont souvent considérées comme des lieux sacrés. Il était de coutume que chaque tribu, chaque peuple ait son propre lac sacré. De ce fait, le lac Baïkal est cité de nombreuses fois dans les divers textes laissés par les Turcs (stèles de l'Orkhon) et les Mongols (l'Histoire secrète des Mongols).

### Colonisation russe

#### XVIIesiècle
Au XVIIe siècle, la région est habitée par les Mongols et les Bouriates, et le lac est parfois dénommé « Mer baïcale », ou plus simplement « la mer » par les populations locales, ou encore « Dulaï Nor » pour les Bouriates, ou « Dalai » pour les Toungouses.
Au milieu du XVIIe siècle, le lac Baïkal est témoin de la colonisation russe en cours sur la Sibérie. Ainsi en 1643, un groupe de Cosaques russes dirigé par Kourbat Ivanov atteignit le lac dans la région de l'île d'Olkhon, sur la côte occidentale. Dès lors, d'autres groupes de Cosaques visitèrent régulièrement le lac et sa région, collectant le iassak auprès des populations locales. Plusieurs colonies apparurent, avec l'ostrog de Nijneangarsk, alors nommé ostrog de la Haute-Angara (Verkhneangarski) en 1647, lors du deuxième voyage russe vers le lac par Vassili Kolesnikov, et celui de Bargouzine en 1648 entre autres. Les données recueillies par Ivanov et Kolesnikov, avec leurs plans et cartes, enrichissent les savoirs géographiques de l'époque. Avec l'annexion de la région, les colons chrétiens russes se sont installés dans la région, et se sont lancés dans l'agriculture là où cela était possible. De nouvelles techniques de pêche ont été utilisées, dans le but de créer une pêche commerciale, en contraste avec celle de subsistance menée par les Bouriates. L'arrivée des Russes permit le début de la navigation sur le Baïkal. Le début de la colonisation a été marqué par la traite des fourrures, et notamment avec la chasse incontrôlée de la zibeline. Cela poussa le gouvernement tsariste à interdire la chasse de la zibeline dans la région du lac en 1684. Quelques descriptions mentionnent le lac, la plus fidèle était celle de Nicolae Milescu Spathari, qui, menant l'ambassade Spathari en Chine, passa par le lac en 1675.

#### XVIIIesiècle

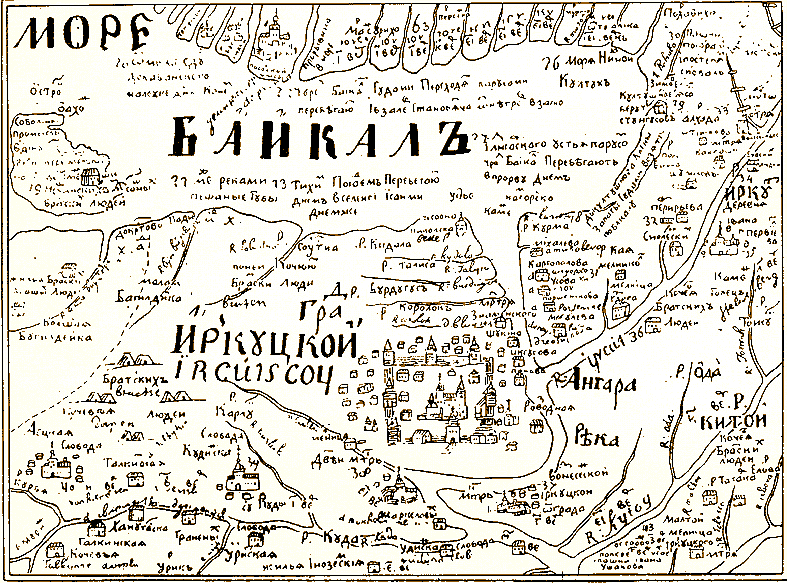
Carte de 1701 de Semion Remezov avec le Baïkal.

Dans la seconde moitié du XVIIIe siècle, la route de Sibérie a été construite, qui terminait près de la source de l'Angara. De là, les bateaux permettaient la traversée du lac en été et les chevaux en hiver. En 1744, une amirauté est établie à Irkoutsk pour organiser la navigation sur le lac.
L'annexion favorisa les premières études du lac et expéditions scientifiques. La région et le lac sont explorés par le naturaliste allemand Pallas, parti de la ville de Selenguinsk en juillet 1772. Il indique notamment entre le lac des Oies et le lac Baïkal la présence remarquable dans le paysage de nombreux buissons épineux bas se couvrant de fleurs jaune soufre au printemps, espèce « qui n'étoit point encore connue des botanistes », qu'il nomme robinier féroce (Robinia ferox, (Pallas, Tome H.). Il décrit une longue période de brouillard dense qui couvre le lac durant plus d'une semaine en plein juillet, dont on lui dit qu'il s'agit d'un phénomène fréquent, et rapporte aussi de fortes pluies d'été et d'automne qui ont suivi un printemps extraordinairement sec, ainsi que des « ouragans vraiment curieux » car soudains quand le vent vient des montagnes. Les lacs de cette région peuvent être venteux (vents d'ouest dominant pour le Baïkal) et développer de fortes vagues. On traversait alors le Baïkal sur une unique galiote impériale faisant office de paquebot, dénommée Boris & Gleb (l'autre galiote ayant été dépecée après s'être échouée en 1770 près de l'embouchure du Selenga).
Les marchands utilisaient aussi des dostcheniks (ou dostchtseniki), embarcations en forme de nacelles ne supportant que le vent arrière à la voile et sinon menées à la rame. Palas décrit le lac comme d'une « profondeur très considérable » avec un seul haut-fond, et en partie « tellement profond, qu'il est arrivé souvent qu'en y employant plusieurs sondes, on n'a jamais pu en atteindre le fond ». Le naturaliste note « un nombre incroyable de peaux d'Aselles, ou cloportes aquatiques Oniscus trachurus, Pallas excoriées (exuvies), qui surnageoient tout le long du rivage ». Il signale aussi le Polypode odoriférant (Polypodium fragrans) très apprécié des populations locales qui en font notamment un usage médicinal contre les rhumatismes et le scorbut. Pallas collecte et décrit l'éponge du Baïkal (Spongia baicalensis Pallasii) très abondante dans la Bolschaja Guba et près de Lístweniíchnoi. Selon Johann Gottlieb Georgi (autre savant explorateur du Baïkal) « on l'employe uniquement à frotter des ustensiles de cuivre, & particulièrement les cadres des images des Saints, qui en reçoivent un poli aussì brillant, que si l'on les eu passé sous la meule ».
Georgi signale notamment outre les chiens de mer (phoques) d'importantes colonies de mouettes et de martinets nicheurs et d'hirondelles de cheminée, la présence de cormorans (« en nombre prodigieux » selon Georgi) et de hérons, et des sources et une source chaude que les habitants fréquentaient autrefois. Selon Géorgi ils étaient écorchés sur place, dépouillés de leur lard dont on tirait de l'huile (et de leur peau pour les jeunes phoques, peau dont la fourrure était appréciée des commerçants chinois) ; le reste du phoque tué était laissé aux corbeaux ou aux Bouriates autochtones (Bouriates). Jusqu'à 2000 jeunes phoques étaient tués en quelques mois, rien que pour leur fourrure. Georgi signale que le Castor était autrefois présent sur les bords d'un grand nombre de rivières de la région, mais que « l'on n'en trouve plus aujourd'hui que dans les environs du Baunt ». L'écureuil petit-gris était abondamment présent et chassé (plus d'un millier de fourrures par chasseur et par an dans certains cas) et l'écureuil volant était présent mais plus rare.
Au XVIIIe siècle le lac était encore très poissonneux et la pêche au filet (de chanvre) était autorisée pour sa subsistance pour les populations locales « idolâtres » et louée (baux de quatre ans) par les monastères par zone, au plus offrant. De petits groupes de pêcheurs se rassemblaient en « compagnies » qui pouvaient pêcher jusqu'à 8 tonnes d'esturgeon sibérien (Acipenser baeriiesturgeon) dans l'année, alors que d'autres n'en trouvaient pas. Le brochet et l'omul (ou omoul) étaient aussi très appréciés. Le poisson était salé puis vendu ou il était (par millions chaque année selon Georgi) enfoui dans la neige pour être vendu toute l'année à Irkoutsk. Des nasses et claies étaient utilisées sur les cours d'eau abouchant dans le lac. La chasse au phoque de Sibérie (Pusa sibirica, autrefois improprement identifié comme phoque commun (Phoca vitulina) était également attribuée par adjudication, aux compagnies de pêcheurs puis à des chasseurs qui le traquaient sur la glace, cachés derrière un panneau de tissu blanc de mars à fin avril à l'arquebuse ou à la javeline.
En 1775, la première cartographie complète du lac est réalisée.

#### XIXesiècleet début duXXesiècle

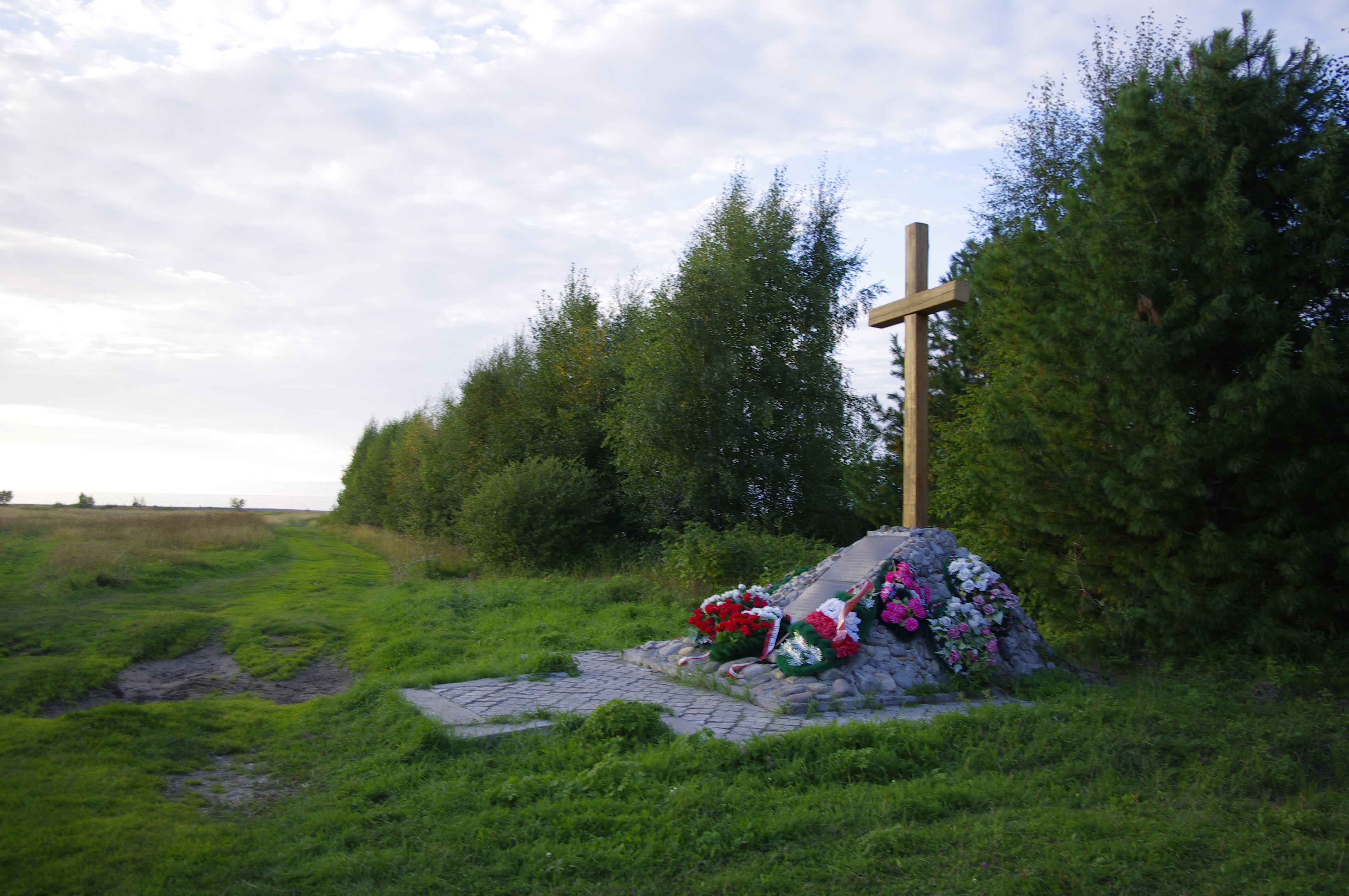
Fosse commune des insurgés polonais exilés à Michikha (raïon de Kabansk).

L'influence de l'homme sur le lac a augmenté avec l'arrivée des Russes, notamment avec la déforestation de certaines zones au profit de terres agricoles, même si elles occupaient qu'une petite surface au début du XXe siècle. Les stocks de poissons n'ont pas diminué de manière notable depuis l'arrivée des Russes. Par ailleurs, les Russes nouvellement installés se sont imprégné des traditions et coutumes bouriates liées au respect de la nature, grâce aux échanges culturels des deux peuples. Le « Baïkal sacré » est devenu une notion intégrante au folklore russe, car la population était fascinée par le lac.
Au milieu du XIXe siècle, les premiers bateaux à vapeur sont apparus sur le lac tandis que fut construite sur l'extrémité sud du lac la route circumbaïkal, permettant de rallier Irkoutsk aux régions orientales de Sibérie toute l'année.

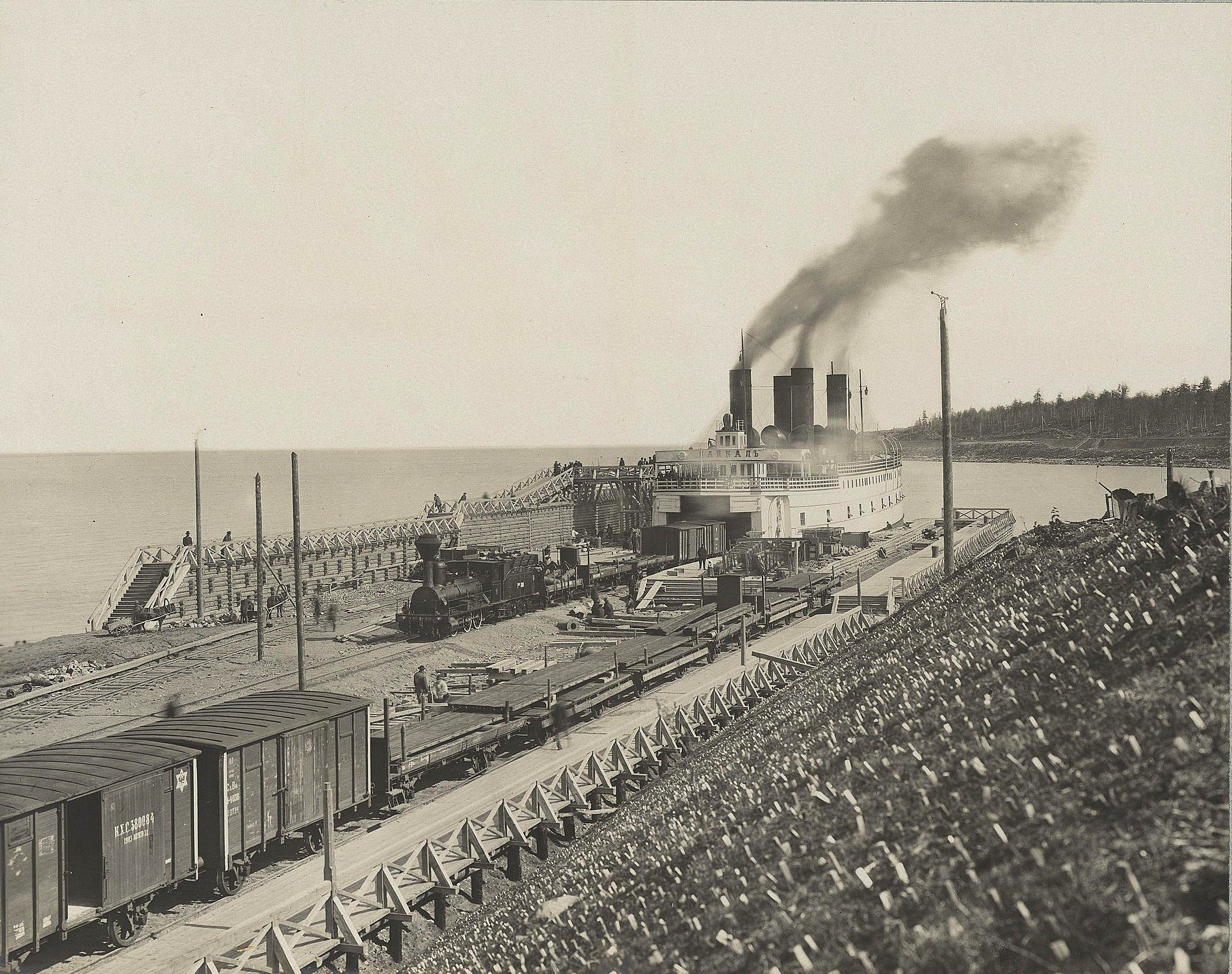
Déchargement du ferry Baïkal en 1905.

La fin du XIXe siècle et le début du XXe siècle sont un tournant dans l'histoire humaine du lac, avec une présence bien plus accrue de l'homme et de ses activités, causée notamment par les progrès techniques. La construction d'une portion du chemin de fer transsibérien, le chemin de fer Circum-Baïkal, a été décrétée par un oukase de l'empereur Alexandre III du 17 mars 1891. Le chantier, le plus difficile de tout le Transsibérien en raison du relief, s'est étalé de 1899 à 1904, et le premier train à y avoir circulé a été un convoi militaire, le 26 septembre 1905. Plus de 300 km de voies ferrées ont été construites, avec plus de 50 tunnels et galeries. Le chemin de fer a permis l'accélération du développement économique, avec de nombreuses nouvelles localités et les premières industries. Sinon en 1899, un brise-glace et ferry à vapeur, le Baïkal, a été lancé pour le transport sur le lac et assurer l'approvisionnement du chantier du chemin de fer.

### Période soviétique

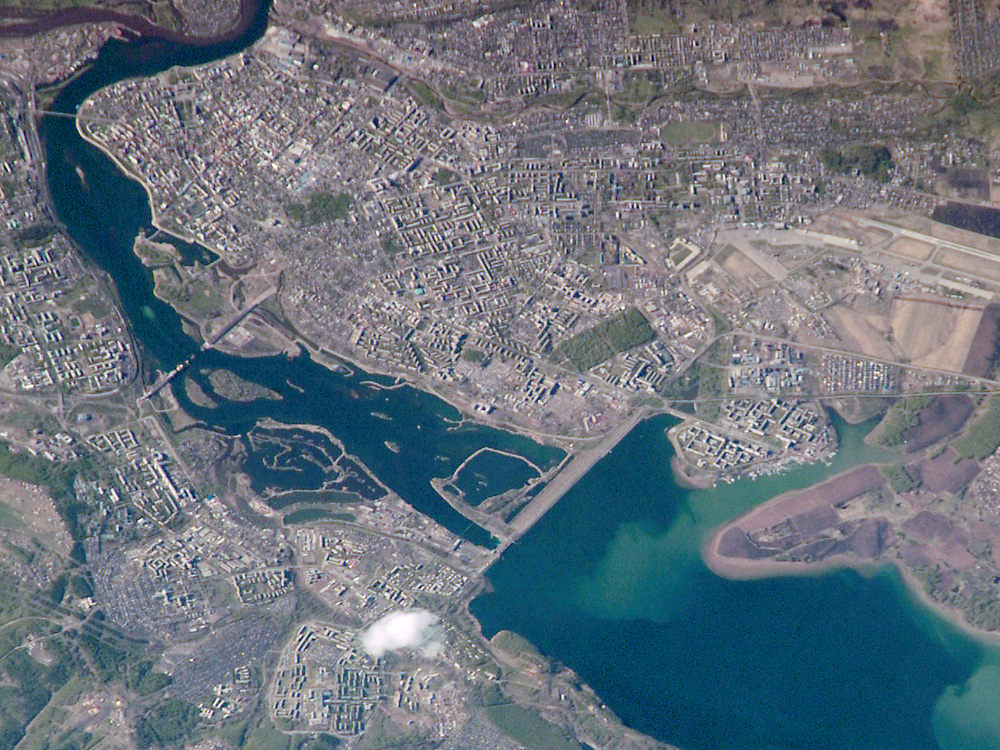
Le barrage d'Irkoutsk, construit pendant les années 1950, a conduit à une élévation du niveau du lac Baïkal d'environ un mètre.

La période soviétique est marquée par l'intensification de l'activité industrielle autour du lac, essentiellement minière et forestière. Baïkalsk et Severobaïkalsk ont été construites de toute pièce pour soutenir l'activité industrielle, tandis qu'une migration provenant de la partie européenne de l'URSS s'est produite. Ces activités humaines, notamment de la deuxième moitié du XXe siècle, ont causé un important impact sur l'environnement, comme avec la forte diminution des stocks de poissons à cause de la surpêche. La ville de Severobaïkalsk, construite lors du chantier de la Magistrale Baïkal-Amour, ne fut par exemple pas dotée de systèmes d'égouts.
Parallèlement à l'activité humaine, les études scientifiques depuis la fin du XIXe siècle ont permis de montrer le caractère unique du lac, nécessitant sa préservation et sa protection. Dans les années 1980 et 1990, les scientifiques ont réussi à susciter l'intérêt du public pour le Baïkal, avec l'apparition de mouvements écologiques de la société civile et le renforcement de la législation russe sur la protection environnementale du site.

### Depuis 1991
Le tracé de l'oléoduc Sibérie orientale, à océan Pacifique devait initialement passer à moins d'un kilomètre du lac, le pipeline contournant le lac par la rive nord sur son trajet de Taïchet à Daqing. Néanmoins, les pressions sans précédent du public et des écologistes ont poussé Vladimir Poutine à s'impliquer directement. En mars 2006 avait eu lieu une manifestation de 5 000 personnes à Irkoutsk protestant contre le projet de construction de l'oléoduc. Le lac se situant dans une zone sismique active, une fuite aurait pu causer un désastre écologique. Transneft, la société construisant le pipeline, a changé en 2006 le tracé pour le faire passer en Iakoutie à 40 km au nord du Baïkal,.
Un projet visait en 2007 à l'extension de la cité atomique d'Angarsk, située dans la zone d'influence atmosphérique du lac Baïkal. Une manifestation en juillet 2007, au cours de laquelle un homme avait été tué, avait protesté contre l'expansion de la cité,.

## Économie et activités humaines

### Villes et villages du Baïkal

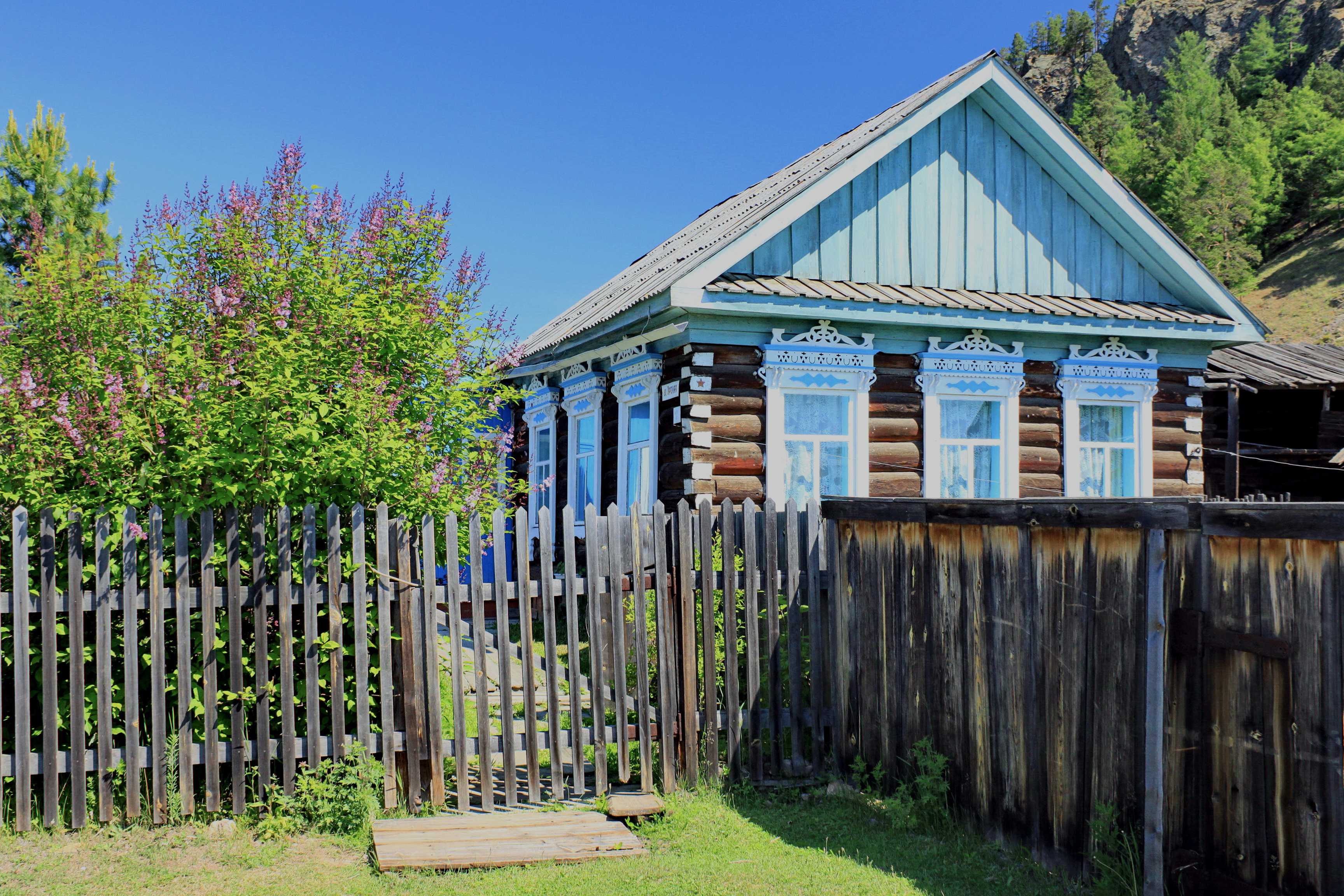
Isba, maison traditionnelle russe en bois, à Bolchié Koty.

Actuellement, environ 100 000 personnes vivent dans les 85 localités adjacentes au lac, dont 28 directement côtières. Les villes les plus grandes sont Severobaïkalsk (24 340 habitants en 2024), Slioudianka (18 058 habitants en 2021), Baïkalsk (13 199 habitants en 2021), Babouchkine (4 225 habitants en 2024) tandis que les communes urbaines les plus peuplées sont Oust-Bargouzine (6 080 habitants en 2024), Nijnéangarsk (3 724 habitants en 2024), Koultouk (3 408 habitants en 2021), auquel s'ajoute le village de Vydrino (4374),. Severobaïkalsk et Nijneangarsk sont deux villes sont spécialisées dans l'exploitation minière, le secteur de la pêche, des transports, notamment ferroviaire, et dans le tourisme,,.
Mais la plupart des localités le bordant se trouvent sur le littoral méridional du lac, entre la commune urbaine de Listivianka et le delta de la Selenga. Slioudianka est la plus grande ville du rivage sud, connue pour sa mine de marbre, tandis que Baïkalsk est l'un des plus grands centres touristiques de la région avec une station de ski,,.

### Tourisme

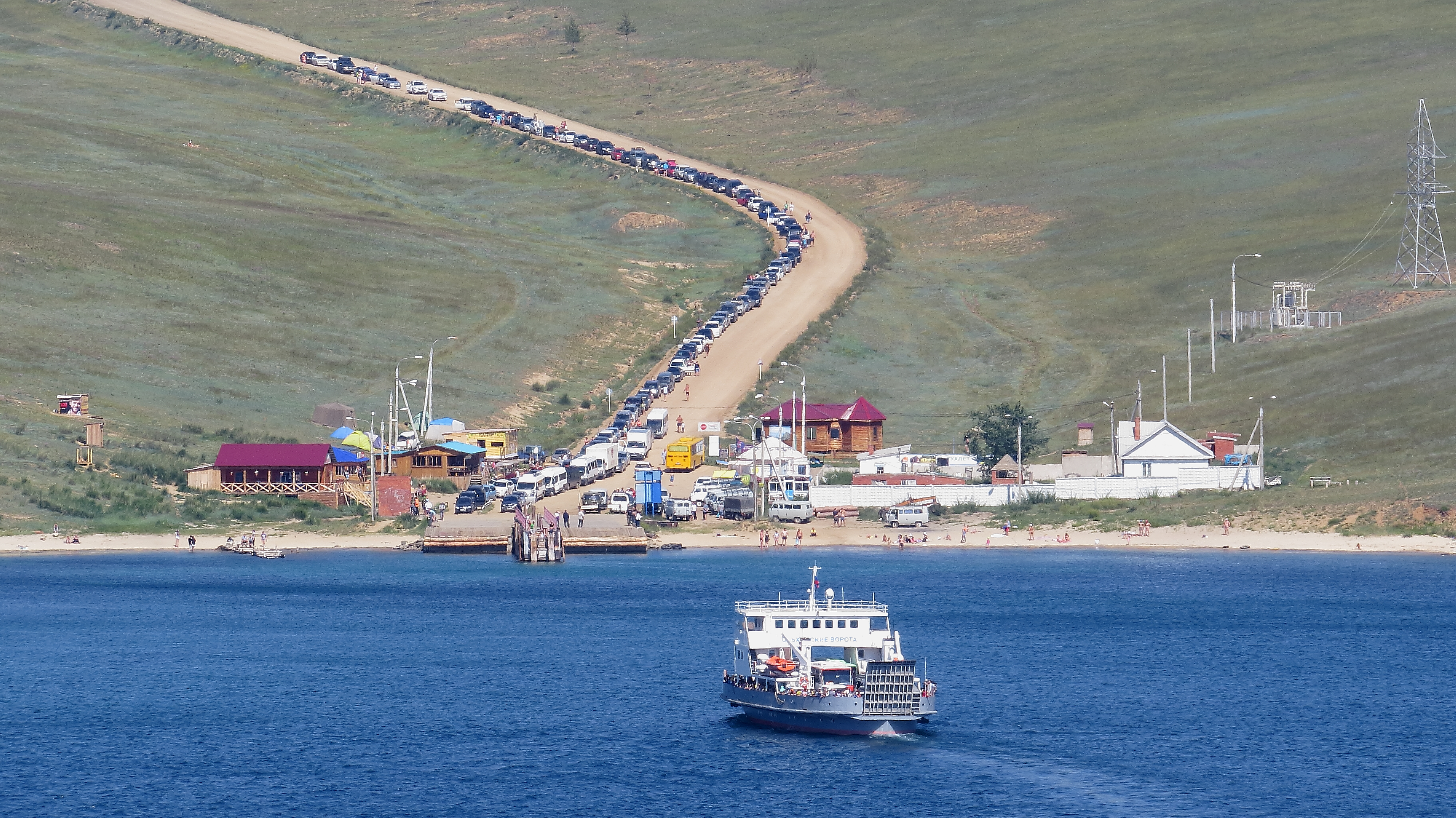
Embouteillage de voitures attendant pour le ferry Sakhiourta-Olkhon, ici vue sur le terminal d'Olkhon, en haute-saison.

Le tourisme baïkalien n’était que relativement faible au cours de l’Empire russe et de la période soviétique, et les touristes internationaux étaient presque inexistants. Mais la fréquentation touristique changea drastiquement à la suite de l’effondrement de l’Union soviétique. Les progrès dans les transports et l’ouverture des frontières russes ont attiré un nombre toujours plus important de touristes internationaux. Les touristes chinois sont désormais les premiers à venir dans la région, notamment sa classe moyenne, avec 2,6 millions de citoyens chinois en 2019. Avec la pandémie de Covid-19, le tourisme domestique s’accentua fortement, avec le nombre de visiteurs russes qui a doublé à partir de la pandémie. Ainsi alors que le lac n’attirait pendant les années 2010 que quelques centaines de milliers de touristes, il est désormais visité par 3 à 4 millions de touristes chaque année.
Aujourd'hui, le lac Baïkal est un arrêt apprécié des voyageurs par le chemin de fer transsibérien. Le lac lui-même est situé à la frontière de l'oblast d'Irkoutsk et de la république de Bouriatie. Les deux parties ont leurs propres majeurs sites touristiques : Listvianka, l’île d’Olkhon, le sentier du Grand Baïkal, le chemin de fer Circum-Baïkal – du côté cisbaïkalien ; le golfe de Bargouzine et la presqu'île Sviatoï Nos sur le côté bouriate du Baïkal.

### Pêche

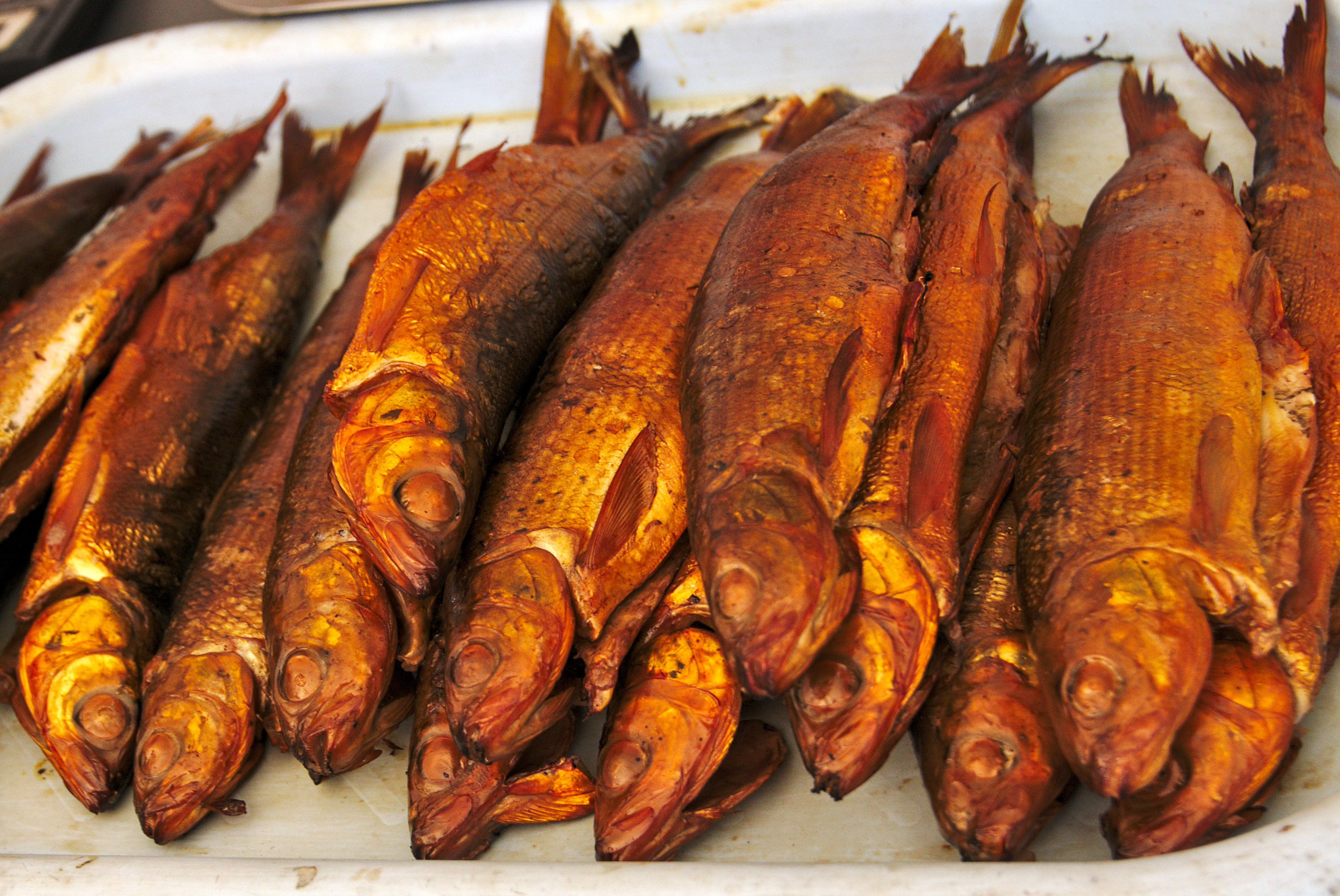
Omouls pêchés dans un marché de Khoujir. L'omoul est le poisson le plus pêché du lac, prisé pour son goût.

La pêche se pratique tout au long de l'année, même en hiver après avoir foré un trou dans la glace. Les eaux du lac, fortement oxygénées, sont riches. L'omoul est très prisé pour sa chair savoureuse et l'esturgeon pour son caviar. Le développement de la pêche en tant que secteur économique a commencé avec la colonisation au XVIIe siècle, mais elle resta sous l'Empire russe qu'un secteur économique faible, principalement de subsistance. Il faut attendre le développement du transsibérien à l'aube du XXe siècle pour que la pêche dans le Baïkal se développe. Le nombre de pêcheurs et de bateaux de pêche augmenta, mais le secteur s'effondra lors de la guerre civile russe. Le secteur de la pêche ne fut modernisé qu'à partir des années 1930. Dès la Seconde Guerre mondiale et après, la pêche devint une industrie nationalement stratégique, avec des productions atteignant des records. Mais à partir des années 1960, alors que les stocks s'épuisaient, les prises diminuèrent fortement, crise accentuée par l'augmentation du niveau d'un mètre en raison de la construction du barrage d'Irkoutsk, ce qui perturba l'ichtyofaune. Alors de nouvelles espèces furent introduites, mais cela n'empêcha pas la situation d'empirer. La crise économique des années 1990 fit plonger le nombre de prises.
Aujourd'hui, les espèces commerciales sont le brochet, le carassin, le corégone, le gardon, la lotte, l'ombre, l'omoul, la perche, la vandoise, ainsi que les trois espèces acclimatées, à savoir la brème, le poisson-chat de l'Amour et la carpe. Les principales aires de pêches du lac sont la Petite mer, où le zoopolancton est très important et où un quart de tous les stokcs d'omoul du lac sont situés, ainsi que l'aire de la partie méridionale du lac. Alors que la première fut pendant longtemps la zone traditionnelle de pêche du lac, la seconde n'a été développée qu'après la Seconde Guerre mondiale.

### Industrie

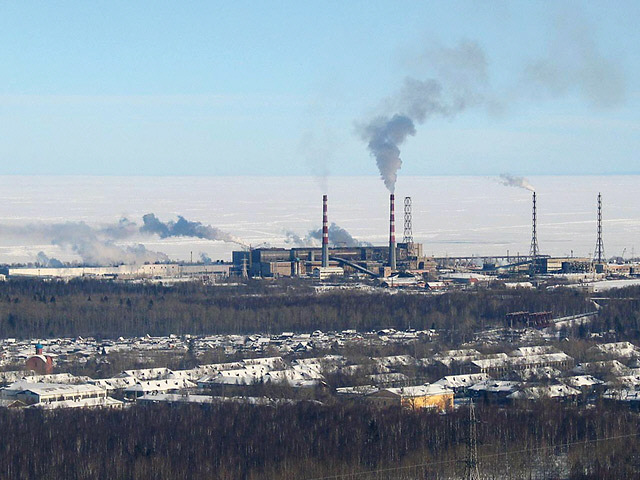
L'usine de papier et de cellulose Baikalsk sur les rives du lac Baïkal.

Après la fin de la Seconde Guerre mondiale, l'industrialisation des environs du lac s’accélère, notamment grâce aux lignes de train Transsibérien et Magistrale Baïkal-Amour. Des usines de papier et de cellulose sont construites près de Baïkalsk (1966) et de Selenguinsk. La pêche sur le lac s'industrialise. Et les villes situées sur les rives du lac, notamment Baïkalsk, croissent en taille et en nombre d'habitants. Les eaux usées de la ville et de l'industrie sont déversées dans le lac Baïkal sans être traitées. Ces deux éléments contribuent fortement à la pollution de l'environnement local, c'est-à-dire de l'eau du lac, des sols et de l'air.
Le lac Baïkal a longtemps été menacé de pollution industrielle par une usine de pâte à papier, à Baïkalsk, qui fournissait, à l'époque de la guerre froide, la cellulose pour les pneus d'avion de l'armée soviétique. L'usine a été fermée en octobre 2008 en raison de la non-rentabilité de l'usine. Cependant, elle reprit ses activités le 4 janvier 2010 sans que les problèmes de pollution n'aient été résolus,. L'usine de papier et de cellulose près de Baïkalsk a reçu en 2003 un crédit de la Banque mondiale d'un montant de 22,4 millions de dollars US, selon Greenpeace, afin de cofinancer la modernisation de l'usine, estimée à l'époque à 33,5 millions de dollars US. La mise en œuvre du plan de transformation étant restée insuffisante, la Banque mondiale a retiré le crédit en 2005. En 2009, le gouverneur de l'oblast d'Irkoutsk a promis de fermer l'usine. Cette décision a cependant été annulée par le Premier ministre Poutine, ce qui a entraîné des protestations d'experts en environnement. Ces changements étaient basés sur la constatation faite par le Premier ministre Poutine après une vérification visuelle de l'état du lac Baïkal à partir d'un sous-marin miniature, où il déclara: « J'ai pu voir de mes propres yeux – et les scientifiques peuvent le confirmer – que le Baïkal est en bon état et qu'il n'y a pratiquement pas de pollution »,.
Toutefois, en septembre 2013, l'usine a subi une faillite définitive, les 800 derniers travailleurs ayant perdu leur emploi au plus tard le 28 décembre 2013. Une petite partie de l'installation est encore utilisée pour produire de l'eau chaude et du chauffage urbain pour la localité de Baikalsk. Le nombre d'habitants de Baikalsk diminue en raison de la fermeture. Néanmoins le site reste toujours une menace environnementale en raison des 6,8 millions de m3 accumulés pendant les années d'activités de l'usine qui restent encore aujourd'hui sur place. Des travaux de destruction du complexe de la station d'épuration qui stocke les eaux sales depuis ont commencé en 2023 et devraient finir en 2027.

### Voies de communication et transports

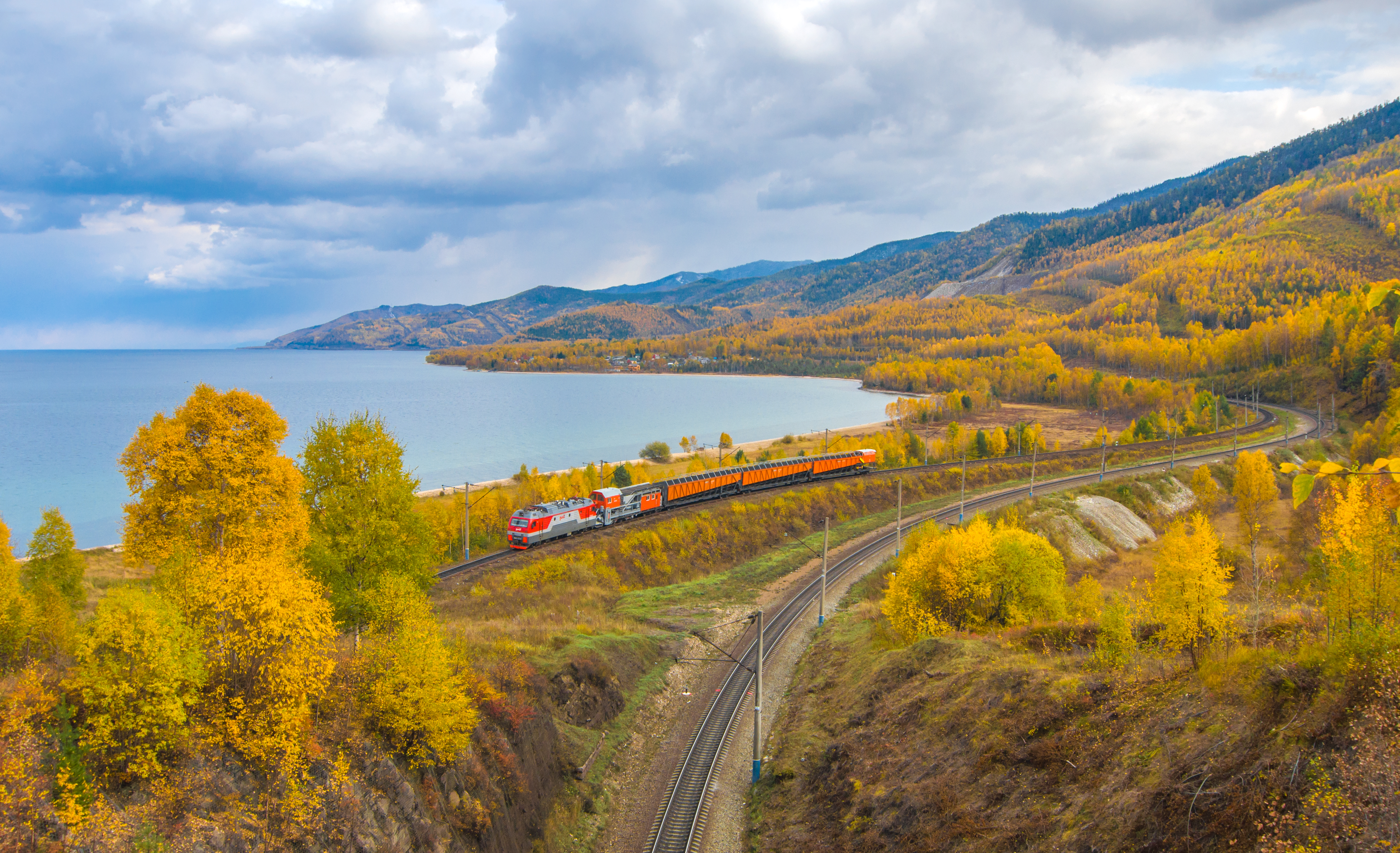
Le chemin de fer Circum-Baïkal dans le raïon de Slioudianka.

Le lac constitue, de par sa forme allongée, une excellente voie navigable dans cette région montagneuse et difficile d'accès, mais prise par les glaces près de la moitié de l'année. En hiver, après l'embâcle (prise en glace) qui a lieu en octobre-novembre, tous les bateaux de pêche, d'exploration scientifique ou de tourisme sont paralysés par le froid dans les ports établis sur le Baïkal. Le trafic reprend avec la débâcle, en mai-juin. En outre, la navigation sur cette mer intérieure est rendue dangereuse par des vents parfois violents qui soufflent en rafales.

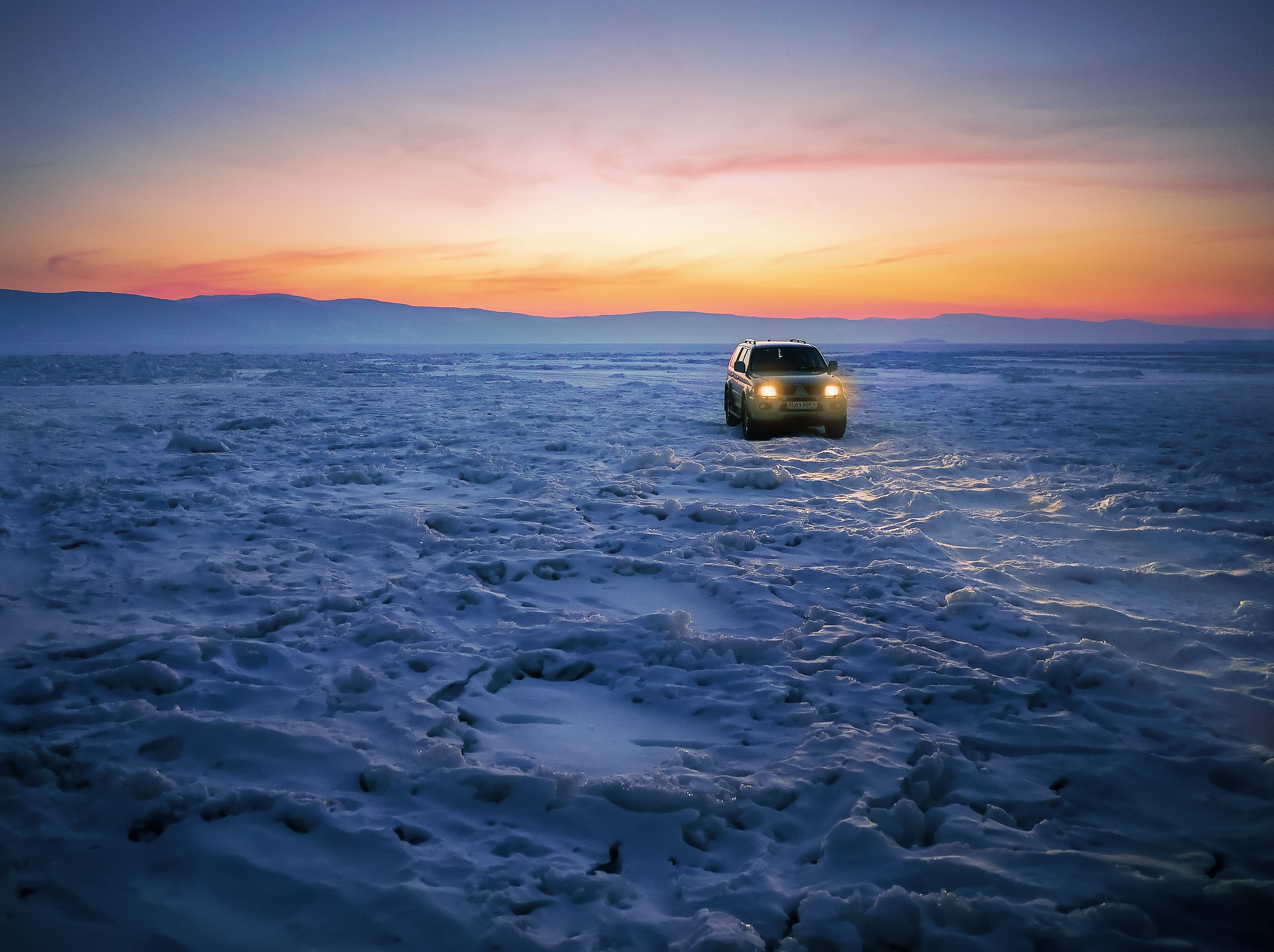
La glace est assez épaisse pour permettre de rouler sur la glace en hiver.

De novembre à mai, les voitures et camions peuvent circuler sur le lac gelé. Cette possibilité compense le manque de route car il y a peu d'infrastructures routières le long des plus de 2 000 kilomètres de rives. Une route sur la glace est préparée par des spécialistes chaque année et ouvre lorsque les conditions de glace le permettent. Longue de 12 km, elle va du village de Kourkout sur le continent à la baie d'Irkoutsk sur l'île d'Olkhon. C'est la seule route sur la glace légale du lac Baïkal. L'épaisseur de la glace sur la route est d'environ 60 cm, la capacité maximale autorisée de 10 t. Une épaisseur de 75 cm de glace est suffisante pour qu'un camion de 15 t puisse passer. La période la plus sûre pour emprunter ces routes est de début février à fin mars où l'épaisseur de la glace est d'un mètre ou plus.
En 2006, un projet de pipeline transsibérien devait initialement passer à moins d'un kilomètre du lac avant qu'une alternative de route hors du bassin-versant du Baïkal ne soit décidée par Vladimir Poutine, sous la pression des écologistes.

### Activités scientifiques
Plusieurs organisations conduisent des projets de recherche sur la nature au lac Baïkal. La plupart d'entre elles sont gouvernementales ou associées à des organisations gouvernementales. Le Centre de recherche sur le lac Baïkal est une organisation de recherche indépendante qui mène des projets environnementaux, éducatifs et de recherche au lac Baïkal.
Le télescope sous-marin à neutrinos profonds du Baïkal est un observatoire de neutrinos, qui effectue des recherches sous la surface du lac Baïkal depuis son achèvement en 1998 à 1 200 m de profondeur. Modernisé en 2005 puis en 2015, il étudie les neutrinos traversant la Terre. Le télescope appartient à l'institut commun de recherche nucléaire, un institut de l'académie des sciences de Russie. Il existe aussi l'Institut limnologique du département sibérien de l'Académie russe, qui fait partie du Centre scientifique d'Irkoutsk, et qui gère un musée de la flore et de la faune du lac Baïkal à Listvianka. Ce sont les scientifiques de cet institut qui ont trouvé une explication au phénomène des cercles de glace, observables notamment sur le lac en hiver.
Une expédition organisée par le scientifique et homme politique russe Arthur Tchilingarov a tenté, à partir du 29 juillet 2008, d'établir un record mondial de plongée en eau douce dans le Baïkal. Mais les deux submersibles de l'expédition, Mir-1 et Mir-2, ne sont descendus dans un premier temps qu'à 1 580 m et 1 592 m.

### Autres activités
Le lac Baïkal sert aussi de lac réservoir pour les centrales hydroélectriques qui jalonnent le cours de l'Angara.
Depuis 2004 se tient chaque année au début du printemps le Baikal Ice Marathon. Destinées à promouvoir la préservation des eaux pures du Baïkal, cette course sur le lac gelé est considérées comme l'une des plus difficiles au monde et rassemble près de 200 participants chaque année. Le parcours se situe à la pointe sud du lac entre Tankhoï et Listvianka. En 2016, le record est de 3 heures 55 minutes et 51 secondes pour le marathon (42,2 km). La course se décline également en semi-marathon (21 km).

## Protection de l'environnement

### Patrimoine mondial de l'UNESCO
Le lac, dont les eaux sont d'une grande pureté, accueille une faune et une flore très riche. Ces « Galápagos de la Russie » sont ainsi inscrits par l'UNESCO en 1996 au patrimoine mondial pour sa richesse écologique, qui comprend l'une des faunes d'eau douce les plus riches et originales de la planète, et qui présente une valeur exceptionnelle pour la science de l'évolution.

### Protection, réglementations et cadre légal

#### Historique légal
Sous l'Empire russe voit la fondation de la réserve naturelle de la Bargouzine en 1926, plus ancienne réserve de Russie. Cependant, les premières protections juridiques du lac remontent à un décret de mai 1960 contrôlant la pêche et protégeant les forêts côtières du lac. En juin 1971, le Conseil des ministres de l'URSS prohiba le radelage sur les affluents du lac. Il imposa en même temps la construction de stations d'épuration des eaux usées dans le bassin hydrologique. Trois ans plus tard, la Société russe pour la protection de la Nature créa la Commission d'étude et de sensibilisation du public aux questions relatives à la protection de la nature du lac Baïkal, qui permit d'établir des aires protégées nommées monuments naturels. En avril 1987, une résolution du Comité central du Parti communiste de l'Union soviétique établit le zonage de protection de tout le bassin-versant.

#### Législation actuelle
Le lac Baïkal et sa région naturelle ne constituent pas en soit une aire protégée selon la législation russe, mais une grande partie de ce territoire l'est au travers des nombreuses aires protégées de différents niveaux. La protection du Baïkal et de sa région découle d'une loi spécifique, la loi fédérale du 1er mai 1994 « sur la protection du lac Baïkal », nommée loi Baïkal par les Sibériens, qui établit un régime juridique pour le Baïkal. Elle précise la priorité de conservation les systèmes écologiques naturels et autres du lac, en y encourageant la création d'aires protégées. La loi fédérale du 27 août 1997 « sur la sécurité des ouvrages hydrauliques » règlement, y compris sur le territoire naturel du Baïkal, l'installation d'ouvrages hydrauliques et pour limiter les potentiels effets négatifs.
En 2000, un décret confirma le zonage écologique des aires protégées de la région du lac, et deux ans plus tard, un décret améliora la protection du phoque du Baïkal et de l'omoul, des espèces endémiques.

#### Territoire naturel du Baïkal
Le territoire naturel du Baïkal, tel que créé par la loi Baïkal, est divisé en trois zones, s'étendant sur 386 000 km2, soit une superficie supérieure à toutes les zapovedniks et parcs nationaux de Russie confondue. Depuis la loi fédérale du 10 janvier 2002 « sur la protection de l'environnement », un régime spécial sur les activités économiques et autres activités humaines a été établir pour ne pas entraîner de perturbations sur le système écologique du Baïkal. L'État fédéral est par ailleurs contraint d'évaluer l'impact sur l'environnement des activités humaines. Le lac Baïkal est divisé en trois types de zones selon la loi, avec la zone écologique centrale comprenant le lac et ses îles, les zones aquatiques adjacentes et les aires protégées adjacentes au lac ; la zone tampon qui comprend l'aire de drainage du lac ; et la zone d'influence atmosphérique du lac Baïkal, où les activités économiques peuvent impacter négativement le lac. Au sein de la zone écologique centrale se trouvent 159 localités, dont 77 dans l'oblast d'Irkoutsk et 82 en Bouriatie.
Même si le lac n'est pas une aire protégée, sa division y ressemble. Dans la zone centrale, différentes activités économiques sont prohibées, telles que l'extraction d'hydrocarbures ou de minerai et la prospection de ceux-ci, la récolte du bois, etc. La pollution chimique est interdite dans la zone centrale et limitée dans le reste du territoire. La création de nouvelles installations économiques ou la reconstruction de celles-ci sont interdites sans conclusion positive de l'évaluation environnementale d'État avec la documentation adéquate,.
La protection du lac Baïkal relève de la responsabilité de la Commission pour la protection du lac Baïkal du gouvernement fédéral, qui concerte les gouvernements de l'oblast d'Irkoutsk, de la Bouriatie et du kraï de Transbaïkalie avec le gouvernement fédéral. Le ministère des Ressources naturelles et de l'Environnement de la fédération de Russie est chargé de superviser la protection de la zone UNESCO, et l'office du procureur fédéral est chargé de la protection du point de vue de la loi.

### Réseau d'aires protégées de Baïkalie

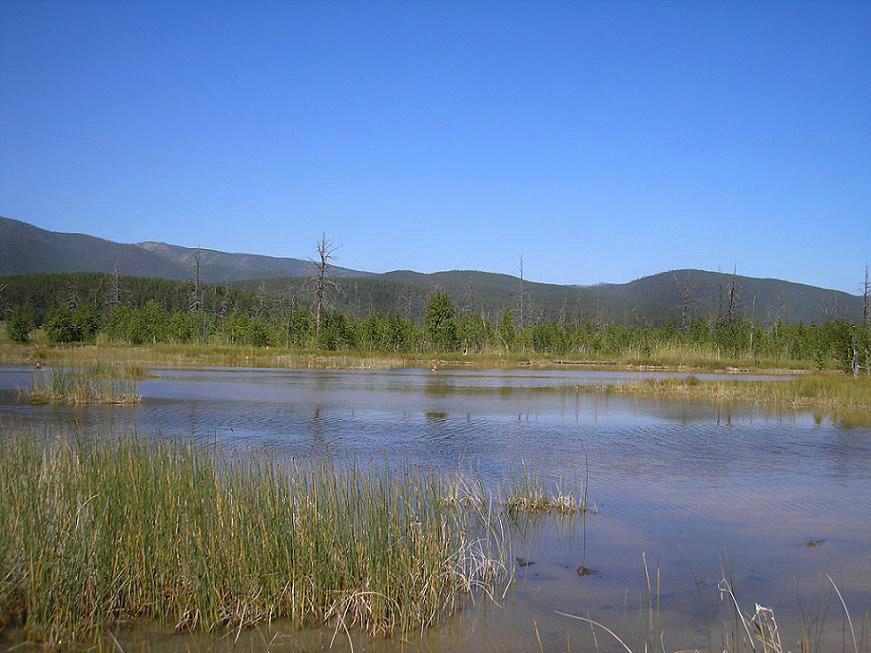
Marais de Koula, monument naturel près du golfe de Tchivyrkouï.

Le territoire naturel du lac Baïkal comprend en 2018 23 aires protégées, dont 12 aires directement adjacentes au lac Baïkal, ainsi que plus de 400 monuments naturels.

De nombreuses aires protégées ont ainsi été créées autour du lac. La plus grande est la réserve naturelle Baïkal-Léna, d'une superficie de 6 600 km2 au nord-ouest du lac dans l'oblast d'Irkoutsk, qui fut établi en 1986. La Léna prend sa source dans la réserve, et tous les paysages de la région septentrionale de Baïkalie y sont représentés, des steppes par la taïga aux toundra et prairies alpines. La réserve naturelle du Baïkal, créée en 1969, s'étend sur 1 657 km2 dans la partie centrale des monts Khamar-Daban en Bouriatie sur le rivage sud du lac. La réserve naturelle de Bargouzine aussi en Bouriatie se situe à l'est du lac sur 3 740 km2. Elle fut créée en 1916 pour préserver et restaurer la population de zibelines, largement chassée pour la fourrure, faisant d'elle la plus vieille réserve de Russie. Enfin, la réserve naturelle de Djerguine s'étale sur 2 380 km2 au nord-est du lac en Bouriatie. Créée en 1992, elle couvre de vastes espaces montagneux tels que les monts Bargouzine, avec de nombreux lacs alpins.

Paysage des réserves :
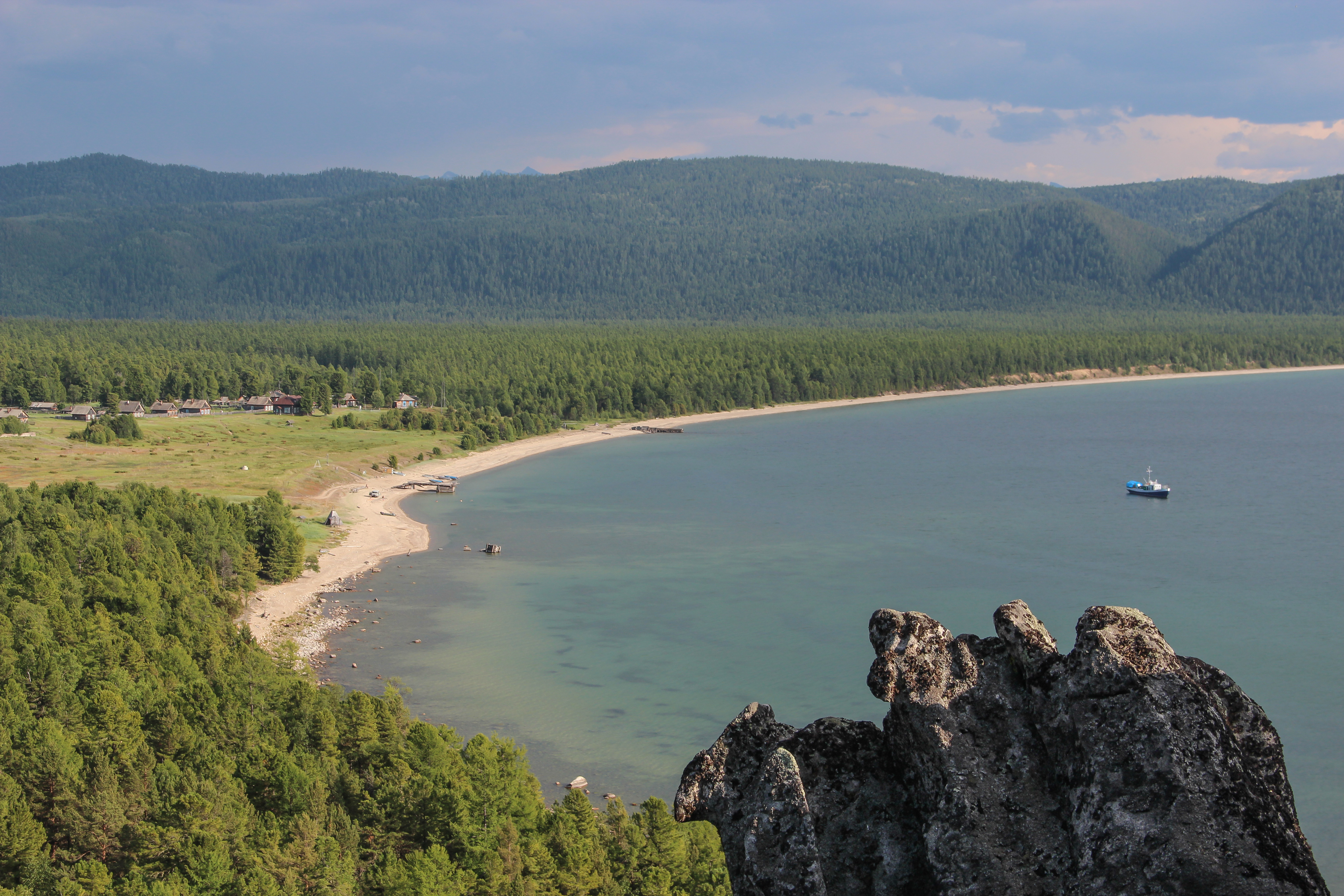
Village de Davcha dans la réserve naturelle de la Bargouzine, plus ancienne réserve de Russie.
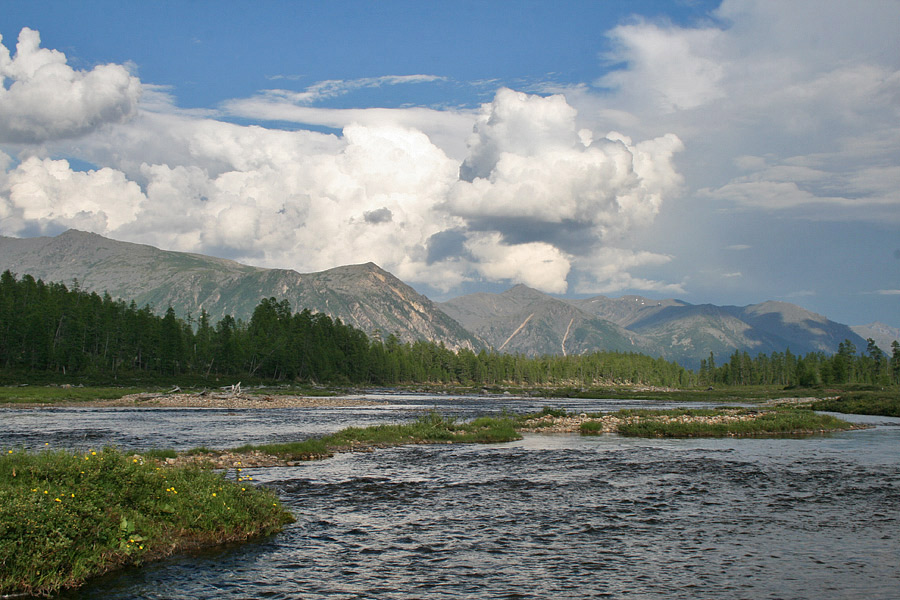
Rivière Bargouzine, réserve naturelle de Djerguine.
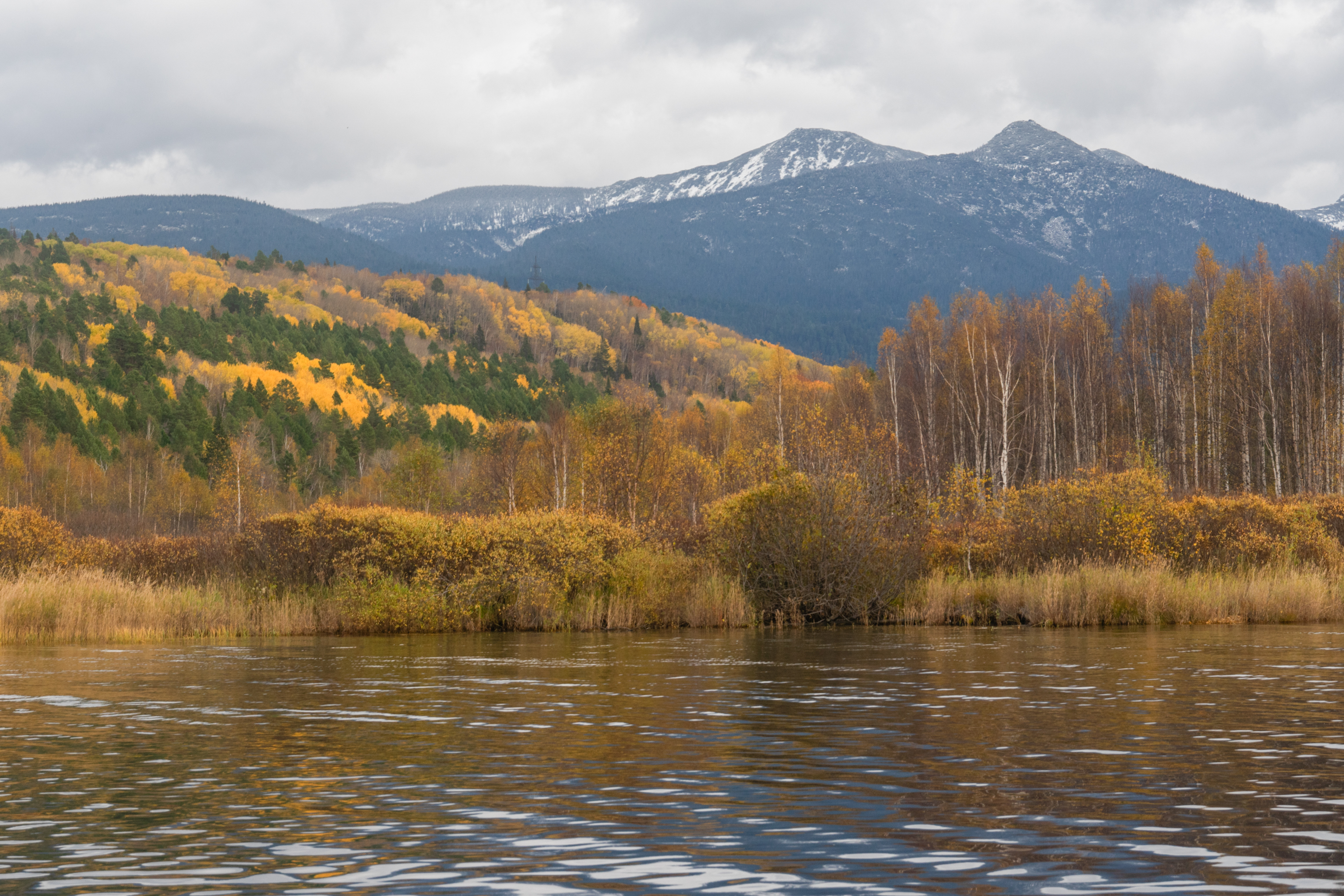
Rivière Pereïemnaïa, réserve naturelle du Baïkal.
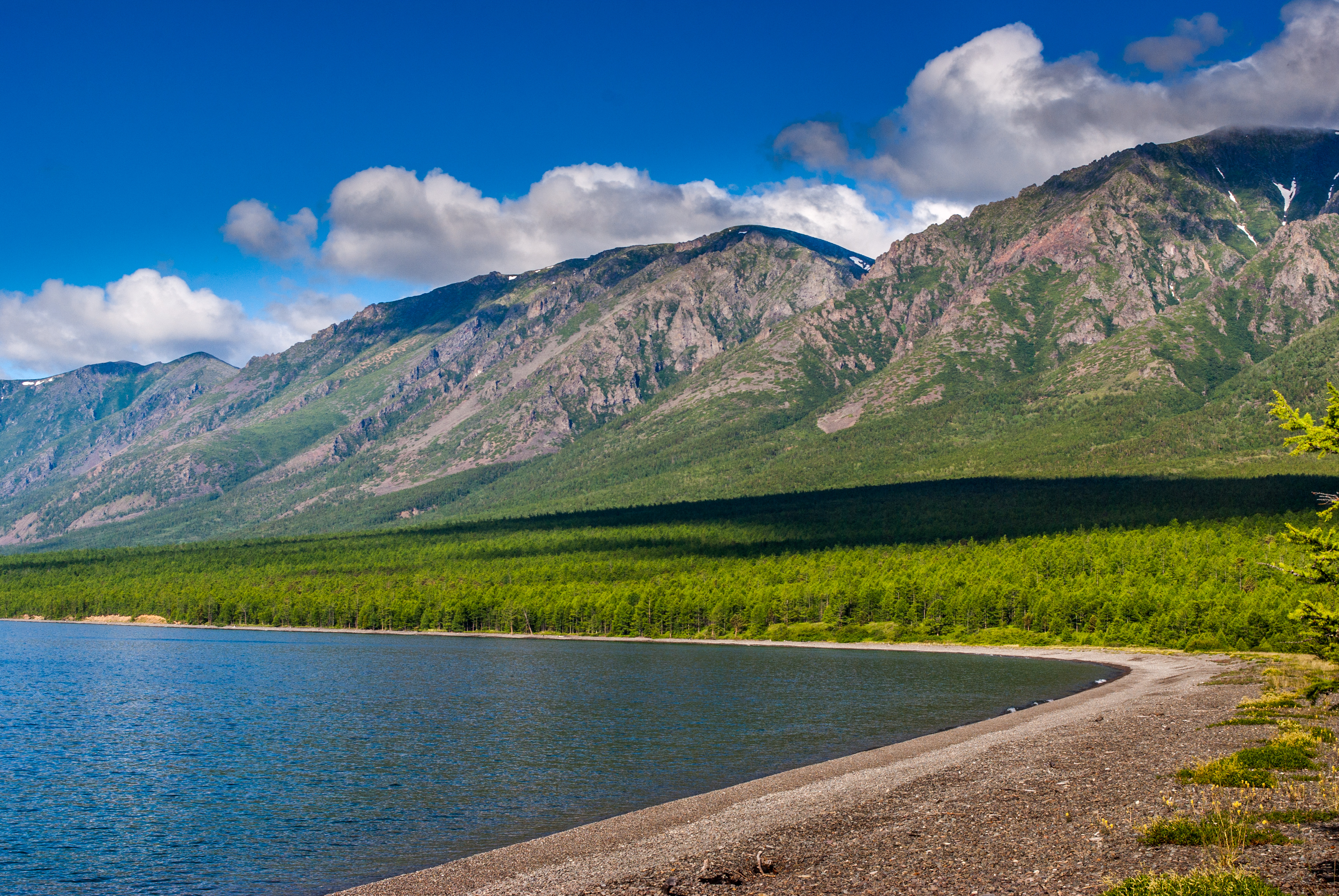
Rivage montagneux du lac, réserve naturelle Baïkal-Léna.

À ces réserves s'ajoutent les trois parcs nationaux de Baïkalie. Le plus ancien est le parc national du Baïkal créé en février 1986 sur une superficie de 4 173 km2. Il s'étend sur près de 500 km de côtes, du village de Koultouk au sud au cap Kotcherikovski au nord, faisant de lui le plus long de Russie en englobant presque toute la côte occidentale, île d'Olkhon comprise. Peu après en septembre 1986 fut fondé le parc national Transbaïkal en Bouriatie dans le raïon de Bargouzine. Couvrant un territoire de 2 690 km2, il s'étend, sur le rivage oriental, sur la presqu'île Sviatoï Nos, les îles Ouchkani et sur la partie méridionale des monts Bargouzine entre autres. Le dernier parc à s'ajouter est le parc national de la Tounka, non pas situé sur le rivage du lac, mais dans la vallée de la Tounka, une partie du rift Baïkal entre le Saïan oriental et les monts Khamar-Daban. Il s'étend lui sur 11 836 km2 et fut fondé en 1992. Malgré sa distance avec le lac, il fait partie du site du patrimoine mondial du lac Baïkal.

Parcs nationaux de Baïkalie :
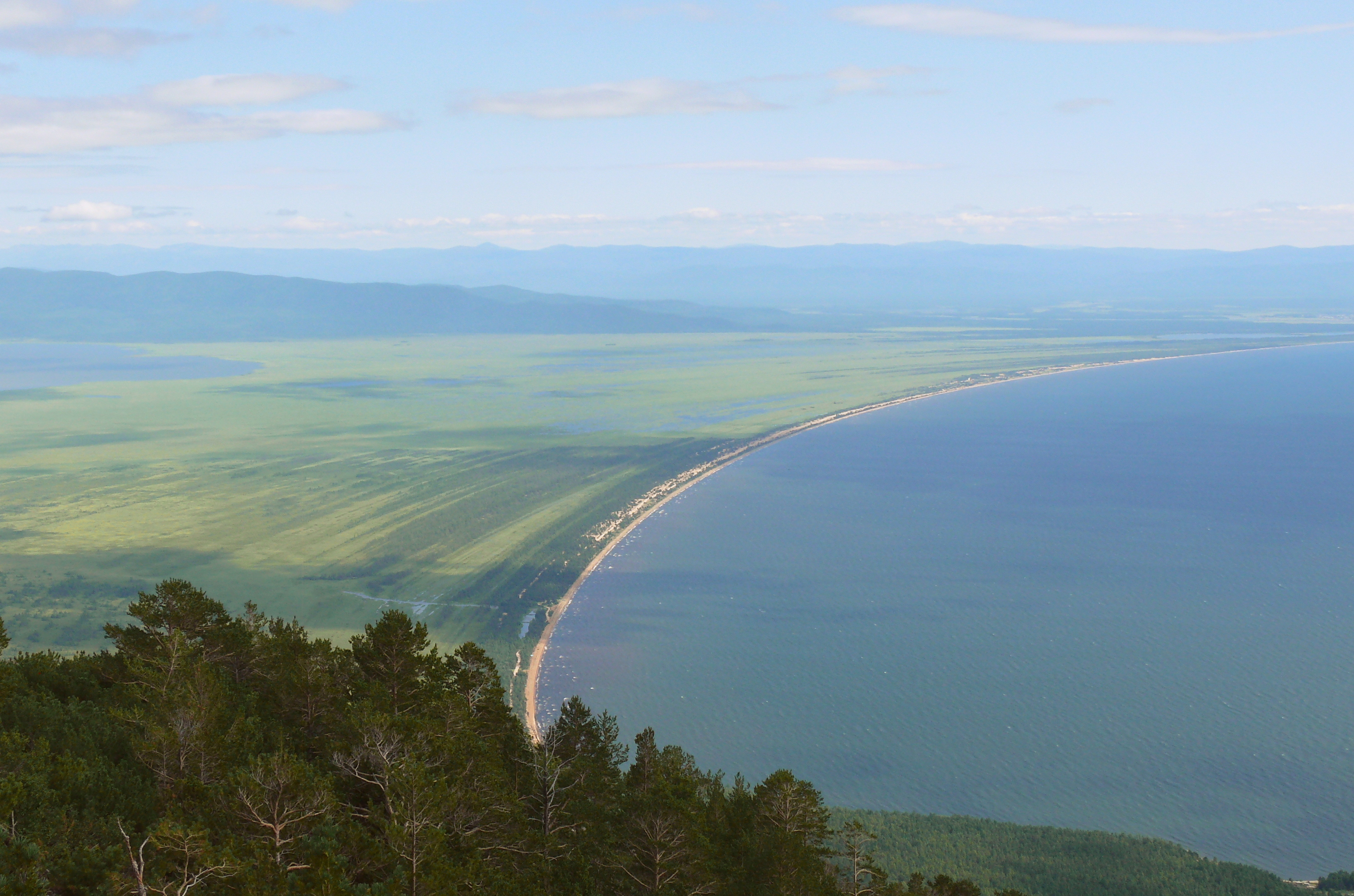
Rivage du golfe de Bargouzine, parc national Transbaïkal.
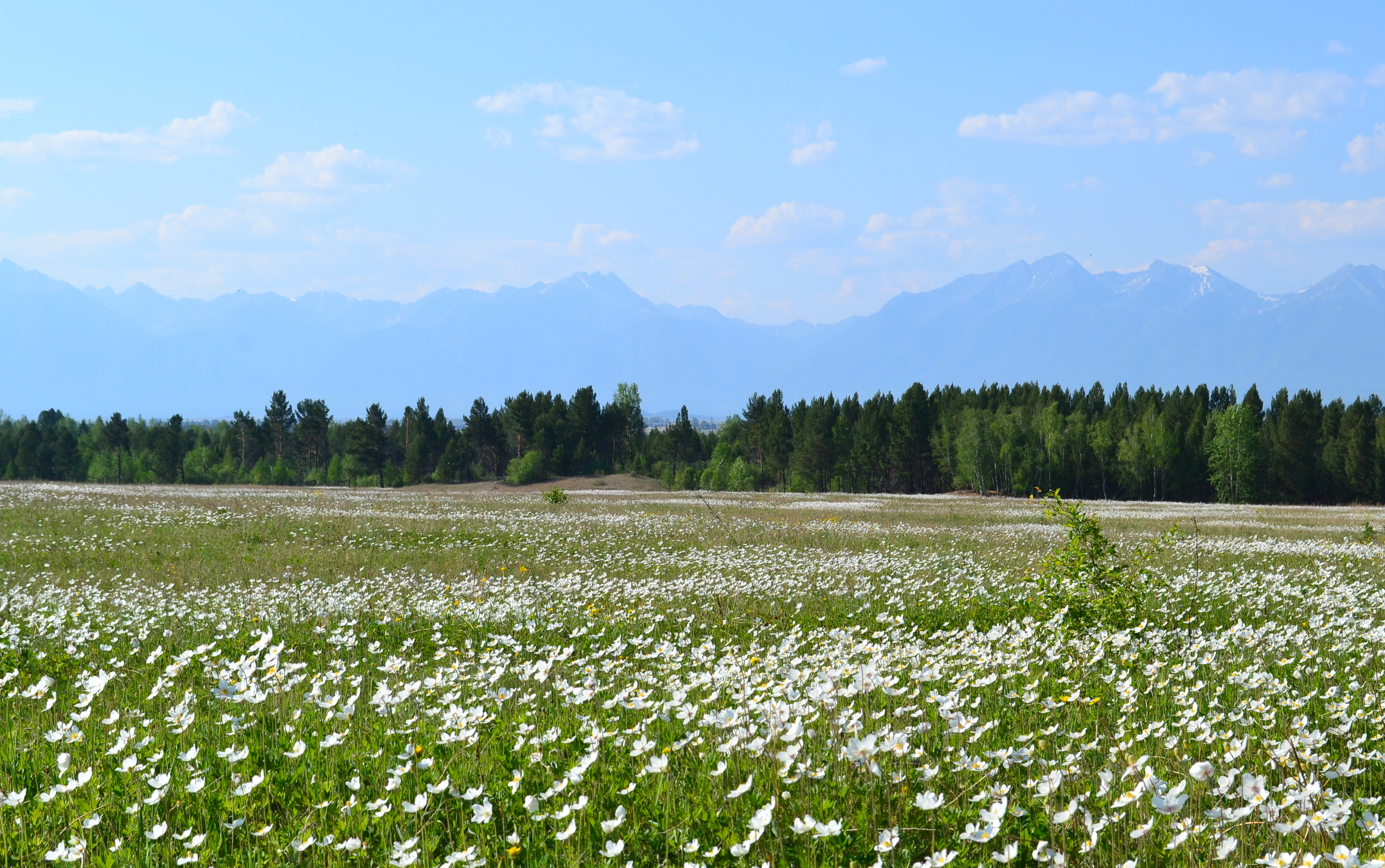
Vallée de la Tounka, parc national de la Tounka.
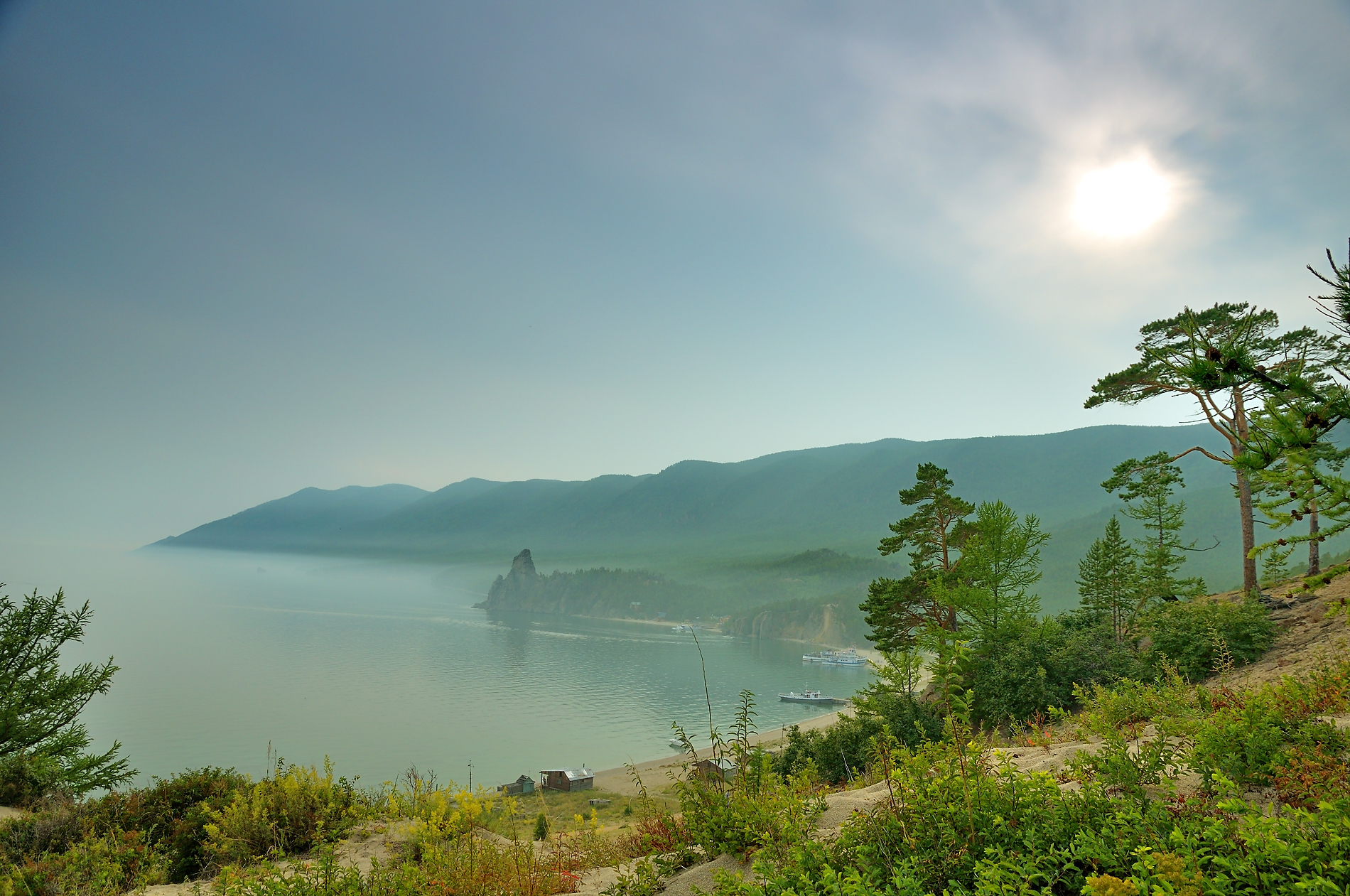
Baie Pestchanaïa, parc national du Baïkal.

### Pollutions, risques, et impact humain

#### Incendies

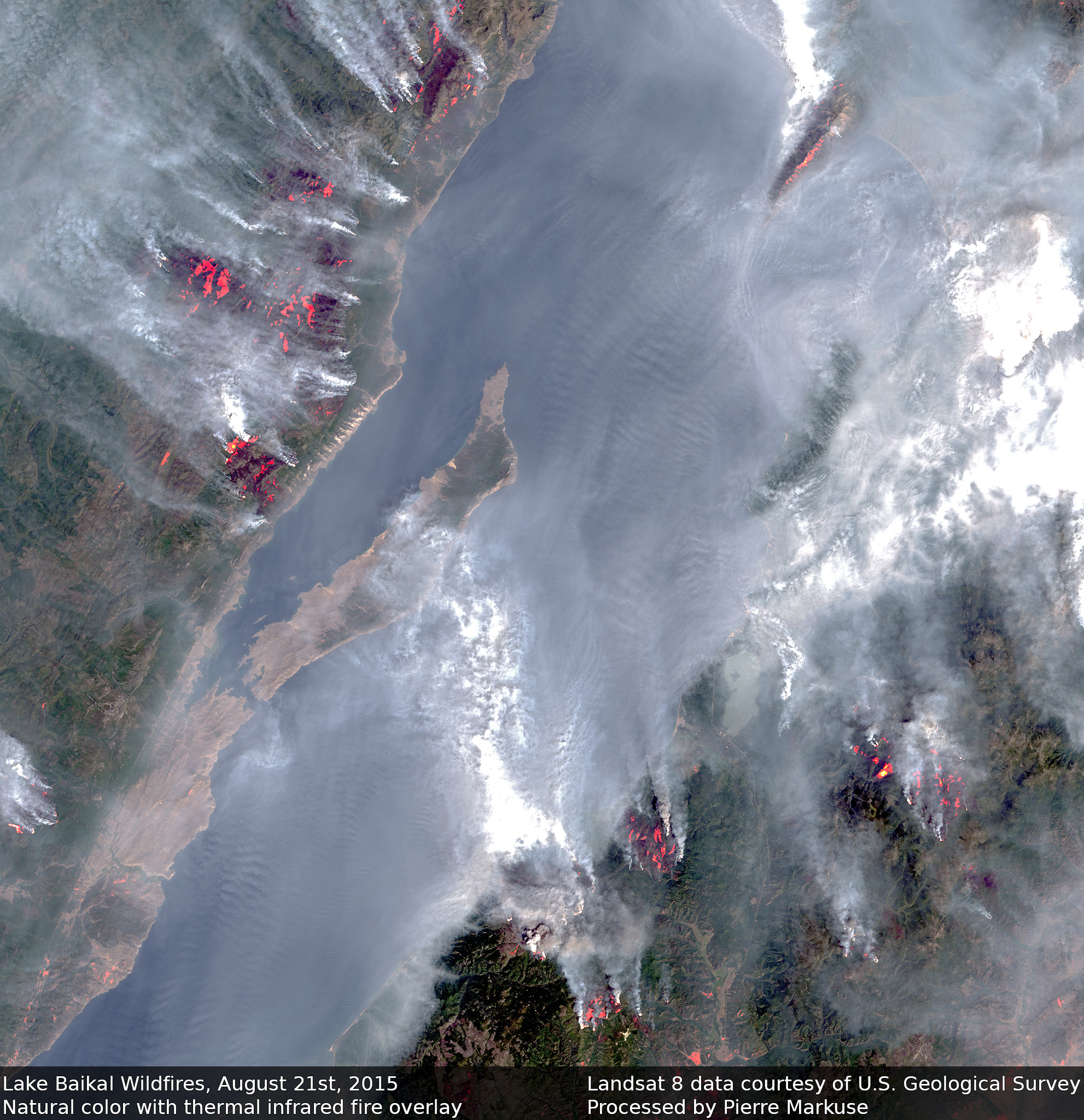
Vue satellite des nombreux feux de forêts autour du bassin central le 1er août 2016.

Des feux de forêts se produisent dans la taïga autour du lac, avec des traces de 56 incendies dans les forêts entre 1669 et 2003. L'intervalle moyen entre deux incendies varie de 11 à 20 ans, mais cet intervalle a augmenté avec le réchauffement climatique. Au XVIIIe siècle, 19,25 ans en moyenne séparaient deux incendies, contre 11,75 ans au XXe siècle. Les feux de forêts en Sibérie orientale, y compris en Baïkalie, ont tendance à être de plus en plus nombreux et de brûler de plus en plus d'hectares. Les incendies sont causés par les brûlages agricoles et les orages, et ces incendies, en plus de provoquer des pollutions par la fumée, changent la géochimie des sols et diminuent la qualité de l'eau. Pour la seule année 2015, 38 incendies ont touché le seul parc national du Baïkal, touchant plus de 34 000 ha.

#### Activités humaines
La région a été touchée par les grandes déforestations de la période soviétique, jusqu'en 1991, ainsi que par les développements industriels. Les terres arables et le développement de l'élevage bovin se sont produits, avec une extension de terres arables culminant à 877 000 ha dans la région du lac en 1975. La création de la centrale hydroélectrique d'Irkoutsk sur la rivière Angara a légèrement augmenté le niveau du lac lors de sa construction dans les années 1950. De plus, deux usines de pâtes à papier ont été ouvertes en 1959 autour du lac, et la magistrale Baïkal-Amour a été construite à partir de 1975. Encore aujourd'hui, la déforestation continue, avec une diminution de 12 % de la superficie forestière entre 2013 et 2018 dans la région du lac.

#### Pollution de l'eau
Chaque année se développe dans certaines zones localisées du lac la spirogyre, notamment dans la zone de Koultouk-Slioudianka et sur la côte occidentale. Cette algue se développe dans les eaux à forte teneur en nitrates et en phospates, composés chimiques rentrant dans le lac par les rejets d'eaux usées. Les zones d'eutrophisation, où la pollution de l'eau est la plus importante, s'observent généralement dans la zone côtière près des principales villes, telles que Listivianka, Baïkalsk, Severobaïklask et Slioudianka, ainsi que dans les baies. Cela s'explique par les fonctionnements insatisfaisants des stations d'épuration, de l'activité touristique en augmentation, du trafic maritime en augmentation, et des activités industrielles, agricoles et de transports sur le pourtour du lac. Avec le réchauffement climatique, la qualité physico-chimique de l'eau s'est également détériorée dans le sud du lac de manière générale et dans sa zone pélagique. De plus, la Selenga, le principal affluent du lac, est polluée dans son bassin en Mongolie par les activités agricoles, industrielles et minières.
Ces dernières décennies, des pollutions microbiologiques et hydro-chimiques ont été enregistrés, notamment aux embouchures des plus grands affluents et près des grandes localités. La présence de l'entérocoque et d'Escherichia coli ont ainsi été observées dans ces zones du lac. Plus récemment, la pollution plastique est devenue un problème d'ampleur avec la concentration de microplastiques. Les espèces d'algues envahissantes prospèrent dans le lac à partir de centaines de tonnes de déchets liquides, notamment de carburant et d'excréments, régulièrement déversés dans le lac par les sites touristiques, et jusqu'à 25 000 tonnes de déchets liquides sont délestées illégalement chaque année par les navires locaux.

### Mouvement environnemental russe
Le lac Baïkal revêt d'un attachement très particulier pour les Russes, représentant la beauté naturelle de ce qu'il considère leur mère patrie. C'est ici qu'au milieu des années 1960 est né le mouvement environnemental russe, qui perdure aujourd'hui dans la région. Des manifestations avaient ainsi eu lieu entre autres en 2006 contre un oléoduc longeant la rive nord du lac, contraignant Vladimir Poutine à demander de retracer le parcours du pipeline.
En 2019, des manifestations se sont produites contre un projet d'usine chinoise à Koultouk pour mettre de l'eau du Baïkal en bouteilles. Non seulement néfaste pour l'environnement en pompant l'eau, l'usine aurait dû être construite sur le marais de Talpvskoïe. Plus d'un million de personnes ont signé une pétition pour en arrêter la construction en 2019, et le tribunal a ensuite annulé le permis et ordonné la démolition de l'usine. Cet évènement illustre l'inquiétude des Sibériens sur l'exportation des ressources du lac, la population préférant que les bénéfices de la vente d'eau permettent la préservation du lac et le soutien à la population locale, au lieu d'en faire bénéficier des entreprises étrangères.

### Lutte contre le surtourisme et ses conséquences

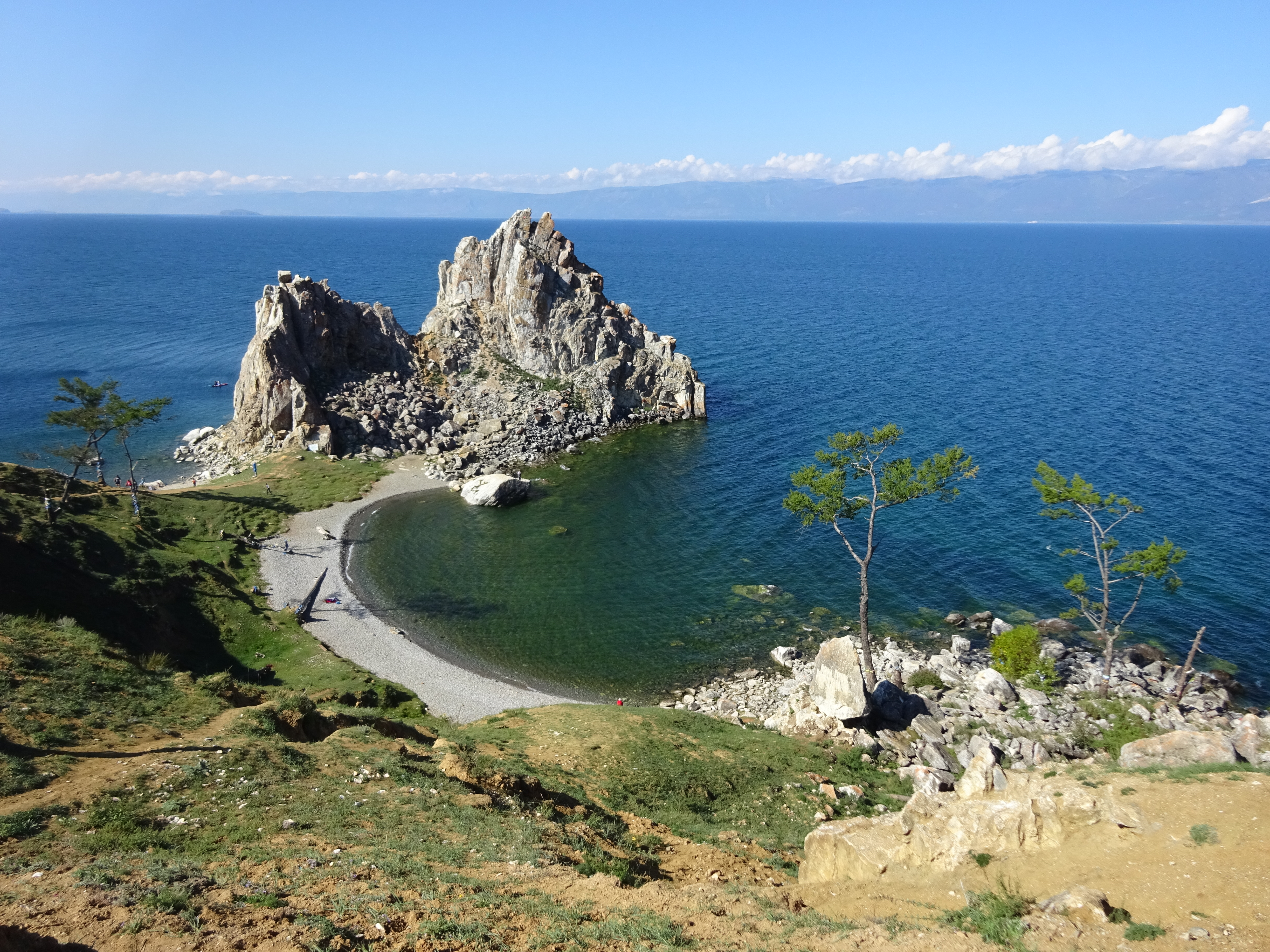
La Roche de Chaman du cap Bourkhan à Olkhon, un site sacré des Bouriates menacé par le surtourisme.

L’affluence d’autant de touristes est une opportunité économique, amenant des revenus nécessaires aux régions encore sous-développées autour du lac. Mais les conséquences sont mitigées pour les communautés bouriates, qui voient désormais leurs sites cultures comme la roche de Chaman victimes du surtourisme, et qui doivent pour certaines familles quitter la zone en raison de l’augmentation du prix du foncier de la région. Cependant, le tourisme permet aussi de faire connaître leur culture et de sensibiliser leur histoire aux touristes étrangers, permettant une meilleure représentation de la communauté.

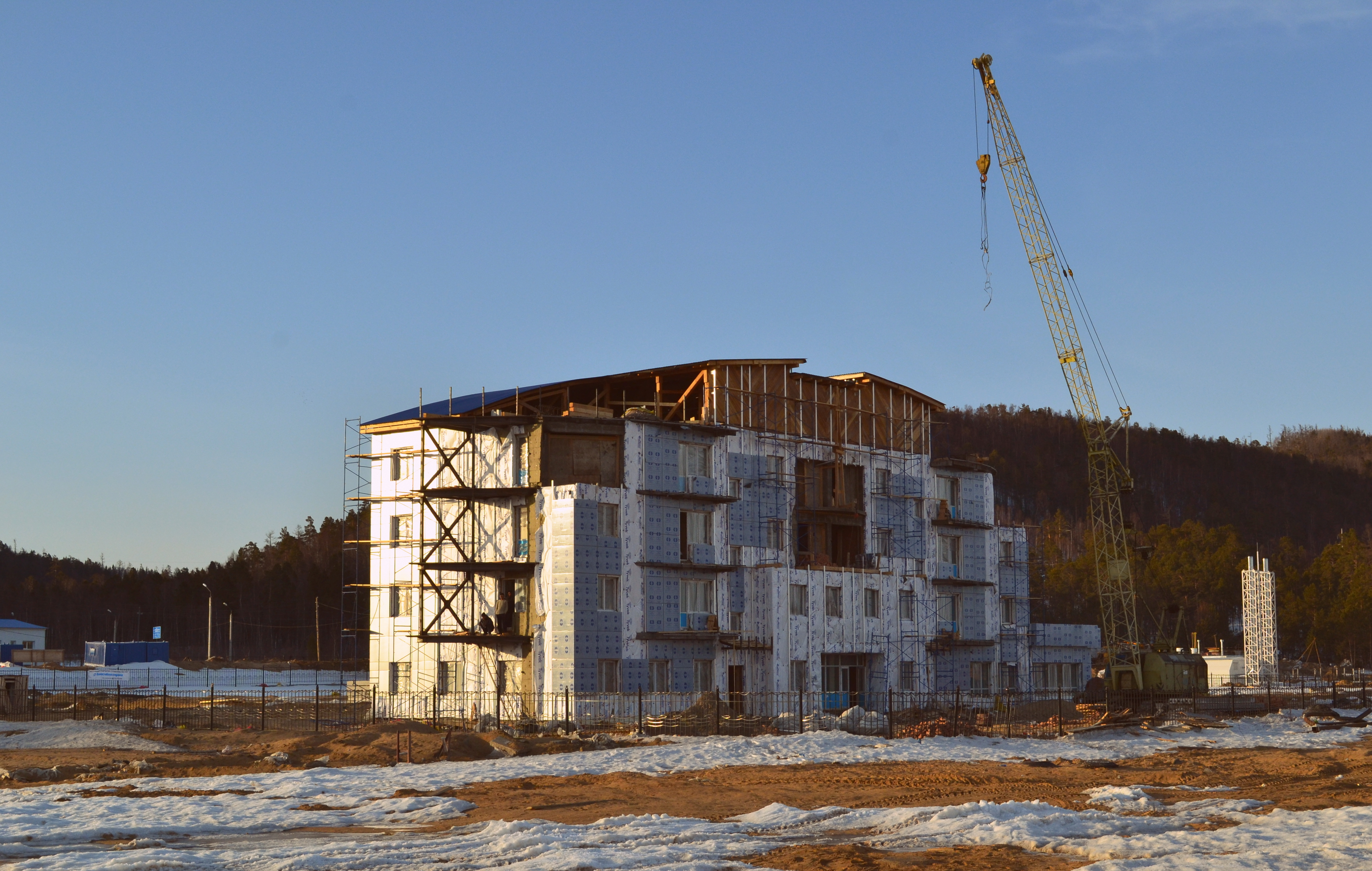
Construction d'un hôtel à Baïkalskaïa Gavan dans le raïon Baïkalien.

Le tourisme entraîne le développement du secteur de la construction, mais aussi de nombreuses violations à la loi. Depuis les années 2000, des fonctionnaires du raïon d'Olkhon auraient vendu, privatisé ou loué illégalement des terres jusqu'alors partie du parc national du Baïkal. Cela a pu se produire en raison de la délimitation imprécise des frontières du parc, du manque de financement de gouvernement fédéral et de l'inaction des autorités régulatrices. En général, la région d'Olkhon et de la Petite Mer sont les principales victimes de ces violations. En 2018, l'office du procureur environnemental du Baïkal a été mis en place afin de lutter contre les malversations commises, et les premières décisions furent la confiscation de parcelles et la démolition des bâtiments construits illégalement .

Un problème similaire se produit à Listvianka, un des principaux centres touristiques de la région. Des hôtels illégaux ont été érigés dans de nombreux lieux grâce à la corruption et le manque de vigilance des autorités, en évitant toute régulation environnementale. Ici aussi, le prix du marché immobilier a drastiquement augmenté, faisant fuir la population locale. En 2020, le procureur régional de l'oblast d'Irkoutsk a lancé une vaste opération contre la construction illégale, fermant de grands hôtels enregistrés comme des maisons privées pour contourner la loi. Mais les destructions de bâtiments construits illégalement restent eux faibles.

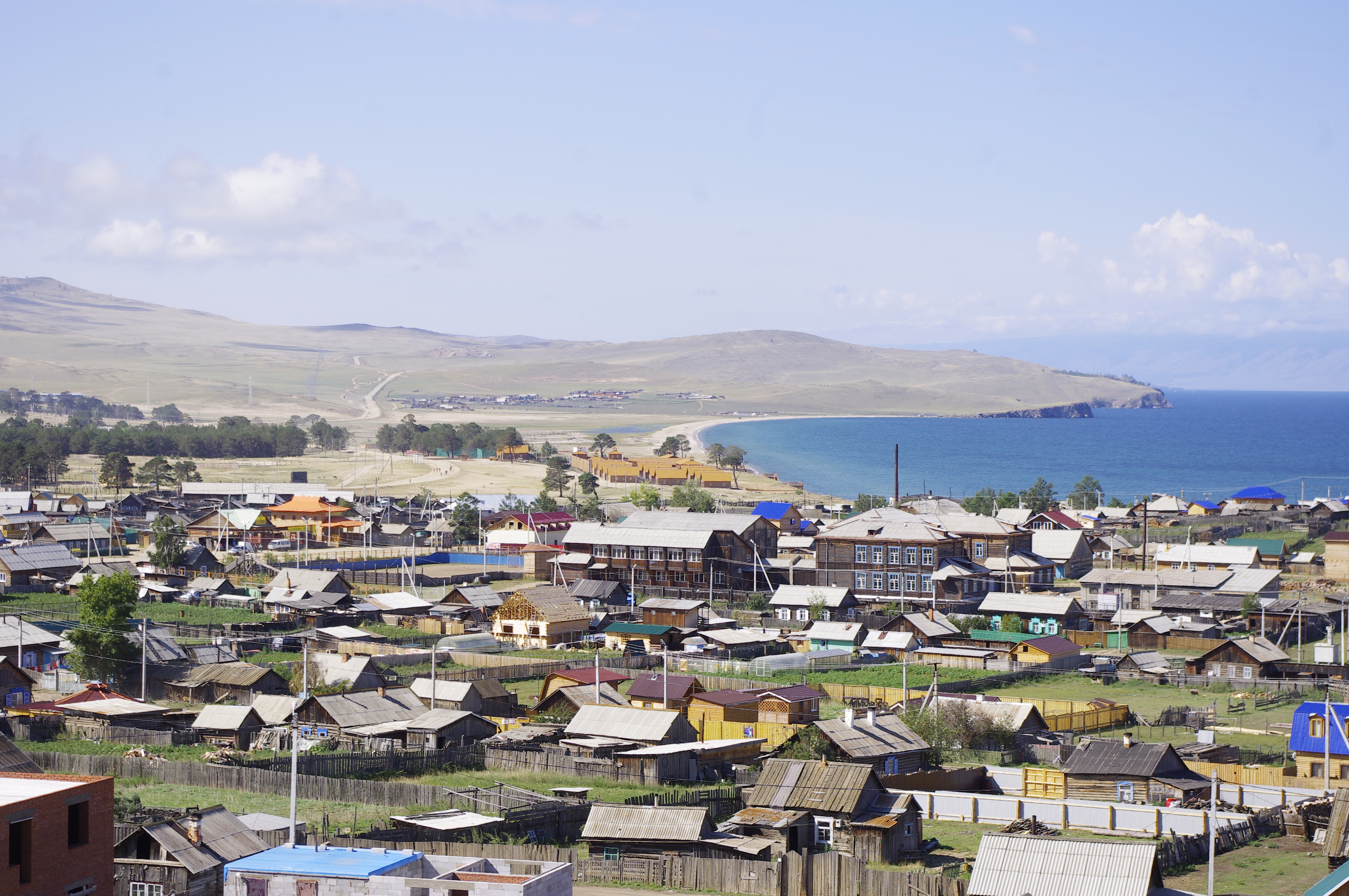
Khoujir est l'une des principales destinations touristiques du lac, avec un étalement urbain prononcé.

Même si Vladimir Poutine a déclaré en 2017 que la préservation du lac était une priorité du gouvernement russe, le gouvernement fédéral semble prioriser le tourisme sur la préservation du lac. La banque détenue par le gouvernement Sberbank, plus grande banque russe, a ainsi annoncé un plan d'investissement dans la construction d'hôtels autour du lac pour attirer trois millions de touristes supplémentaires entre 2021 et 2024. Toutefois, la situation au sein même des communautés ne recueille pas qu'un avis. Une part non-négligeable de la population, qui inclut les propriétaires d'entreprises, ne veut pas de régulations supplémentaires qui mettraient en danger leurs activités et ainsi leurs revenus dans des territoires pauvres. Ainsi en 2019, de nombreux habitants de Khoujir, chef-lieu d'Olkhon, ont manifesté pour que le village ne soit pas inclus dans le territoire du parc national du Baïkal, ce qui entraînerait des régulations bien plus strictes en termes de construction.

## Dans la culture

### Patrimoine culturel

#### Patrimoine matériel

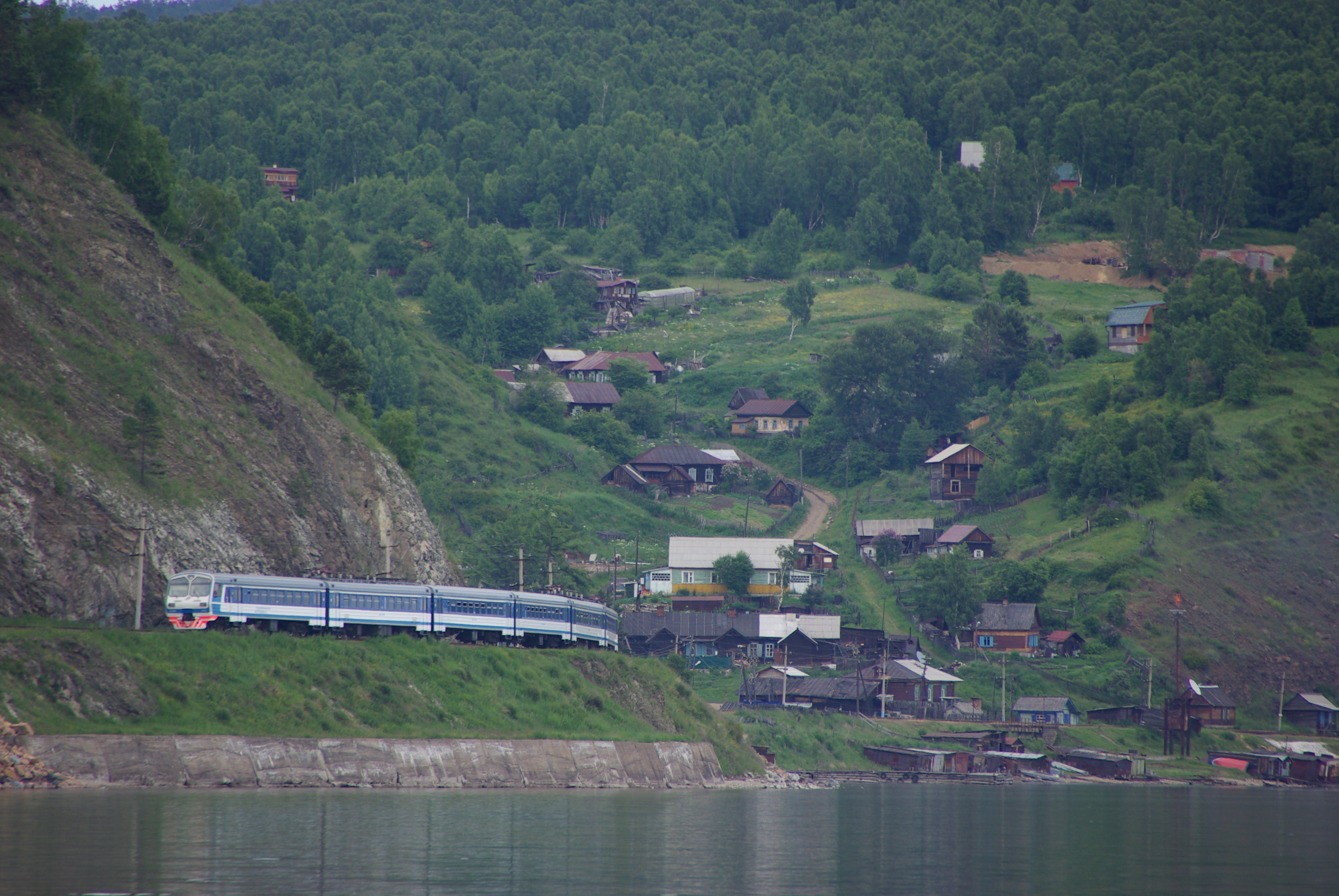
Train touristique circumbaïkalien près du village de Port Baïkal.

Parmi les sites culturels entourant le lac figure le musée du Baïkal de l'Institut limnologique d'Irkoutsk, musée situé à Listvianka. Seul musée de Russie portée sur un lac, il présente des expositions sur l'origine, l'écosytème et la recherche du lac. Plus de 16 000 objets se trouvent dans ses fonds, auxquels s'ajoutent les onze aquariums du musée présentant la faune locale. Le chemin de fer Circum-Baïkal, entre Koultouk et Port Baïkal, ne fait aujourd'hui plus partie de la ligne transsibérienne à la suite d'un contournement mis en service à cause de la création du barrage d'Irkoutsk. La section de la ligne est ainsi devenue une réserve architecturale et paysagère, par ses nombreux ouvrages d'art desservant de petits villages à flanc de falaises. Ce bien culturel est devenu ainsi une attraction touristique pour les nombreux visiteurs.

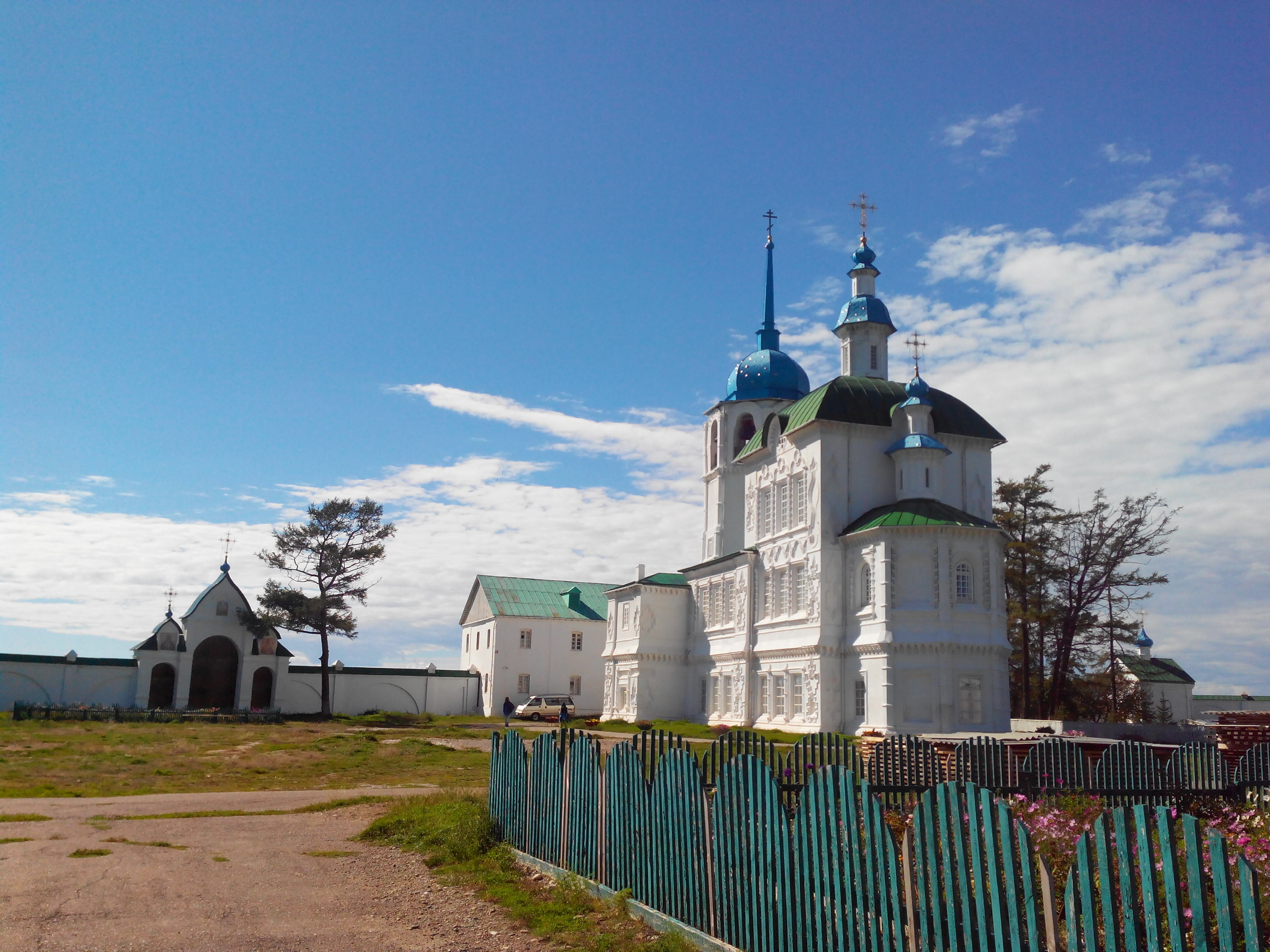
Cathédrale de la Transfiguration-du-Sauveur, érigée en 1774, est un exemple de baroque sibérien.

Au cours de la colonisation, les Russes érigèrent un certain nombre de monuments culturels, tels que des édifices religieux. Des 85 localités bordant le lac, ses rives recensent 14 églises ainsi qu'un monastère. Le plus important édifice religieux de ses rives est sans doute le monastère de la Transiguration-du-Sauveur de Possolkoïe (raïon de Kabansk), un des plus vieux sites religieux de Transbaïkalie, fondé en 1682. Sa cathédrale de 1774 est un exemple flagrant de baroque sibérien, qui fut restauré entre 2002 et 2008. Toutefois, la plupart des églises autour du lac Baïkal sont bien plus récentes, souvent même des années 2000 après la chute de l'URSS, et sont construites en bois. Une des plus vieilles églises est celle de Saint-Nicolas-le-Thaumaturge de Listvianka, construite en 1848 par un riche marchand de la région. Les autres églises autour du lac sont situées à Bolchié Koty, Bolchoïe Goloustnoïe, à la baie de Kourma, sur l'île d'Olkhon, à Severobaïkalsk, à Oust-Bargouzine, à Babouchkine, à Baïkalsk, à Slioudianka, à Koultouk, à Staraïa Angassolka et à Port Baïkal.

#### Patrimoine immatériel
La cuisine traditionnelle baïkalienne, à l'origine bouriate et adoptée par les colons russes, se base sur les nombreuses ressources halieutiques du lac, que ce soit le corégone, l'esturgeon, l'omble ou l'omoul. Si l'omoul fait partie de très nombreuses recettes à lui tout seul, la soupe du poisson local utilise les différents poissons présents. La recette traditionnelle qui utilise l'omoul est l'omoul sur tiges, où le poisson est cuit à la chaleur des braises, enfilé sur des tiges de bois. D'autres plats typiques sont la stroganina, composée de longues et fines tranches de poisson cru, et la raskolka, du poisson cru congelé. La cuisine baïkalienne peut ensuite se diviser entre celle bouriate, comme le buuz composé de différentes viandes hachées, et la cuisine russe transbaïkalienne, avec ses boulettes de viande ou de poissons.
La toponymie reflète les populations autochtones de la région. Ainsi les toponymes evenks se retrouvent sur les côtes nord du lac Baïkal, où ils vivent encore en grand nombre.

### Populations autour du lac

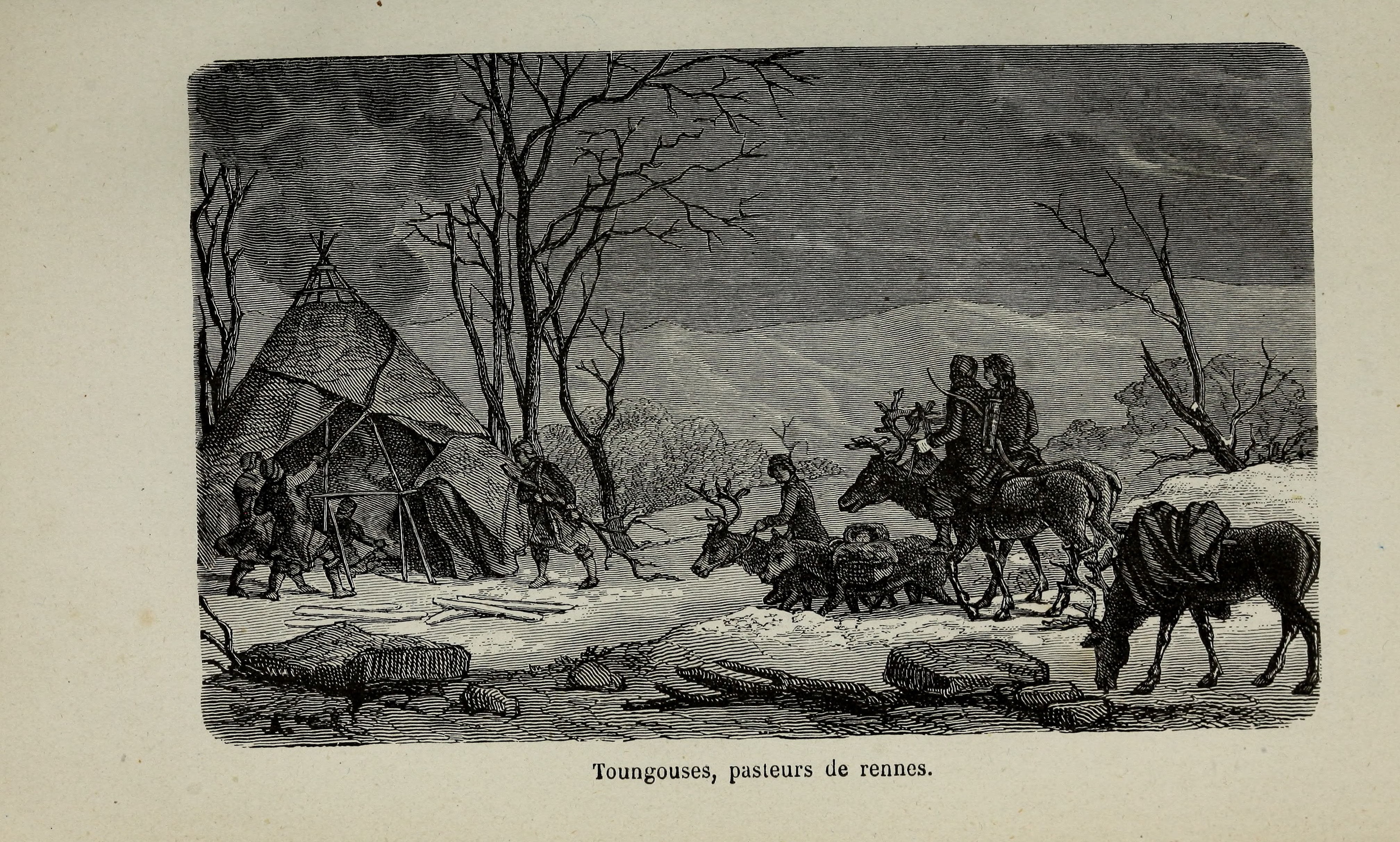
Représentations d'Evenks dans La Sibérie d'après les voyageurs les plus récents de 1868.

Des 4 millions d'habitants qui peuplent la région du lac, les Russes forment la grande majorité de la population, le reste se partageant entre Bouriates et Evenks. Les Evenks, peuple toungouse et l'un des plus anciens de Sibérie orientale, sont les premiers connus de la région, remontant à la culture de Glazkov de l'âge du Bronze. Vivant de manière nomade ou semi-nomade, ils sont réputés comme étant d'excellents chasseurs, et leur génétique reflète le lien avec la culture de Glazkov. La tradition des Evenks interdit de capturer les poissons en période de frai afin d'éviter la surpêche, ainsi que le rejet de déchets dans les lacs et autres plans d'eau.  Les Mongols se sont installés dans la région aux Xe et XIe siècles, et en se mêlant au peuple turc des Kourikanes, qui peuplaient jusque-là les rives du lac, ils donnèrent naissance aux Bouriates. Les Bouriates se répartissent en plusieurs groupes, avec les Occidentaux peuplant Olkhon, l'Oust-Orda et les rives de l'Irkout et les Orientaux en Bouriatie. Chaque groupe de Bouriates se divisent eux-mêmes en plusieurs groupes avec leurs propres traditions, culturels, dialectes et pratiques religieuses.  
Les premiers russes étaient les Cosaques qui colonisèrent pour la première fois la région au XVIIe siècle. Toutefois, la grande majorité des Russes est arrivée aux XIXe et XXe sièclesa vec l'émigration depuis la Russie européenne de paysans, puis les exilés politiques, les Juifs, les constructeurs du BAM et les travailleurs sous la période soviétique qui s'y sont installés pour les salaires plus élevés en Sibérie. Un autre groupe de Russes est représenté par les Orthodoxes vieux-croyants, qui se sont installés dans les steppes de Bouriatie. 

### Légendes

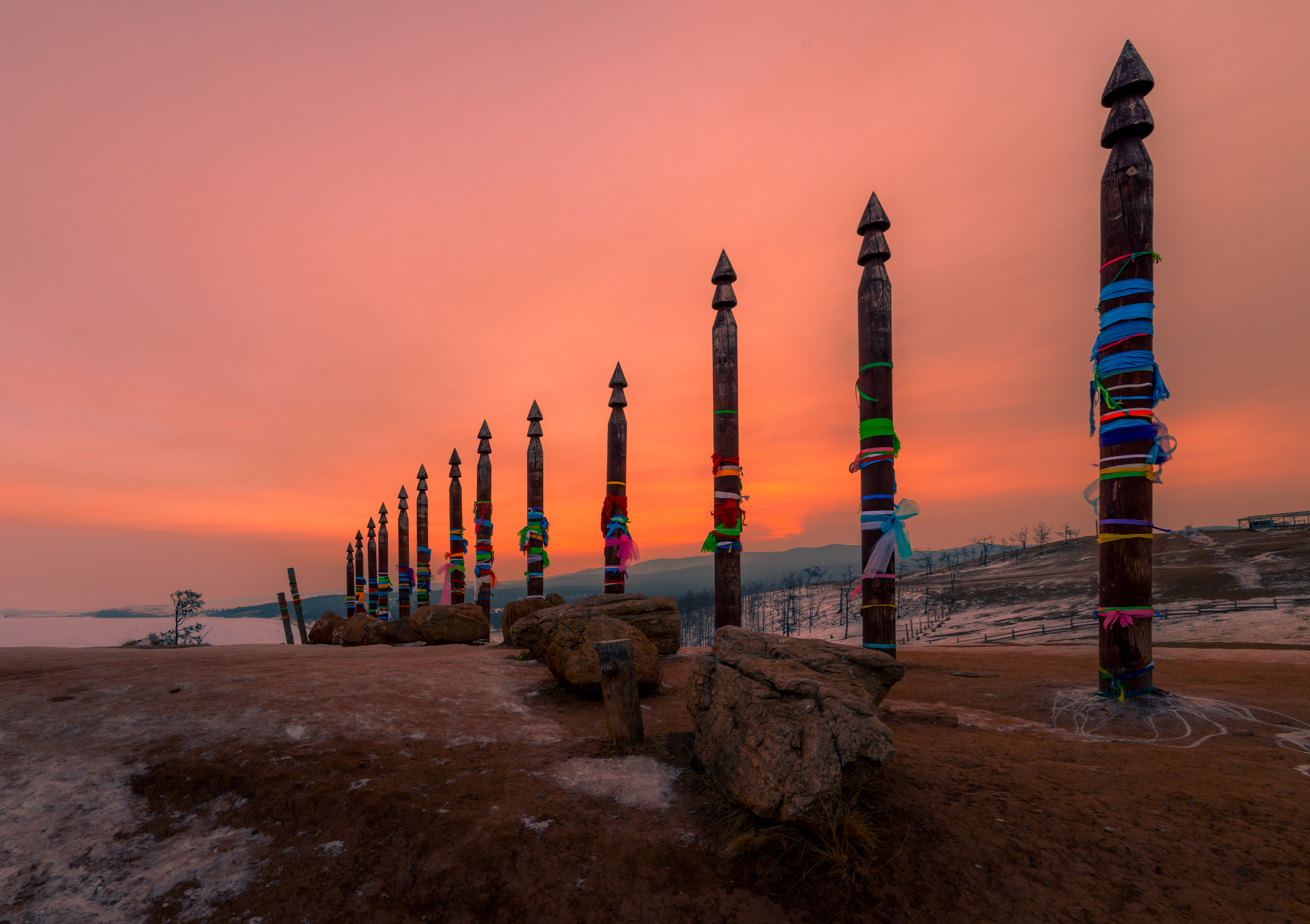
Piliers rituels chamaniques connus sous le nom de serges avec des rubans colorés, avant le lever du soleil sur le cap sacré Bourkhan, île d'Olkhon.

L'origine du Baïkal a été développée dans plusieurs traditions culturelles, notamment dans celles des Bouriates. Dans l'Épopée du roi Gesar, poème épique répandu en Bouriatie, le monde n'était à ses débuts qu'une grande étendue d'eau avec une Déesse qui aurait créé la Terre. Dans l'épopée, le héros, Gesar, aurait été lavé par l'eau de neuf sources pendant trois jours. Ainsi, les Bouriates vénèrent toutes les sources d'eau et les respectent. Le lac Baïkal est l'une des sources d'eau les plus respectées par les Bouriates.
Chez les Bouriates, le lac Baïkal est au centre d'autres légendes et de récits historiques. Selon le Bar-gabator, chronique bouriate, le père fondateur des Bouriates, Oïrats et Mongols aurait été enterré sur l'île d'Olkhon, la plus grande île du lac. Les Bouriates considèrent ainsi comme leur patrie ancestrale et glorifient Olkhon comme en étant au centre de cette patrie. Au Néolithique, d'importantes catastrophes naturelles ont touché la région du lac (éruptions volcaniques, glissements de terrain, coulées de boue, séismes, etc.), et les récits de ces évènements ont passé de génération en génération, créant le fondement du chamanisme bouriate.

### Symbolisme religieux

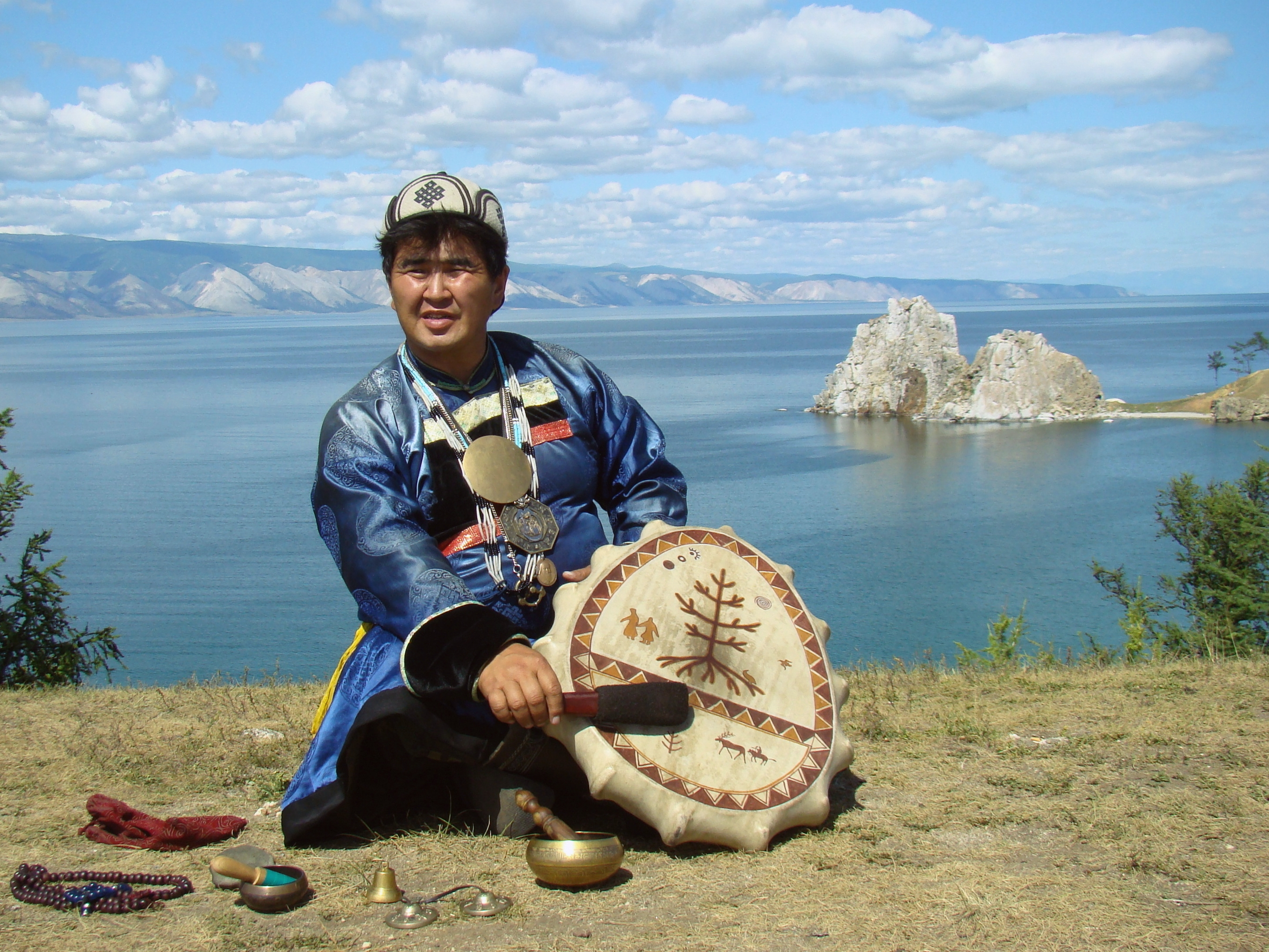
Chef des chamanes de l'île d'Olkhon.

Le lac Baïkal prend place dans les cultures régionales, et donne naissance à ce qui est appelée le « culte du lac Baïkal ». Ce système de croyances et de pratique a créé des rites chez les Bouriates pour vénérer Lusaad, le seigneur de l'eau, avec l'aide de chamans et de lamas. L'Épopée du roi Gesar raconte d'ailleurs les traditions que portent les populations pour maintenir des relations harmonieuses avec l'eau dont ils dépendent. Ainsi, Geser ne veut pas vaincre Lobsogoldoï, une autre divinité de l'eau, afin d'éviter une sécheresse dévastatrice en l'offensant.
Le lac serait selon les Bouriates peuplé par de nombreux esprits et créatures mauvaises ou bonnes, tels que Lusaad-Khan, un dragon, ou Uhan-Ezhin, le diable des eaux. Certains esprits de ces croyances font référence aux caractéristiques du lac. Tuya-Khatun, reine des rayons du soleil et Gerel-Noyon, le roi de la lumière du jour, symbolisent la brillance de la surface de l'eau. Dolion-Khatun, la reine des vagues, évoque les tempêtes qui se produisent sur le lac. Un poisson effrayant, Abarga Zagahan (ce qui veut dire poisson-roi), est considéré comme l'ancêtre et la tsarine de tous les poissons du lac. Des sacrifices étaient autrefois faits à ce poisson.

### Hommage en astronomie
L'astéroïde (2776) Baïkal a été nommé en honneur du lac en 1976 par l'astronome soviétique Nikolaï Tchernykh qui l'a découvert.

### Dans les arts
Dans la littérature, l'un des premiers Russes à le décrire fut l'archiprêtre Avvakoum, auteur de son autobiographie publiée en 1672, où il en parle. Son texte comporte de nombreuses inexactitudes et exagérations, mais il relate les premiers toponymes de la région et décrit la nature du lac. Dans la littérature française, il est représenté par le livre de Sylvain Tesson Dans les forêts de Sibérie, un carnet d'ermitage de l'auteur, qui a vécu six mois de février à juillet 2010 dans une cabane sur la côte nord-ouest lac. 

Représentations du lac :
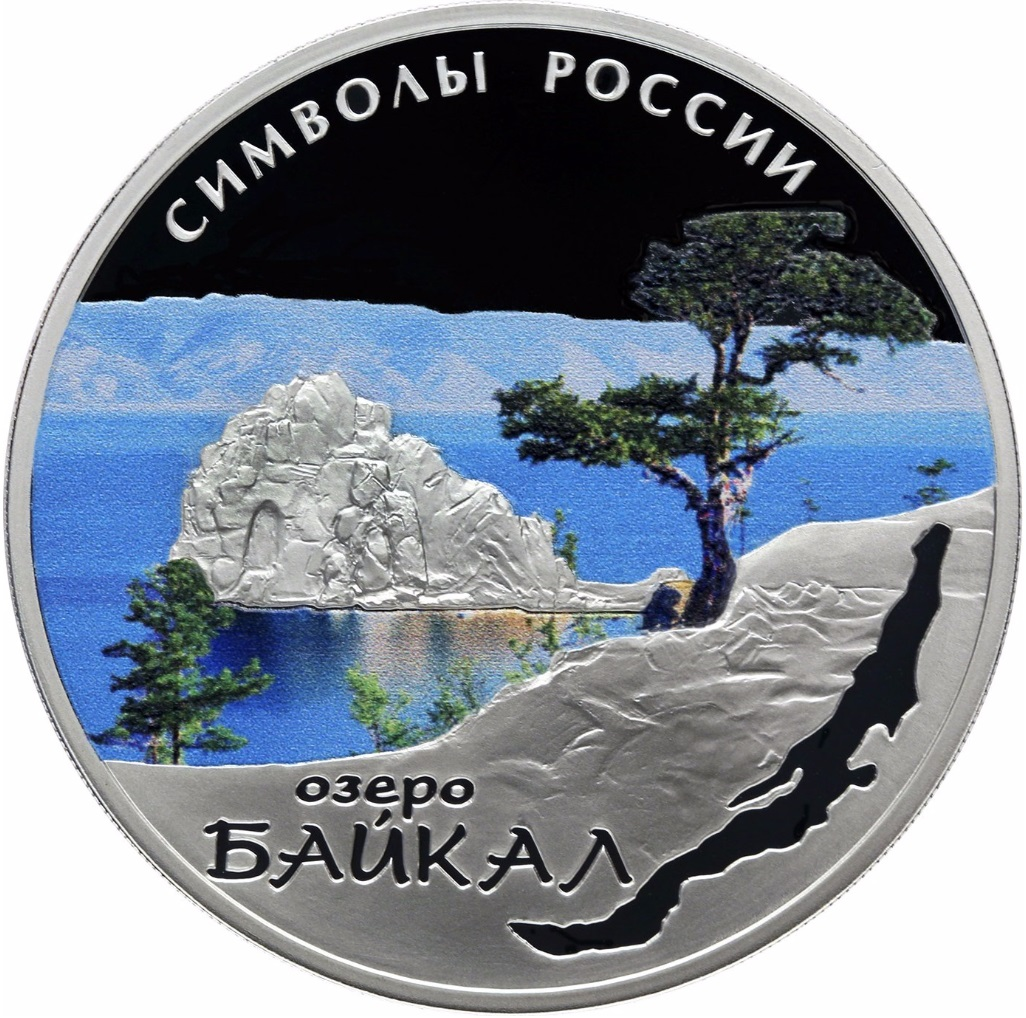
Pièce commémorative de 2015.
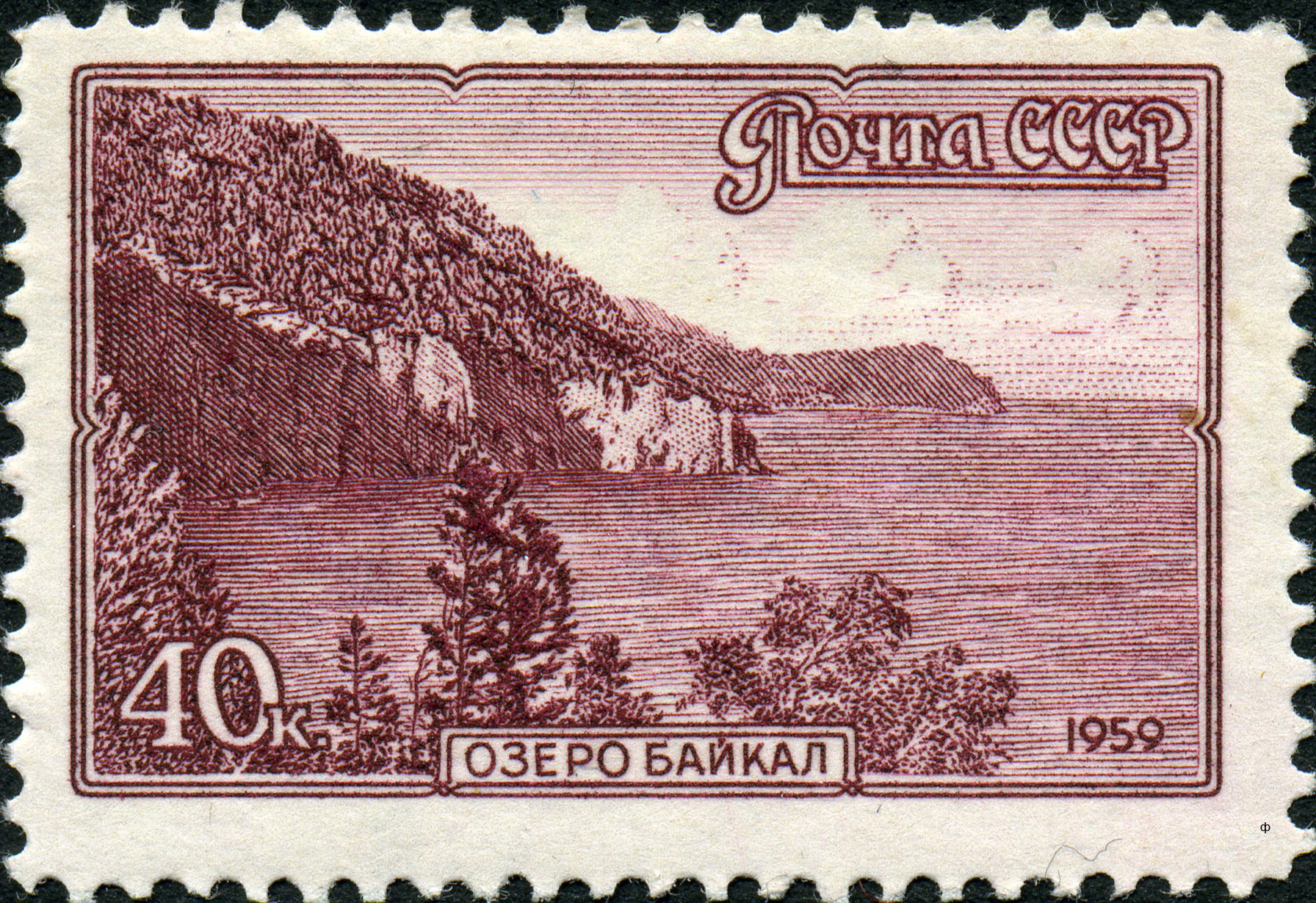
Timbre soviétique du lac de 1959..
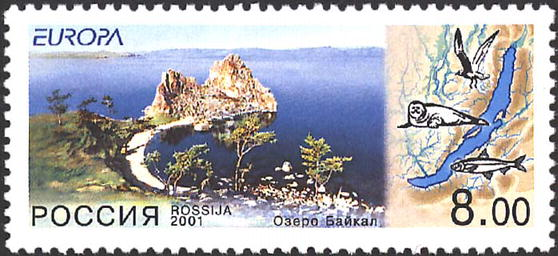
Timbre de la collection Europa 2000 émis en 2001.
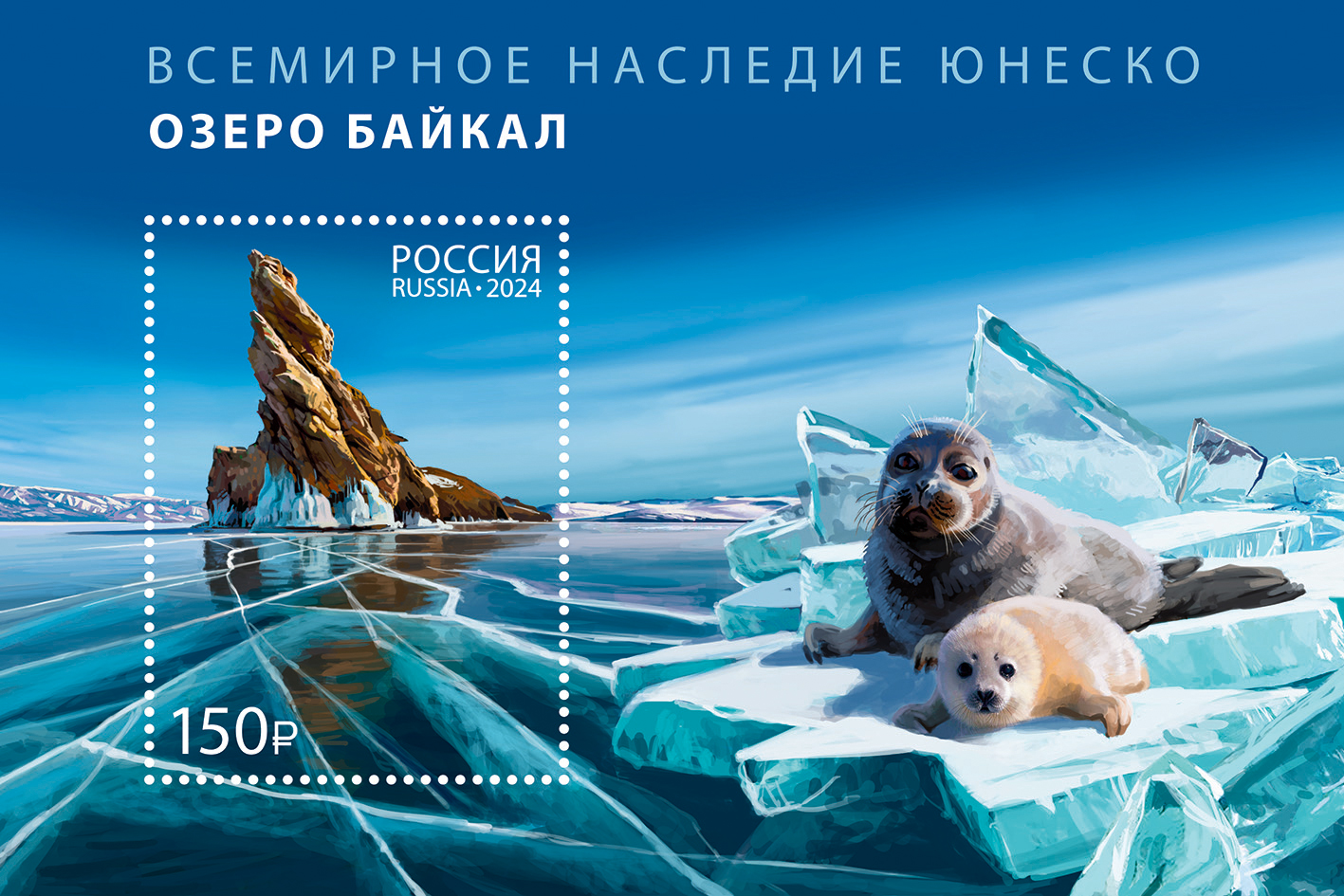
Bloc-feuillet de 2024 pour le 70eanniversaire de l'adhésion de la Russie à l'UNESCO .